# Historia Częstochowy
Artykuł zawiera opis historii Częstochowy od prehistorii do czasów współczesnych.

## Pradzieje

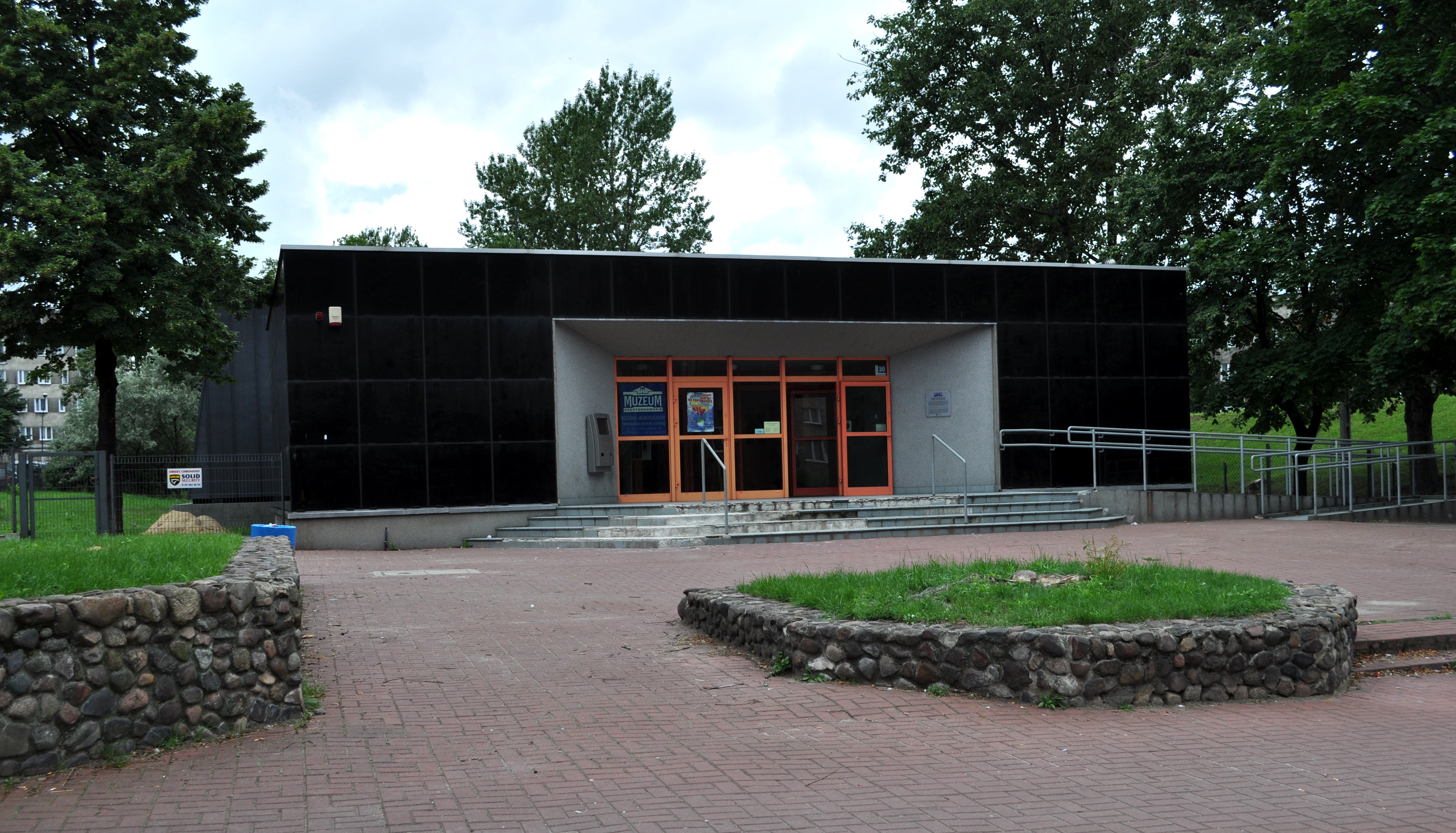
Rezerwat archeologiczny kultury łużyckiej w Częstochowie

Najstarsze znaleziska archeologiczne w regionie częstochowskim pochodzą z okolic Zawiercia i są datowane na 150 000 lat. W bliższej okolicy znalezione zostały natomiast datowane na kilka tysięcy lat narzędzia z Dankowic koło Kłobucka. Liczniejsze są znaleziska z okresu neolitu, który w południowej Polsce zaczął się ok. 6000 lat temu. Na samym terenie Częstochowy pierwsze osady z tego okresu odkryto w 1929 r. w obecnej dzielnicy Mirów.
Następne znaleziska pochodzą ze środkowej i późnej epoki brązu (3300 – 2700 lat temu). Na ten okres datowane są osady oraz cmentarzyska, a jedno z nich zostało zakonserwowane i przekształcone w rezerwat archeologiczny kultury łużyckiej na Rakowie. Osady z okresu epoki żelaza nie różnią się, na ziemi częstochowskiej, od tych wcześniejszych z epoki brązu. Rozwój kultury łużyckiej na ziemi częstochowskiej został zahamowany w VI wieku p.n.e. przez najazd Scytów. W okresie rzymskim ludność tych terenów utrzymywała z imperium rzymskim kontakty handlowe, o czym świadczą importowane dobra i monety rzymskie. W 375 r. region przeżył najazd Hunów, z tego czasu pochodzą też znaleziska przypisane do unikalnej tzw. kultury dobrodzieńskiej.

## Początki Częstochowy

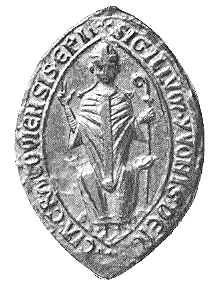
Pieczęć Iwo Odrowąża, autora pierwszej wzmianki o Częstochowie

Według legendy, nazwa Częstochowa oznacza osadę założoną przez osobę o imieniu Częstoch. Według tej samej legendy Częstoch miał być rycerzem, który żył w czasach księcia Bolesława III Krzywoustego.
Na podstawie badań archeologicznych przyjmuje się, że Częstochowa prawdopodobnie powstała przed końcem XI wieku, jednak pierwsza wzmianka o niej pochodzi z 1220 roku, z dokumentu biskupa krakowskiego Iwo Odrowąża, który określał uposażenie klasztoru w Mstowie. Wśród wymienionych wówczas miejscowości, które zobowiązane były płacić na rzecz klasztoru dziesięcinę, znajdowały się także wsie Częstochowa i Częstochówka. Ta druga powstała później niż Częstochowa i prawdopodobnie miała charakter obronny, związany z lokalizacją na wzgórzu Jasna Góra. Obie wsie należały wówczas do opola mstowskiego, którego zasięg pokrywał się w przybliżeniu z późniejszym starostwem olsztyńskim.

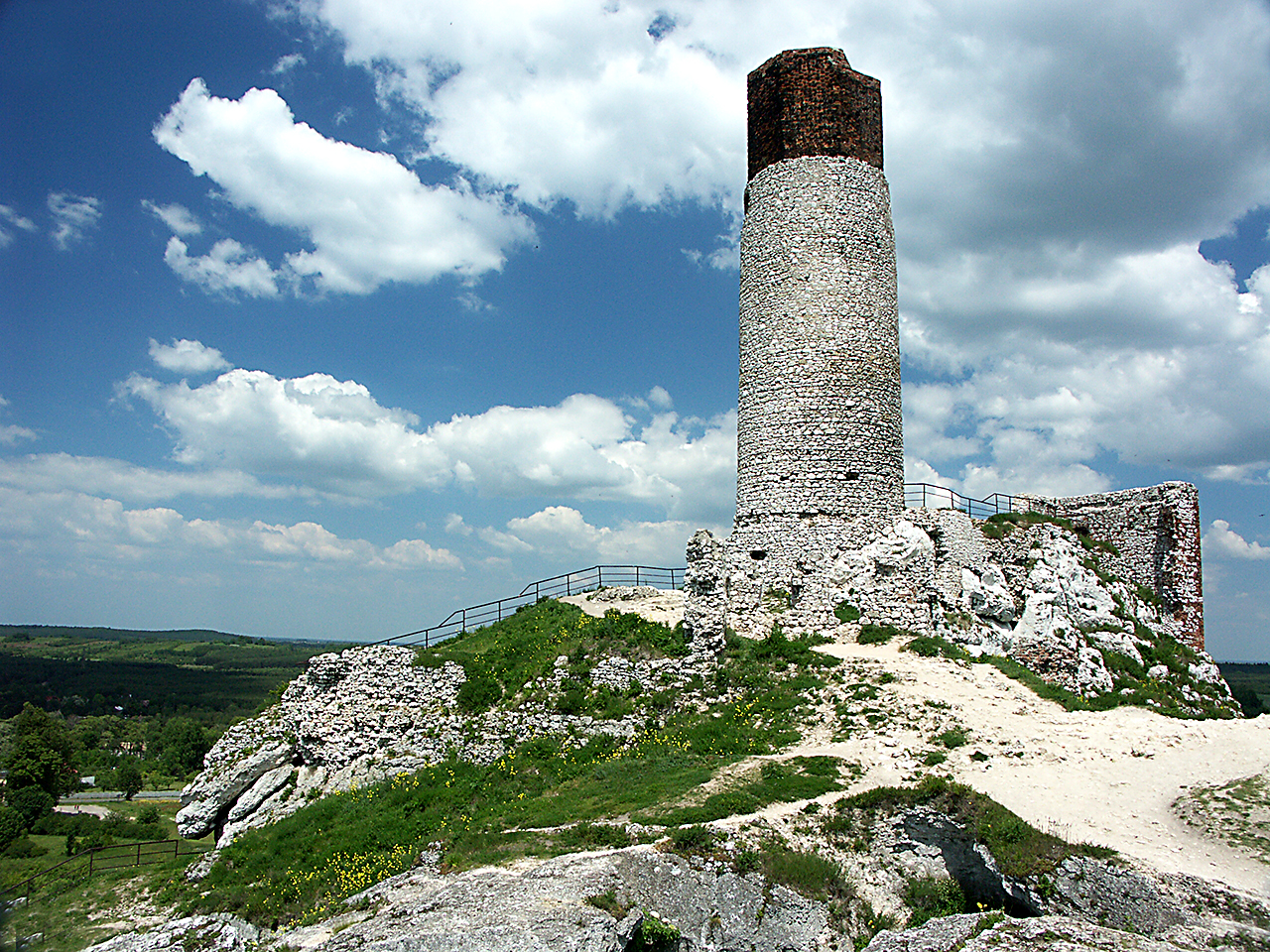
Ruiny zamku olsztyńskiego, średniowiecznego centrum administracyjnego dla Częstochowy

Sto lat później, na przełomie XIII i XIV wieku, w Częstochowie zlokalizowana została, podlegająca dekanatowi lelowskiemu, parafia, co świadczy o dużym znaczeniu gospodarczym i ludnościowym osady w regionie północno-zachodniej Małopolski, której dynamiczny rozwój nastąpił w wieku XIV. Rozwojowi sprzyjało bliskie położenie zamku olsztyńskiego i lokalizacja na szlaku łączącym Małopolskę z Wielkopolską. Częstochowę przecinał szlak z Krakowa i Olkusza na Kłobuck, Wieluń i Kalisz, od którego w Częstochowie odgałęział się trakt biegnący w stronę Piotrkowa. Po zbudowaniu w połowie XIV wieku zamku, Częstochowa znalazła się w granicach starostwa olsztyńskiego, a Częstochówka po krótkiej do niego przynależności została przekazana klasztorowi jasnogórskiemu.
Wzrost znaczenia Częstochowy i jej rolę punktu tranzytowego poświadczają dokumenty XIV-wieczne, dotyczące pobytu we wsi królów Polski. W 1354 roku został w Częstochowie wystawiony przez polskiego monarchę pierwszy dokument, a dwa lata później wystawiono inny, dotyczący wsi Wyczerpy, w którym po raz pierwszy wspomina się o przywileju goszczenia władcy przez Częstochowę. Także w 1356 roku Częstochowa otrzymała w wystawionym w Krzepicach przywileju prawo niemieckie, które braciom Leonardowi i Kanimirowi zezwalało na lokację dwóch wsi. Jedną z nich była Częstochowa, położona w miejscu dotychczasowej osady, a drugą wieś położona na południe od niej, nad rzeką Rybną (prawdopodobnie jest to Stradomka).

## Nadanie praw miejskich

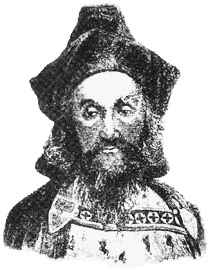
Władysław Opolczyk, fundator klasztoru

Kwestia daty nadania osadzie praw miejskich jest niejednoznaczna, gdyż stosowny dokument nie zachował się do czasów współczesnych. Prawdopodobnie spłonął on w jednym z pożarów w XV wieku. Z tego też powodu datę wyznacza się na podstawie innych dokumentów. Po raz ostatni Częstochowę jako wieś dokumenty wymieniają w 1356 roku, a po raz pierwszy nazywają miastem w 1377 roku. Pomocne do określenia daty są także kroniki Janka z Czarnkowa, który wymieniając w 1370 roku miasta przekazane w lenno na rzecz Władysława Opolczyka nie wymienił Częstochowy, a zrobił to w 1383 roku. Na tej podstawie datę przyznania praw miejskich określa się na okres pomiędzy 1370 i 1377 rokiem. Dodatkowo w latach 70. XIV wieku przebudowano układ przestrzenny Częstochowy w związku z nadaniem praw miejskich, co określa wymieniony dokument z 1377 roku. W 1502 roku w kancelarii króla Aleksandra I wystawiony został nowy egzemplarz dokumentu lokacyjnego.
We wspomnianym dokumencie z 1377 roku Władysław Opolczyk nadał Jaśkowi i Nićkowi przywilej przerabiania rudy i wytopu z niej żelaza eksploatowanego z terenów w rejonie Częstochowy, jednak początki górnictwa rud w pasie ziem od Zawiercia do Wielunia są nieznane. Metody wydobycia były bardzo prymitywne, rudę wydobywano z kilkunastometrowych szybów i odchodzących od niej krótkich poziomych chodników. Ruda żelaza występuje w tym regionie w ok. 40-centymetrowej grubości warstwach rozdzielonych kilkumetrowymi warstwami iłów płonnych. Śladem po wydobyciu rud żelaza mają odzwierciedlenie w nazewnictwie miejscowości, w których je wydobywano (m.in. Rudniki, Rudy, Hutki, Klepaczka).
Częstochowę nazywano początkowo Nową Częstochową, zaś osadę na wzgórzu jasnogórskim, którą podarowano klasztorowi, wymieniano jako Starą Częstochowę. Nazewnictwo to nie utrzymało się i nazwy zostały dość szybko zamienione. W latach 1370–1393 Częstochowa stanowiła lenno Władysława Opolczyka, który w 1382 r. ufundował klasztor paulinów.

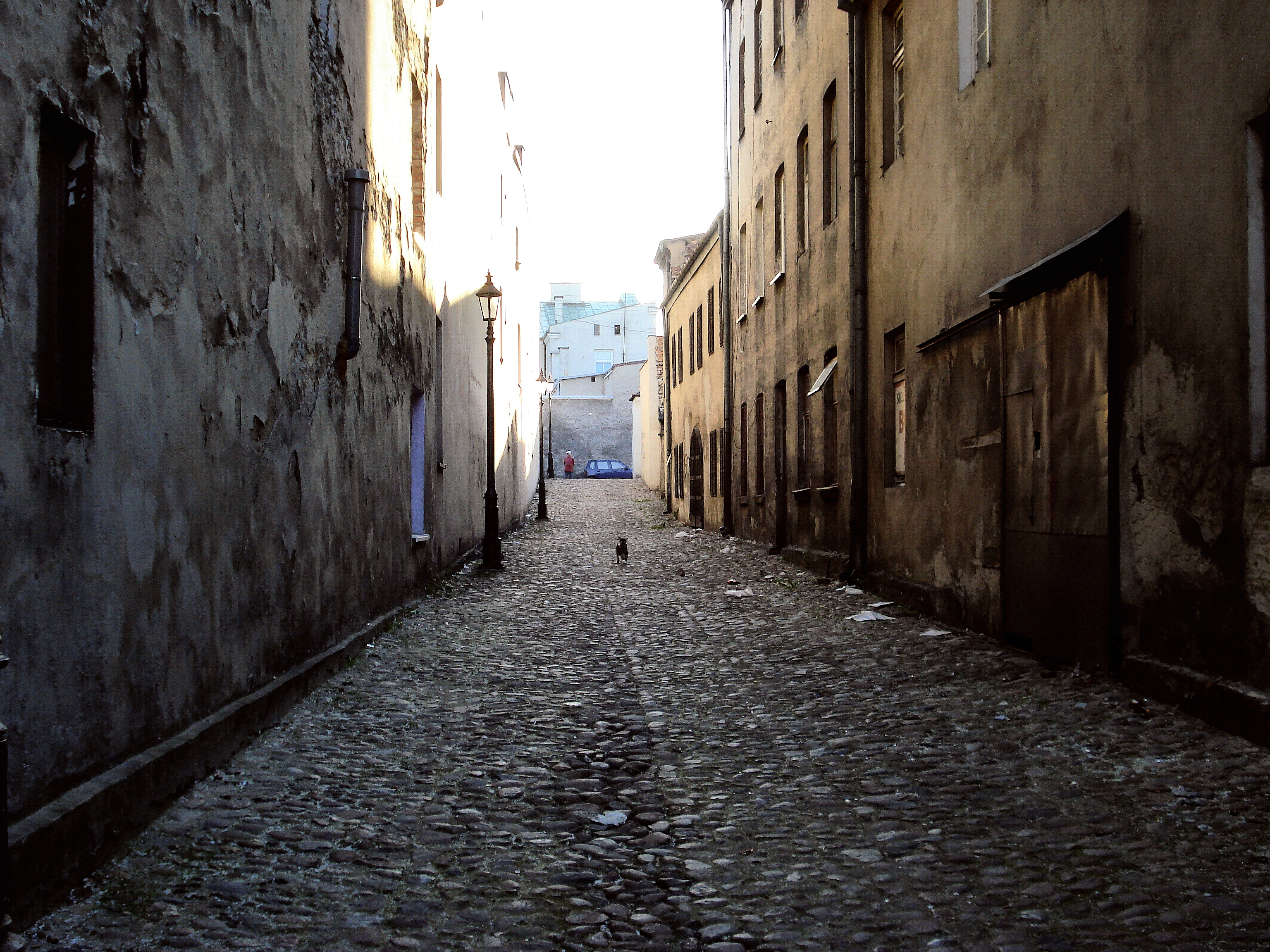
Ulica Starego Miasta

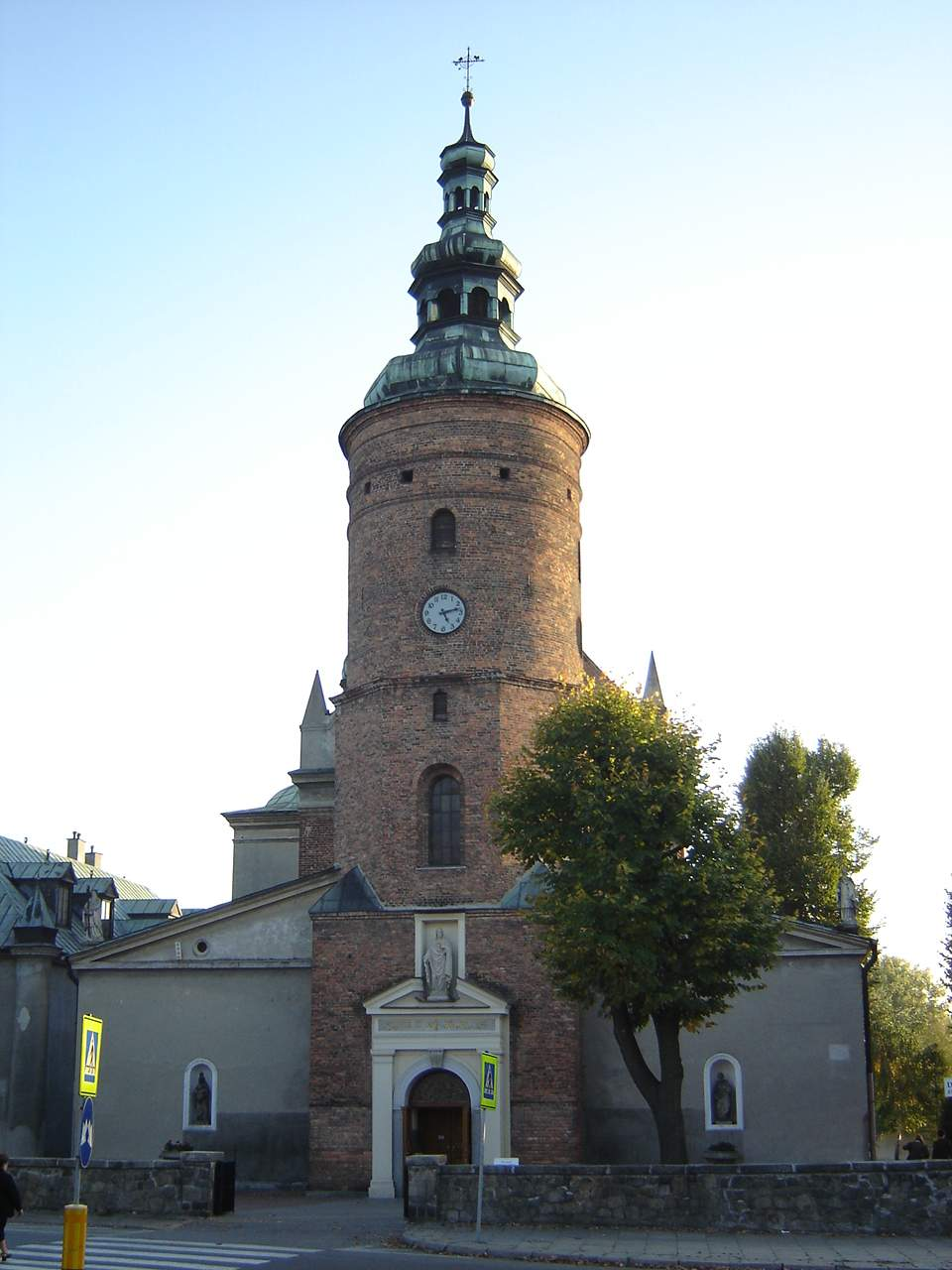
Kościół św. Barbary w dawnej wsi Św. Barbara, obiekt sporu miasta z klasztorem Paulinów

W okresie późnego średniowiecza tereny należące do miasta były rozległe, choć osadnictwo skupiało się na terenie obecnego Starego Miasta. Po przebudowie układu przestrzennego Częstochowy jej powierzchnia wynosiła ok. 8 hektarów. Terytorium miasta było ograniczone rzeką Wartą od wschodu i południowego wschodu, współczesnymi ulicami Warszawską i Krakowską od zachodu, ul. Spadek od północy i ul. Strażacką od południa. Według dokumentu dotyczącego uposażenia klasztoru jasnogórskiego z 1382 roku, od zachodu granice miasta biegły po łuku od wsi Częstochówka, następnie na zachód od obecnej ul. Pułaskiego. Sporny z klasztorem był obszar wsi Barbara z tamtejszym kościołem, który został przez klasztor zagarnięty i pomimo protestów miasta i korzystnych dla niego wyroków sądów królewskich pozostał we władzy zakonu aż do upadku państwa. Dokumenty kancelarii królewskiej z 1550 roku określają, że dalej granica przecinała Stradomkę, tereny miejskie sięgały prawie do wsi Dźbów, po czym granica zakręcała na wschód, wzdłuż drogi Dźbów-Błeszno, omijała tę ostatnią osadę od północy i dochodziła do lasu olsztyńskiego. Granice wschodnie opisano w 1631 roku w starostwie olsztyńskim, jako biegnące od lasów olsztyńskich do góry Prędziszów, następnie na zachód od wsi Mirów, przez rzekę Wartę do Wyczerp. Granica północna biegła od Wyczerp przez Góry Kawie, południowy skraj wsi Wierzchowisko, a stamtąd w stronę Częstochówki. Samo miasto położone nad przeprawą przez Wartę otoczone zostało murami miejskimi, w których znajdowało się kilka baszt. Mury te rozebrano stopniowo po potopie szwedzkim.

## Okres panowania Jagiellonów i Wazów
W drugiej połowie XV wieku morawski najemnik Burian Puklica złupił Częstochowę, gdy samodzielnymi rekwizycjami rekompensował sobie niewypłacenie żołdu przez Kazimierza IV Jagiellończyka. Po najeździe Puklicy miasto otoczono murami miejskimi, które istniały do połowy XVII wieku. Sporna jest ilość bram miejskich. Pewne jest istnienie Bramy Krakowskiej na ul. Targowej, Bramy Warszawskiej na ul. Senatorskiej i bramy przy moście na Warcie na ul. Mostowej. Sporne jest natomiast istnienie bramy po zachodniej stronie miasta, przy wlocie ul. Mirowskiej na współczesny pl. Daszyńskiego. Według części historyków odkryte w tym miejscu fundamenty należały do baszty lub dzwonnicy, a nie bramy miejskiej. Centrum osady stanowił rynek o wymiarach 175 na 64 m ograniczony ulicami Senatorską, Mostową i Mirowską, a od wschodu sięgający za Kozią. Na początku XIX wieku północną część rynku, za ul. Ptasią zabudowano kamienicami. W południowo-zachodniej części rynku znajdował się częstochowski ratusz, a na zachodnim krańcu południowej pierzei stał (bokiem do placu) kościół św. Zygmunta. Za kościołem zlokalizowano budynek klasztoru, a na przykościelnym terenie zorganizowano cmentarz. W późniejszych wiekach założono nowy cmentarz, za murami, na terenie obecnego pl. Daszyńskiego. Ratusz, klasztor i kościół oraz pewna część kamienic były murowane, reszta zabudowań była drewniana. W 1466 roku czeskie wojska Ścibora Towaczowskiego złupiły miasto i pobliską Jasną Górę.
Duże znaczenie dla gospodarki miejskiej miał ruch pielgrzymkowy, z którym związany był handel z pątnikami. Klasztor usiłował zmonopolizować handel okołopielgrzymkowy, co spotykało się z oporem mieszczan. Miasto wielokrotnie procesowało się z klasztorem o kwestie handlu pod Jasną Górą, co wskazuje, że była to wysoce dochodowa działalność. Po latach sporów przywilej Kazimierza IV z 1462 roku przyznał klasztorowi prawo handlu, ale odwołanie miasta przyniosło w 1493 roku nowy dekret, w którym Jan I Olbracht zakazał klasztorowi działalności handlowej, z wyjątkiem sprzedaży niewielkich ilości żywności. Władze klasztorne zignorowały jednak zakaz, który łamany był aż do czasu upadku państwa w XVIII wieku.

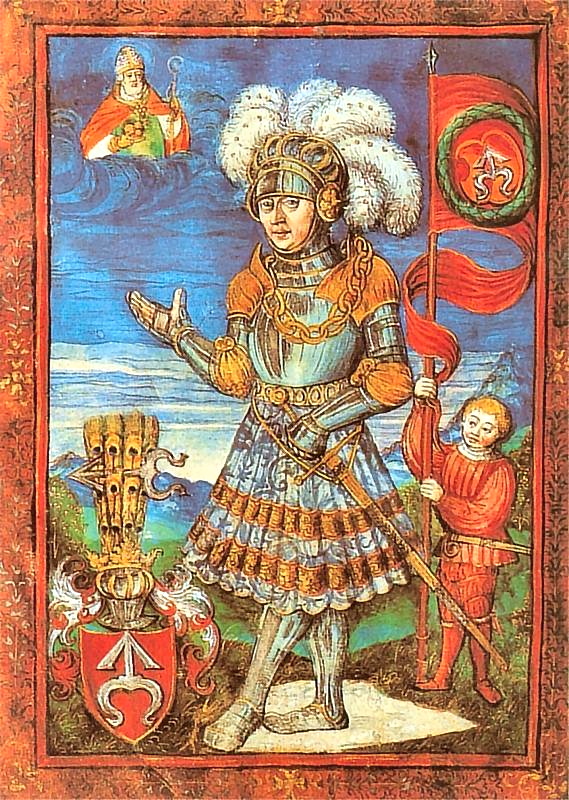
Starosta olsztyński Mikołaj Szydłowiecki

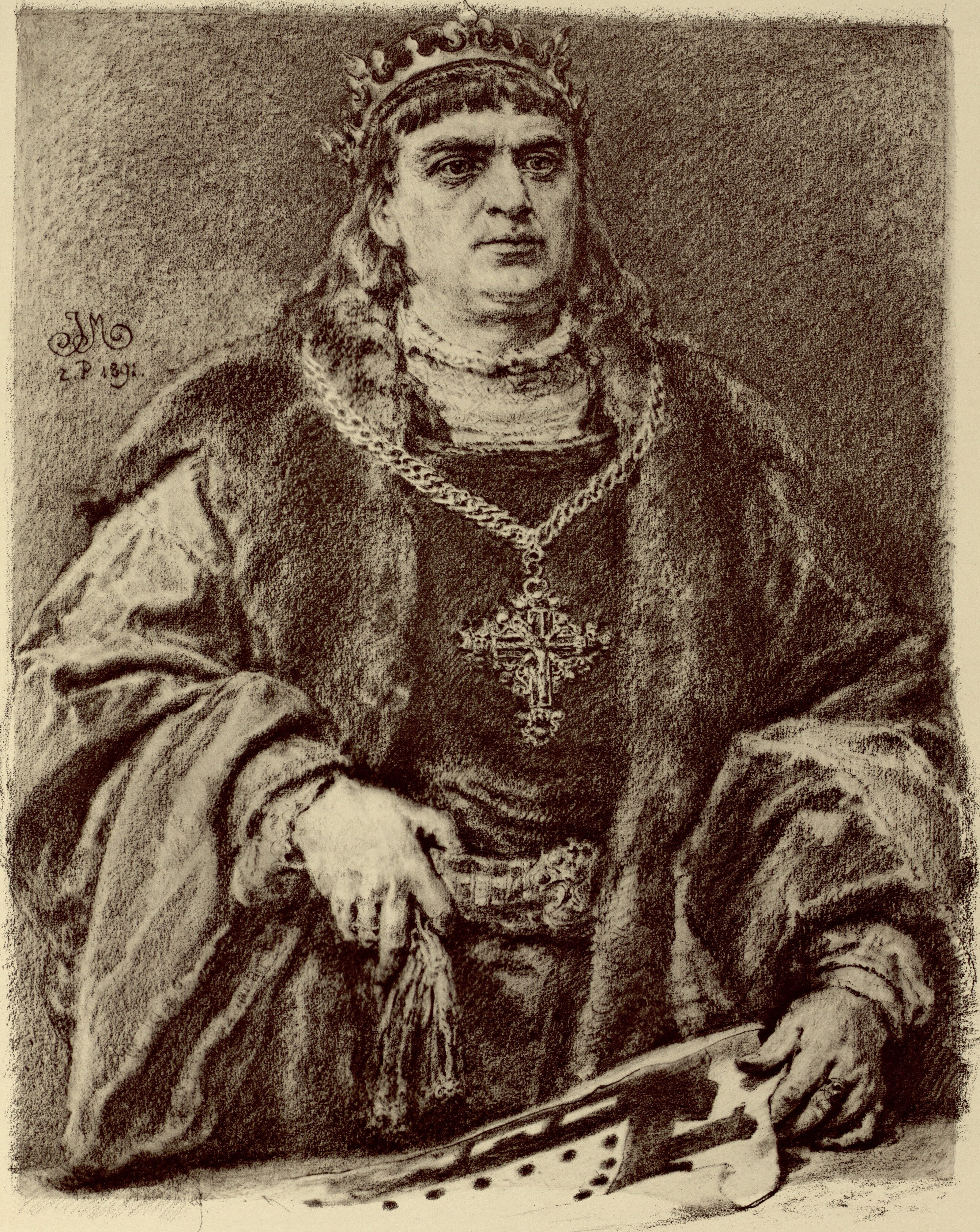
Król Polski Zygmunt I Stary – wystawca licznych przywilejów dla miasta

Kolejny okres rozwoju nastąpił w XVI wieku, a okres dobrobytu wiązał się z późniejszym królem Polski Zygmuntem, wówczas księciem głogowsko-opawskim, który wielokrotnie przebywał w mieście (1498, 1502, 1502, 1503, 1505, 1505, 1506). Dzięki poparciu Zygmunta miasto uzyskało liczne przywileje, m.in. wydanie kopii przywileju lokacyjnego (1502), przywilej pobierania myta mostowego na Warcie (1504, 1512), przywilej organizowania jarmarków (1508) oraz zwolnienie z ceł i podatków targowych dla mieszczan na 12 lat. Przywilej z 1508 rok pozwalał organizować jeden jarmark rocznie, w 1564 roku organizowano trzy w roku, a w 1639 zezwolono na organizację sześciu w roku.
Z nadania Zygmunta starostą olsztyńskim został Mikołaj Szydłowiecki, który przyczynił się do rozwoju całego regionu. W XVI wieku rosła także liczba mieszkańców. W 1564 roku znajdowało się w Częstochowie 218 domów, a w następnych latach już 249 (1569), 331 (1620), 399 (1631).

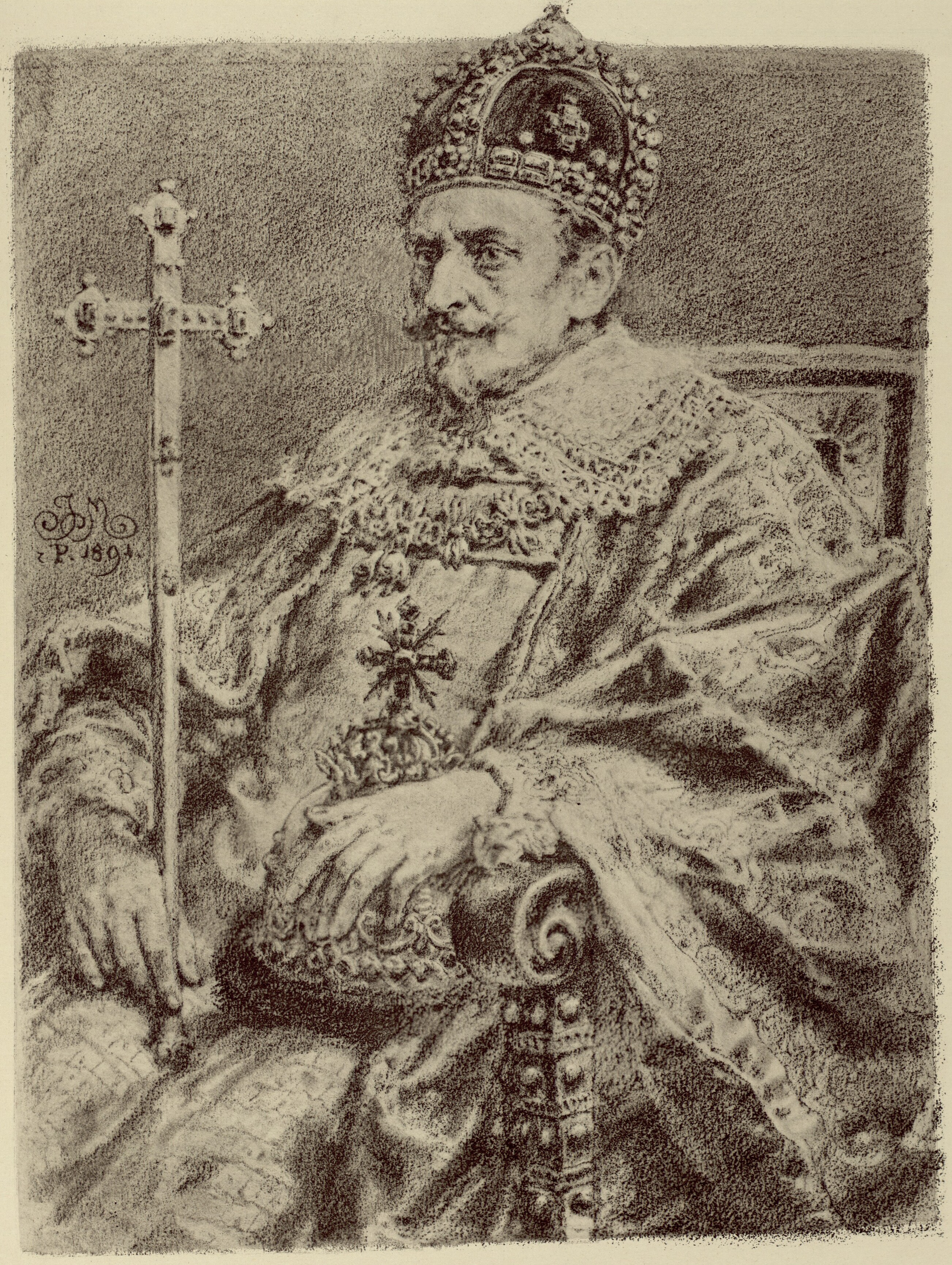
Król Polski Zygmunt III Waza – inicjator budowy twierdzy jasnogórskiej

Pierwszy większy najazd zanotowano w 1587 roku, gdy wojsko pretendenta do korony królewskiej Maksymiliana III Habsburga złupiło miasto w drodze do Krakowa. Ze względu na peryferyjne położenie klasztoru jasnogórskiego darzący klasztor sympatią królowie z dynastii Wazów zdecydowali obwarować go nowoczesnymi fortyfikacjami typu holenderskiego z bastionami. Fortyfikacje zaczęły powstawać pod koniec panowania Zygmunta III i trwały do 1648 roku. W efekcie prac budowlanych powstała na wzgórzu jedna z potężniejszych twierdz w państwie – obok twierdz takich jak Gdańsk, Elbląg, Toruń, Kudak, Brody, Słuck, Zamość, Łańcut, Tykocin i Bar.
W 1619 roku do Czech wybrał się królewicz Władysław Waza, który z polecenia ojca miał swoją tam obecnością osłabiać morale husyckich powstańców. Czesi zdecydowali się jednak wysłać do Władysława delegację, która zaproponowała mu objęcie czeskiego tronu. Do spotkania królewicza z posłami czeskimi doszło w Częstochowie. Władysław odrzucił złożoną propozycję, ponieważ byłaby ona sprzeniewierzeniem się polityce ojca.
W latach 1625–1630 region, w tym miasto, dotknięty został zarazą, w wyniku której na 399 domów w mieście 78 stało opuszczonych. Aż do potopu liczba mieszkańców nieznacznie rosła, ale w następnych latach postępujący rozkład struktur państwowych zahamował rozwój miasta i spowodował jego podupadnięcie.

### Potop szwedzki
Wobec niekorzystnego położenia w wojnie przeciw Szwecji, w nocy z 7 na 8 listopada 1655 roku, jasnogórską ikonę wywieziono do Lublińca, a następnie do Głogówka. Wobec postępów szwedzkich w Polsce jasnogórscy paulini złożyli za pośrednictwem feldmarszałka Arvida Wittenberga hołd poddaństwa królowi Szwecji i otrzymali w zamian list żelazny gwarantujący nietykalność klasztoru, który Kordecki odebrał osobiście w Krakowie. Jednocześnie już 6 sierpnia (dwa tygodnie po kapitulacji pod Ujściem) zaczęli przygotowania do obrony, w tym sprowadzili ze Śląska broń, proch i wykwalifikowanego artylerzystę.

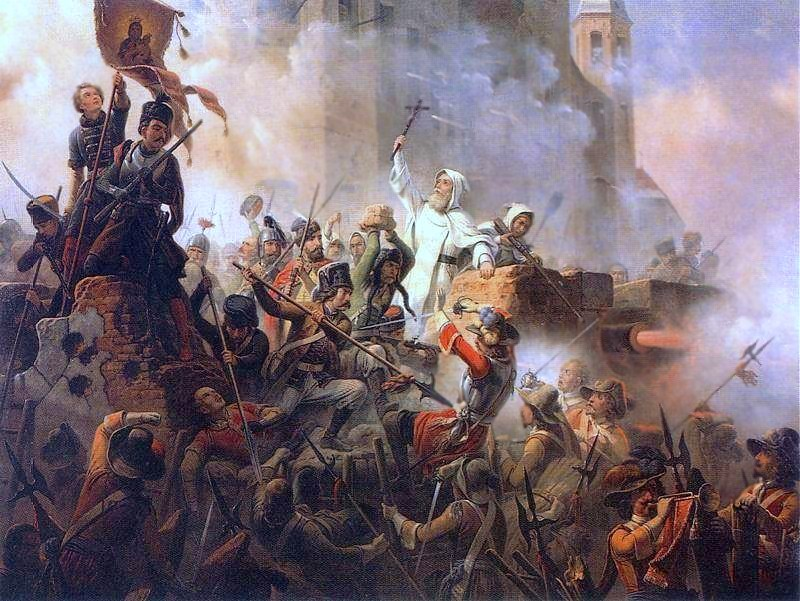
Artystyczna wizja obrony Jasnej Góry na obrazie Januarego Suchodolskiego

18 listopada 1655 r. pod Jasną Górą znalazły się szwedzkie wojska gen. Burcharda Müllera. Szwedzi zaatakowali twierdzę nie ze względu na jej wartość strategiczną, a z powodu spodziewanych łupów, ale liczące 1.100 ludzi (w tym ok. 600 Polaków) oddziały w większości składały się z nieprzydatnych w oblężeniu jezdnych. Ponadto Szwedzi dysponowali tylko ośmioma lekkimi działami, nieprzydatnymi w oblężeniu. Twierdza była dobrze zaopatrzona i posiadała artylerię lepszą niż szwedzka, a jej załoga liczyła w tym czasie 160 przeszkolonych ludzi, a wraz z okoliczną szlachtą i zakonnikami w murach klasztoru znajdowało się 250 osób. Obrońcy dysponowali też 24 działami, w tym 12 ciężkimi. Müller początkowo chciał wprowadzić załogę szwedzką do twierdzy za zgodą zakonników, ponieważ jego rozkazy obejmowały obsadzenie pobliskiej Częstochowy i zabezpieczenie granicy ze Śląskiem, na którym schronił się Jan II Kazimierz. Sam Kordecki dążąc do zabezpieczenia klasztoru, starał się rozgrywać sytuację dyplomatycznie, m.in. za pośrednictwem Müllera napisał list do Karola Gustawa, w którym uznawał go za króla Polski, ale nie wyraził zgody na wejście szwedzkiej załogi do fortecy, choć namawiali go do tego polscy żołnierze w szwedzkiej służbie. Jednocześnie Kordecki zezwolił Polakom z sił oblężniczych wchodzić do klasztoru w twierdzy w celach religijnych.
Wobec odmowy wpuszczenia do twierdzy podjął oblężenie klasztoru, które składało się głównie z drobnych potyczek i wymiany ognia artyleryjskiego. Dowódca zwrócił się także do Karola X Gustawa o wzmocnienie swoich sił o dwa większe działa, jednak szwedzki król odmówił, obawiając się zadrażnienia polskiej ludności. Kilkukrotnie przerywano też chaotyczne działania zbrojne z powodu rokowań. Już 26 listopada część załogi, w tym zakonnicy, zbuntowała się i zażądała kapitulacji, ale dowodzący załogą przeor Augustyn Kordecki zażegnał bunt przez podwojenie żołdu i usunięcie z klasztoru części niechętnej obronie załogi.
Szwedzi nie zdobyli klasztoru, ponieważ nie byli przygotowani na zdobywanie twierdzy oraz uznali że zajmowanie go siłą może przyczynić się do podsycenia ruchu partyzanckiego. Nie podjęli ataku także po 10 grudnia, gdy ich siły zostały wzmocnione dwoma ciężkimi działami i dwiema kompaniami piechoty pod dowództwem Fromholda Wolffa, a dodatkowo list króla Karola Gustawa z 12 grudnia po raz kolejny zakazywał Müllerowi dalszego oblężenia, sugerując zawarcie z załogą paktu, w którym mieli oni zagwarantować zerwanie współpracy z Janem II Kazimierzem. Cały czas trwały też prowadzone z przerwami negocjacje pomiędzy obrońcami i oblegającymi. Mimo to Szwedzi rozpoczęli ostrzał twierdzy, ale szybko skończyła im się amunicja.
Kolejne negocjacje prowadzone od 15 a 18 grudnia zbliżyły stanowiska stron, ale Szwedzi nie chcieli zgodzić się, by dowódcą szwedzkiej załogi w twierdzy został polski katolik. Sprowadzeni z Olkusza górnicy zaczęli w tym czasie kopać tunele, w których planowano założyć ładunki wybuchowe, które miały zniszczyć mury. Obrońcy rozpoznali jednak te plany i w czasie wypadu za mury 20 grudnia zlikwidowali górników i zniszczyli dwa szwedzkie działa. Kolejne trzy dni Szwedzi nie prowadzili ostrzału z powodu braku amunicji. 25 grudnia Szwedzi stracili jedno działo, które rozerwane podczas wystrzału. Müller wysłał wówczas do Kordeckiego kolejny list, żądając jednak już jedynie kontrybucji. Wobec odmowy, w nocy z 26 na 27 grudnia wojska szwedzkie ostatecznie zwinęły obóz, zakończyły oblężenie i wycofały się spod twierdzy. Przygotowania do wycofania zostały jednak przez załogę Jasnej Góry omyłkowo uznane za przygotowanie do szturmu, w związku z czym część załogi zaczęła ponownie żądać poddania twierdzy.
Dodatkowo w tym samym okresie, gdy Szwedzi kończyli oblężenie, pod Jasną Górę zaczęły wyruszać tworzone oddziały partyzanckie, jednakże część z nich zjawiła się już ok. tydzień po odejściu sił szwedzkich. Wobec braku przeciwnika, jeden z oddziałów pod dowództwem Krzysztofa Żegockiego zdecydował o zaatakowaniu Wielunia. Do ataku doszło nocą 7 na 8 stycznia 1656 r., a zaskoczeniu Szwedzi pochowali się do domów, z których byli wywlekani przez Polaków. Po 5 dniach rzezi Polaków wyparły z Wielunia szwedzkie posiłki, które urządziły masakrę polskich partyzantów. Polacy bezładnie wycofali się do Jasnej Góry, pod którą Szwedzi dotarli ponownie 30 stycznia, ale odstąpili od ataku wobec zbyt dobrego uzbrojenia obrońców.
Oblężenie nie było momentem zwrotnym w wojnie przeciw Szwecji, ponieważ już we wrześniu toczyły się w Wielkopolsce walki partyzanckie, w październiku wybuchło powstanie górali żywieckich i rozpoczęły się bunty w wojsku kozackim, w połowie listopada wybuchło powstanie chłopów sądeckich, a 20 listopada król Jan Kazimierz wydał uniwersał wzywający cały naród do powstania. Niemniej działania pod Jasną Górą doprowadziły do dalszego pogorszenia wizerunku wojsk szwedzkich, a w odpowiedzi na próbę zajęcia twierdzy z klasztorem hetmani koronni 29 grudnia porzucili lojalność wobec Karola X Gustawa i zawiązali konfederację w Tyszowicach.
Przez długi czas głównym źródłem informacji o oblężeniu klasztoru był pamiętnik dowodzącego obroną Kordeckiego Nova Gigantomachia, dopiero Aleksander Bruckner zwrócił w roku 1899 uwagę, że oblężenie nie było wzmiankowane w innych źródłach współczesnych wydarzeniom, a w 1904 roku ukazała się praca szwedzkiego historyka Teodora Westrina „O oblężeniu klasztoru częstochowskiego przez wojska Karola X Gustawa w r. 1655”, która została napisana w oparciu o źródła z archiwum królewskiego w Sztokholmie, w tym listy Karola Gustawa, Kordeckiego i Müllera.

### Schyłek panowania Jana Kazimierza
W 1657 r. na Jasnej Górze Senat obradował nad uchwaleniem podatków na prowadzenie wojny, natomiast w 1661 r. podczas obrad Senatu Jan Kazimierz ogłosił plany elekcji vivente rege, które zostały odrzucone przez Sejm.
W okresie potopu miasto zostało w znacznej części zniszczone na skutek postoju obcych wojsk, spora część ludności zginęła, zmarła lub uciekła. Okres kilkunastu lat po potopie szwedzkim to także czas słabo udokumentowany w źródłach, opisywany wyłącznie za pomocą źródeł klasztornych, które dotyczą głównie zapisów na rzecz klasztoru lub częstochowskiej parafii. Przez kilka lat po tej wojnie na rzecz klasztoru nie uczyniono żadnych zapisów, dopiero w 1665 roku pojawia się pierwszy zapis. Wskazuje to na znacznej zubożenie ludności i wyludnienie miasta oraz regionu. Na podstawie szacunków miasto straciło w okresie potopu ponad 50% ludności i ponad 60% zabudowań. Okoliczne miasta, w tym Przyrów, Olsztyn i Mstów zanotowały jednak znacznie wyższe straty, co pozwala przypuszczać, że Częstochowa została potraktowana przez armię szwedzką jako baza dla oficerów i tym samym zniszczenia starano się ograniczać.
Przez kilkadziesiąt lat po potopie w pobliżu Częstochowy stacjonowało wojsko, które kilkakrotnie pustoszyło miasto, głównie z powodu zaległości w wypłacie przez skarb królewski żołdu. W efekcie Częstochowa odbudowywała się długo i powoli, jeszcze w latach 80. XVII w. znajdowały się w nim zrujnowane domy.
Szybciej odbudowywał się klasztor na Jasnej Górze, który w przeciwieństwie do miasta, cieszył się licznymi darowiznami i nadaniami królewskimi i szlacheckimi. 27 lutego 1670 roku w klasztorze odbył się ślub polskiego króla Michała z arcyksiężniczką Eleonorą. W 1682 roku odbyły się uroczystości 300-lecia sprowadzenia częstochowskiego obrazu z Matką Boską, na które przybyło 140 000 pielgrzymów z Polski i Śląska.
Okres po potopie był pomyślny dla Częstochówki, która dynamicznie rozwijała się i rozbudowywała. Będący właścicielem wsi klasztor intensywnie zabiegał o rozwój osady, w której przybywało uznanych rzemieślników i handlarzy. W 1665 roku miała miejsce bitwa pod Częstochową, jedno ze starć zbrojnych w trakcie rokoszu Lubomirskiego. Pobite wojska królewskie szukały wówczas schronienia w twierdzy jasnogórskiej, jednak przeor klasztoru nakazał zamknięcie bram przed królewskimi żołnierzami.

## Epoka saska
Po śmierci Jana III Sobieskiego część oddziałów zawiązała pod miastem konfederację celem odzyskania zaległych pieniędzy.
W 1679, 1708 i 1709 r. miały miejsce w Częstochowie epidemie, które znacznie zaszkodziły rozwojowi miasta.
W 1717 roku klasztor otrzymał przywilej nadający Częstochówce prawa miejskie jako Nowa Częstochowa. Nowe miasto zostało jednak zrujnowane w okresie konfederacji barskiej i nigdy nie odbudowało już swojej pozycji. W 1789 roku liczbę mieszkańców szacowano na ok. 1200.

### Wojna północna
Po ataku szwedzkim na Polskę w 1702 roku przeor Jasnej Góry zdecydował o przygotowaniu twierdzy do obrony. Załoga została też wzmocniona przez oddziały miecznika koronnego Stanisława Warszyckiego i liczyła 400 pieszych, 50 artylerzystów, 100 zbrojnych zakonników i 32 działa.
11 sierpnia Częstochowę zajęli Szwedzi. Po nadejściu głównych sił pięć dni później rozpoczęła się grabież miasta. Szwedzi zażądali kapitulacji klasztoru, ale wobec odmowy opuścili miasto 22 sierpnia. Oddziały tyłowe pozostały jednak w pobliżu miasta i dokończyły grabież Częstochowy i okolicznych wsi.
Dwa lata później, po przypadkowej eksplozji prochu w twierdzy, Szwedzi postanowili ją zająć. 2 lutego pod Jasną Górę podszedł korpus szwedzki, ale po jednej nieudanej próbie ataku i odmowie otrzymania kontrybucji, odszedł z regionu, grabiąc przy okazji samą Częstochowę. Po tym epizodzie zdecydowano o wzmocnieniu fortyfikacji wokół twierdzy.
W 1705 roku Szwedzi ponownie podeszli pod twierdzę i rozlokowali obóz między nią i Częstochową. Wobec otrzymania małej kontrybucji obrabowali okoliczne wsie, a 12 kwietnia podpalili Częstochowę, po czym odeszli spod miasta.
Po raz ostatni region był zagrożony przez Szwedów we wrześniu 1709 roku, gdy wycofując się z Polski usiłowali wymusić na klasztorze kontrybucję, ale wobec pojawienia się pościgu rosyjsko-saskiego, uszli na Wieluń. Armia szwedzka splądrowała jedynie częstochowskie kościoły.
Po wyparciu Szwedów pod miastem obozowały wojska rosyjsko-saskie i siły polskich zwolenników Augusta II. Miasto było wówczas zobowiązane utrzymywać te oddziały oraz kwaterować oficerów. Rada Miasta skarżyła się wówczas staroście Jerzemu Lubomirskiemu na szlachtę i duchowieństwo, które mieszkając w mieście, unikają opłat na rzecz armii. Starosta nie wywiązał się jednak z obowiązku obrony interesów królewskiego miasta i odmówił wystąpienia przeciw klerowi. W czerwcu 1711 roku wojska rosyjskie obrabowały podczęstochowskie wsie celem zdobycia aprowizacji.

## Czasy stanisławowskie

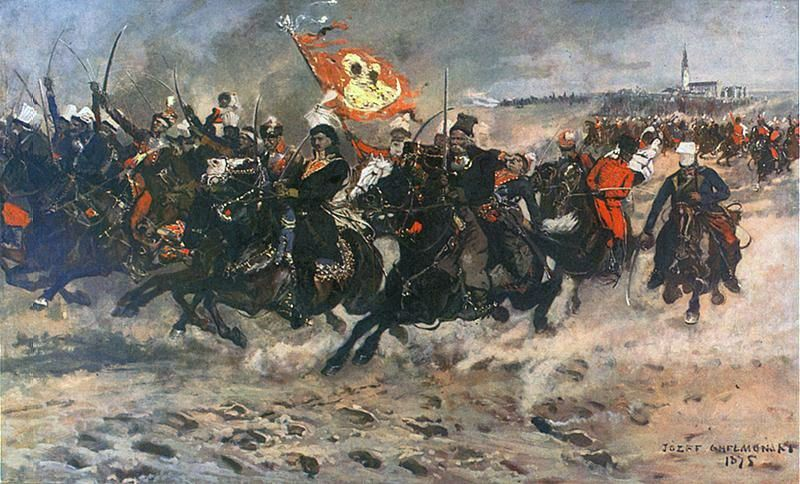
Kazimierz Pułaski i konfederaci barscy pod Częstochową

29 lutego 1768 roku została zawiązana konfederacja barska, której walki toczyły się także na ziemi częstochowskiej. 8 lutego 1769 r. konfederaci zajęli twierdzę Jasna Góra, którą kilkukrotnie usiłował zdobyć rosyjski korpus gen. Iwana Drewicza. Rosjanie wycofali się spod twierdzy 15 stycznia 1771 roku, a sami konfederaci opuścili ją 18 sierpnia 1772 roku. Obroną twierdzy jasnogórskiej kierował Kazimierz Pułaski.
W 1760 i 1782 roku Starą Częstochowę dotknęły pożary, w obu ofiarą ognia padł ratusz. Po pierwszym z pożarów odbudowano go, jednak po pożarze z 1782 roku ratusz pozostał ruiną.
W 1783 roku król Stanisław II Poniatowski odebrał klasztorowi i upaństwowił starostwa brzeźnickie i kłobuckie, a twierdzę jasnogórską oddał pod zarząd świeckiego komendanta.
W 1789 roku populację samej Starej Częstochowy szacowano na ok. 1600, tj. mniej niż w okresie jagiellońskim. Jednak w porównaniu z innymi ośrodkami miejskimi o podobnej wielkości Częstochowa w okresie wojen XVII wieku była mniej wyludniona.
Częstochowscy mieszczanie brali aktywny udział w działaniach na rzecz zapewnienia ram prawnych dla rozwoju miast. Reprezentanci Częstochowy brali udział w czarnej procesji organizowanej przez Jana Dekerta, a dwa dni później podpisali „akt zjednoczenia miast”. Efektem działalności mieszczan z całego kraju było uchwalenie 18 kwietnia 1791 roku ustawy „Miasta nasze królewskie wolne w państwach Rzeczypospolitej”, która stała się częścią konstytucji trzeciomajowej jako jej trzeci rozdział.
Po uchwaleniu Konstytucji 3 maja w województwie krakowskim szybko poparto nowy ustrój. 1 czerwca niechętna reformom Gazeta Warszawska doniosła o ceremonii zorganizowanej z okazji uchwalenia konstytucji i tym, że wziął w niej udział jasnogórski garnizon wraz z dowódcą twierdzy Marcinem Wierzbowskim. Poparcia konstytucji udzieliła także 8 czerwca komisja porządkowa cywilno-wojskowa powiatów ksiąskiego i lelowskiego. 9 czerwca zebrało się w Starej Częstochowie ok. 100 mieszczan, by złożyć przysięgę na konstytucję.

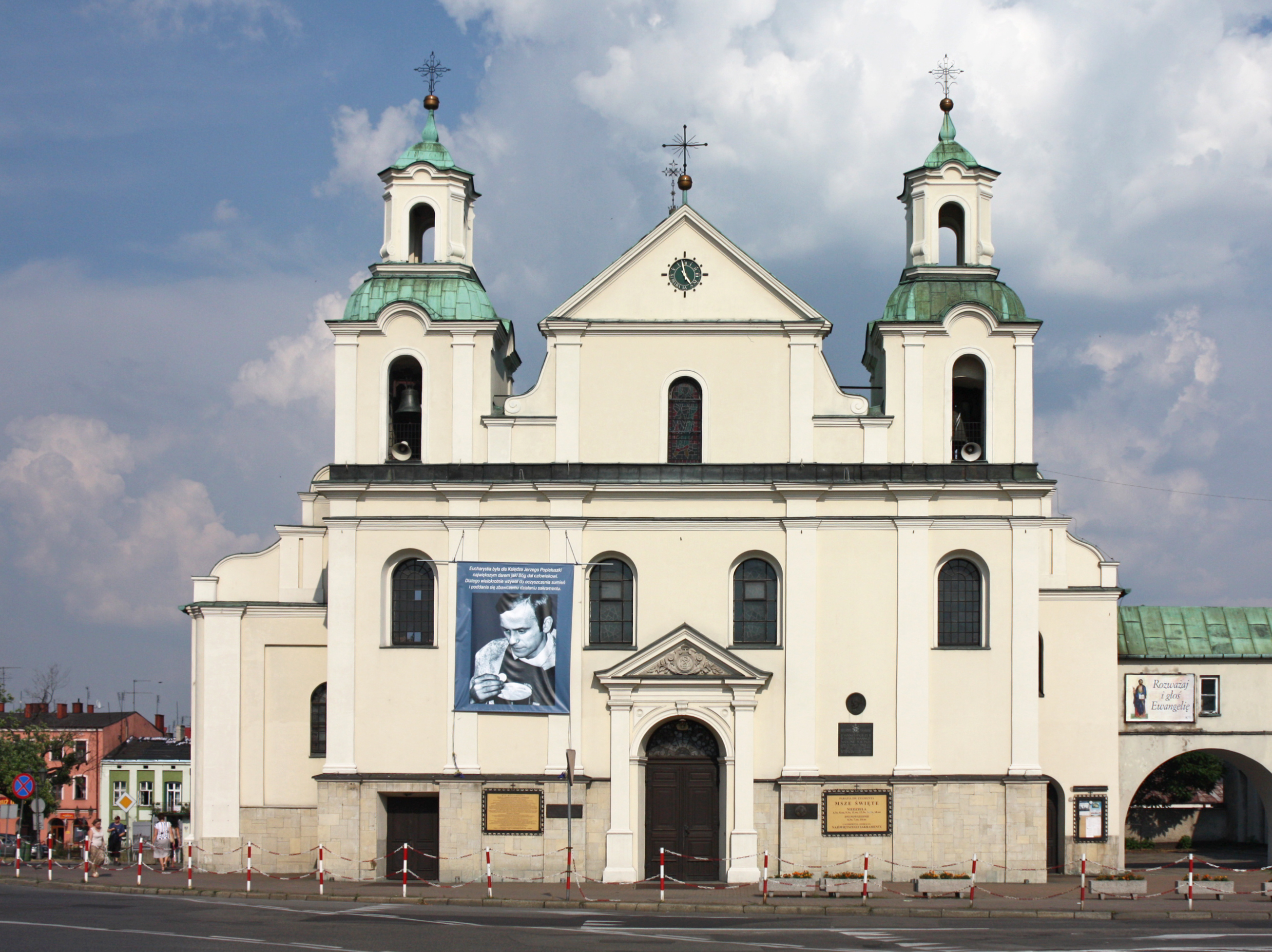
Kościół św. Zygmunta, miejsce odbycia jedynego w historii Częstochowy sejmiku

Sejm ustawą z 24 października 1791 roku „Rozkład województw, ziem i powiatów z oznaczeniem miast, a w nich miejsc konstytucyjnych dla sejmików w prowincjach Koronnych i Wielkiego Księstwa Litewskiego” zdecydował, aby sejmiki legitymizowały konstytucję. Termin odbycia sejmików wyznaczono na 14 lutego 1792 roku, a na miejsce sejmiku dla powiatów lelowskiego i ksiąskiego województwa krakowskiego wyznaczono Starą Częstochowę, choć początkowo miał się on odbyć w Żarnowcu. Wybór Częstochowy był potwierdzeniem jej pozycji ekonomicznej w regionie.
Ostatecznie sejmik odbył się 14 i 15 lutego w kościele św. Zygmunta i obecny był na nim także poseł na Sejm Stanisław Sołtyk. Na marszałka sejmiku wybrano Feliksa Wielogłowskiego. Sejmik poparł reformy konstytucyjne oraz uchwalił tzw. laudum. Relację z jego przebiegu zamieściła 22 lutego Gazeta Narodowa i Obca.
W czasach przedrozbiorowych w Częstochowie obowiązywał zakaz osiedlania się ludności żydowskiej, który zniesiony został dopiero po reformach Sejmu Wielkiego, jednak już w 1765 roku zbudowano w mieście synagogę. Żyło w nim wówczas 56 żydowskich rodzin.

## Panowanie pruskie
Po II rozbiorze Polski obie miejscowości tymczasowo przypadły Prusom. Rząd tego kraju usilnie zabiegał o przejęcie twierdzy jasnogórskiej, czemu początkowo sprzeciwiali się Rosjanie. Ostatecznie rząd rosyjski poparł oddanie Częstochowy Prusom, bojąc się pozostawienia jej w rękach polskich. Granica Prus przebiegała milę na południe od miasta, a następnie kierowała się w stronę Pilicy. 28 lutego 1793 roku Prusacy zajęli Starą Częstochowę i Nową Częstochowę oraz podeszli pod twierdzę Jasna Góra, która skapitulowała 6 marca. Obie miejscowości znalazły się kolejno w departamencie łęczyckim, piotrkowskim i kaliskim Prus Południowych.

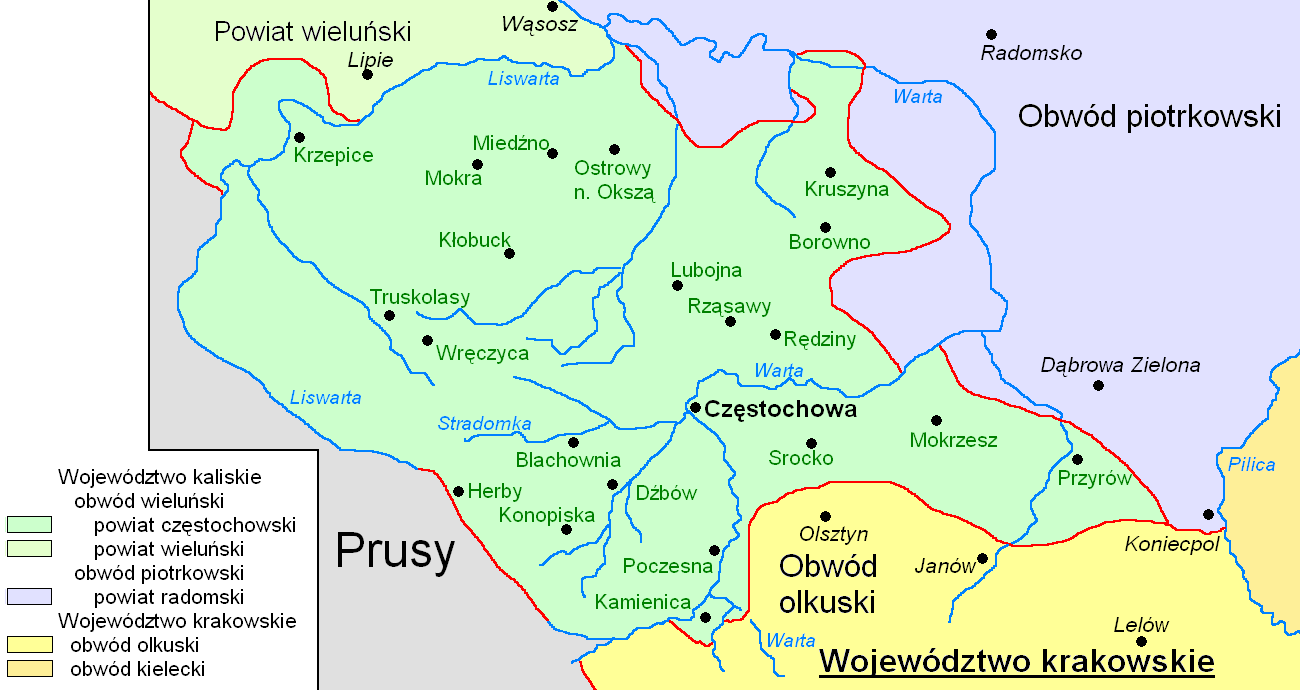
Powiat częstochowski utworzony przez Prusaków i istniejący do 1842 roku w ramach Królestwa Polskiego pod panowaniem Imperium Rosyjskiego

W 1798 r. Stara Częstochowa została stolicą jednego z 11 obwodów departamentu kaliskiego. Uczynienie Częstochowy jednym z ośrodków administracyjnych wynikało głównie z jej rozwoju ekonomicznego i wzrastającego znaczenia w regionie, mniejsze znaczenie miało natomiast istnienie w pobliżu miasta dużej twierdzy. Rząd pruski w okresie panowania nad ziemią częstochowską prowadził ekonomicznie umotywowaną politykę antyklasztorną, rozpoczętą w 1796 roku konfiskatą 25 wsi klasztornych, sekularyzacją Nowej Częstochowy i rozszerzeniem w latach 1799–1801 jej praw miejskich. Działania pruskie w tym zakresie umożliwiły w późniejszym czasie połączenie obu miast.
W 1798 roku powstała w Częstochowie gmina żydowska (po wydzieleniu z gminy janowskiej). Rok później założono cmentarz żydowski (wcześniej pochówki odbywały się w Janowie). W 1806 roku powstała szkoła żydowska. W 1807 roku w mieście mieszkało 496 Żydów (14,8% populacji), a w powiecie częstochowskim 1310 (18,8% populacji).
Na przełomie XVIII i XIX w. zaczęła tworzyć się w mieście społeczność ewangelicka, którą początkowo tworzyli głównie żołnierze pruscy skierowani do Częstochowy. Początkowo ewangelicy korzystali z kościoła św. Barbary, który władze pruskie odebrały Jasnej Górze, jednak w 1809 r. wojska austriackie spaliły kościół. Z powodu dużych kosztów odbudowy konsystorz postanowił postawić nowy kościół w Czarnym Lesie (wówczas Hilsbach), gdzie mieszkało dużo ewangelików. Nowa świątynia została kościołem filialnym parafii w Wieluniu. W związku z rosnącą liczbą ewangelików filia ta przeniesiona została do Częstochowy dopiero w 1851/2 roku.
Panowanie pruskie przyniosło miastu liczne reformy i zmiany, które były dla Częstochowy korzystne w późniejszych latach. Władzom pruskim miasto zawdzięczało sprawniejszy system podatkowy, dopuszczenie do aktywności gospodarczej społeczności żydowskiej, rozpoczęcie przenoszenia obiektów gospodarczych i cmentarzy (np. ówczesny cmentarz miejski na terenie obecnego placu Daszyńskiego) poza granice zabudowy.

## Wojny napoleońskie
W 1807 roku tereny te zostały wyzwolone spod tymczasowego panowania pruskiego. Po 1807 roku Częstochowa zlokalizowana była w departamencie kaliskim Księstwa Warszawskiego. W latach 1807–1830 była stolicą powiatu i miejscem obrad sejmików, na których wybierano posłów na Sejm. Podprefektami kierującymi administracją powiatu częstochowskiego byli w czasach Księstwa Warszawskiego Wincenty Kowalski (1807–1809), a następnie Stanisław Nieszkowski (od 1809). Dekretem z 23 lutego 1809 roku określono ustrój miejski, nadając miejscowościom status gminy miejskiej lub wiejskiej. Na czele władz Starej i Nowej Częstochowy postawiono burmistrzów, którzy zostali podporządkowani podprefektowi powiatu częstochowskiego. Burmistrzem Starej Częstochowy został wówczas por. Ignacy Jeziorkowski, a Nowej Częstochowy Jan Muszyński. Wiosną 1812 roku Jeziorkowskiego zastąpił na stanowisku Dymitry Bożewski. Bożewski i Muszyński pełnili swoje funkcje do upadku władzy napoleońskiej.
W 1807 r. miał miejsce duży pożar Starej Częstochowy. Spis ludności z 1808 roku wykazał w Starej Częstochowie i Nowej Częstochowie, odpowiednio 1907 i 1442 mieszkańców.
Gdy wybuchła wojna polsko-austriacka za obronę twierdzy jasnogórskiej odpowiadały wojska mjr. Kajetana Stuarta, 3 Pułk Ułanów płk. Józefa Łączyńskiego i ochotnicy Gwardii Narodowej z Częstochowy, Kłobucka i Krzepic. Łącznie załoga liczyła 800 osób i 28 dział, a siły austriackie dowodzone najpierw przez Bronowackiego, a następnie płk. Grammonta 3392 pieszych, 1000 jezdnych i 100 artylerzystów, 14 dział i 2 haubice. Z powodu złego stanu dróg wojska austriackie poruszały się powoli i w związku z tym nie były w stanie zająć twierdzy z zaskoczenia, jedynie 18 kwietnia 1809 roku wezwali obrońców do poddania się. Jeszcze tego samego dnia polska piechota i szwadron ułanów przeprowadziły wypad z twierdzy, zdobywając łupy. Do 21 kwietnia Austriacy prowadzili blokadę twierdzy i sporadycznie ją ostrzeliwali, a 21 kwietnia nastąpił odwrót wojsk austriackich. W czasie tej wojny wojska spaliły 11 maja 1809 roku jedną trzecią Starej Częstochowy, w tym ratusz i kościół św. Barbary.
Po raz ostatni twierdza została zdobyta, gdy Rosjanie zajęli ją 2 kwietnia 1813 roku po trwającym od 25 marca oblężeniu. Wobec przewagi przeciwnika płk Antoni Górski poddał twierdzę. W tym samym roku okupacyjne wojska rosyjskie, z rozkazu cara Aleksandra, przeprowadziły likwidację umocnień. Zasypano wówczas wały ziemne i okopy, rozebrano mury obronne i wywieziono broń oraz amunicję. Od zniszczenia zachowano jedynie bramy murów obronnych. 30 lat później car Mikołaj I zezwolił na odbudowę murów, co miało być demonstracją jego przychylnej wobec Kościoła postawy. Stara Częstochowa została natomiast zajęta prawdopodobnie 24 lub 25 marca 1813 r.

## Okres konstytucyjny w historiiKongresówki
Od 1815 roku oba miasta znajdowały się w składzie województwa kaliskiego Królestwa Polskiego pod panowaniem Imperium Rosyjskiego, a powiaty częstochowski i wieluński tworzyły obwód częstochowski. Przekształcenie Księstwa Warszawskiego w Królestwo Polskie nie zmieniło wiele w przynależności administracyjnej Częstochowy, zmieniła się jedynie nazwa departamentu kaliskiego, który przemianowano na województwo kaliskie. Dodatkowo dekret ogłoszony 16 stycznia 1816 roku przeniósł stolicę obwodu do Wielunia, pozostawiając w Częstochowie siedzibę powiatu. Wobec powołania obwodów znaczenie powiatu było znacząco mniejsze niż uprzednio.
31 lipca 1815 roku w kościele parafialnym w Starej Częstochowie odbyła się uroczystość złożenia przysięgi wierności nowemu królowi polskiemu (carowi rosyjskiemu) Aleksandrowi, a w sierpniu 1822 roku król Aleksander odwiedził miasto osobiście.

### Utworzenie połączonej Częstochowy
Spis ludności dla regionu częstochowskiego przeprowadzono ponownie w 1821 roku z okazji zmiany na stanowisku proboszcza częstochowskiego. Nową Częstochowę zamieszkiwało wówczas 1036 osób, a Starą Częstochowę 2758, przy czym ta ostatnia liczba nie obejmuje osad, które nie wchodziły bezpośrednio w skład właściwego miasta. W tych osadach (Zawodzie, Stradom, Kucelin) żyły 394 osoby. W 1827 roku w Częstochowie żyło 1.141 Żydów.

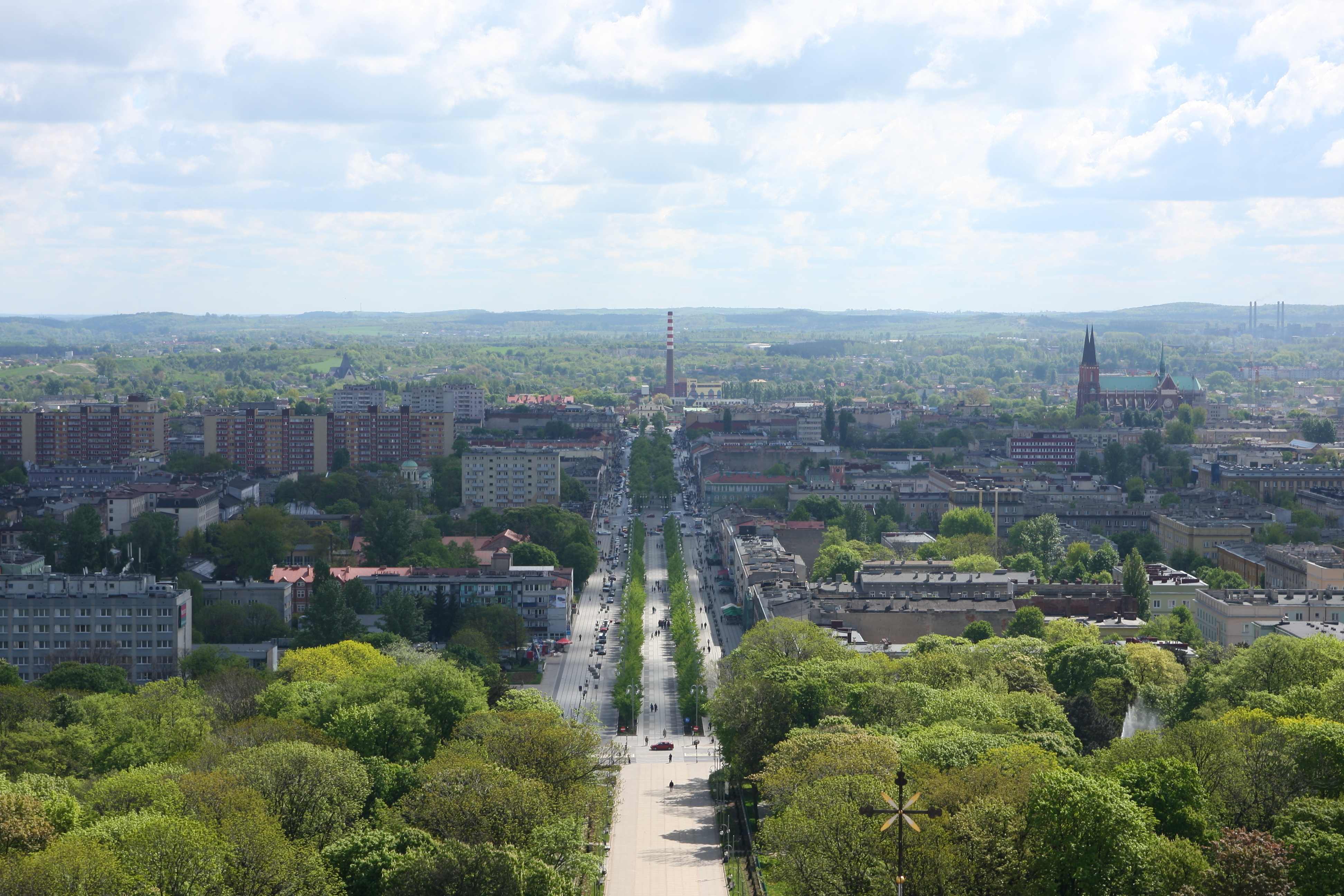
Aleja Najświętszej Maryi Panny w Częstochowie – główna ulica zjednoczonej Częstochowy

Po raz pierwszy projekt połączenia obu miast pojawił się zaraz po odrodzeniu Polski w 1815 roku, jednak już w 1812 roku rozpoczęła się akcja likwidacji zniszczeń i przebudowy. W ramach tych działań z rynku Starej Częstochowy uprzątnięto ruiny spalonego kilka lat wcześniej ratusza i poszerzono najbliższy rynku fragment ul. Krakowskiej, a także zlikwidowano cmentarz położony w miejscu obecnego pl. Daszyńskiego i założono nowy przy ul. Ogrodowej. Plan połączenia miast podjęto ponownie w 1823 roku, a jego opracowaniem zajął się inżynier wojewódzki Jan Bernhard, który w 1819 roku wytyczył Aleję Panny Maryi (obecnie Aleja Najświętszej Maryi Panny), która połączyła Starą Częstochowę z Jasną Górą. Na wytyczone wówczas parcele zapraszano osadników z kraju i zagranicy, wymagając jedynie postawienia na nich do 1826 roku domów murowanych o więcej niż jednej kondygnacji. W 1826 r. Rada Administracyjna Królestwa Polskiego uchwaliła także pożyczkę dla budujących się w Częstochowie.
Równocześnie z nałożeniem obowiązku wznoszenia budynków murowanych uruchomiono cegielnię miejską, która miała zapewnić odpowiedni materiał budowlany. Ze względu na dostępność innych, tanich surowców w Częstochowie wykształcił się specyficzny typ budownictwa, wykorzystującego jako podstawowy materiał kamień wapienny z kamieniołomów na Złotej Górze, jedynie wykańczany cegłą (obramowania okien i drzwi). Dla ochrony wapiennych budynków przed wilgocią wykorzystywano płyty z plecionej wikliny pokryte wapnem, które stanowiły ocieplenie ścian nośnych oraz podstawowy materiał budowlany ścianek działowych. Stropy między piętrami często natomiast były budowane z warstw desek, między którymi zostawiano przestrzeń wypełnioną gliną i żwirem. W przypadku pożaru glina stanowiła warstwę izolującą od pożaru.
Formalnie oba miasta zostały połączone w jedno 19 sierpnia 1826 roku, gdy Rada Administracyjna wydała stosowne dokumenty nadające nowo powstałej Częstochowie prawa i prerogatywy miasta wojewódzkiego. Problemem był natomiast status przysiółków Św. Barbara i Św. Roch, które należały przed rozbiorami do Nowej Częstochowy, ale przez rząd pruski nie zostały klasztorowi skonfiskowane. Włączono je w obręb miasta dopiero w 1826 roku, ale mieszkańcy tego terenu wciąż posiadali status równy mieszkańcom wsi, zobowiązani byli także odrabiać pańszczyznę. Pomimo licznych skarg i protestów mieszkańców tych dzielnic aż do czasu uwłaszczenia w 1863 roku problem nie został rozwiązany. Po połączeniu obu miast Częstochowa pod względem liczby ludności wysunęła się na czwarte miejsce w Królestwie, po Warszawie, Lublinie i Kaliszu.
W wyniku połączenia Starej Częstochowy i Nowej Częstochowy miasto uzyskało przywilej organizacji władz miejskich według zasad zarezerwowanych dla miast wojewódzkich. Prezydentem miasta został Józef Gąsiorowski, pierwszym radnym dotychczasowy burmistrz Starej Częstochowy Jan Muszyński, a drugim radnym dotychczasowy kasjer Tomasz Mientzer. Skład władz nie zmienił się do powstania listopadowego. W 1828 r. wybudowano natomiast na obecnym pl. Biegańskiego budynek ratusza projektu Franciszka Reinsteina.
16 czerwca 1829 roku Rada Administracyjna zatwierdziła utworzenie w Częstochowie dzielnicy żydowskiej.

## Okres od powstania listopadowego do styczniowego

### Powstanie listopadowe
Na początku grudnia 1830 r. powołano komitet obywatelski, który przejął funkcje administracyjne, odsuwając od nich prezydenta Gąsiorowskiego. Sprzeciwiła się temu jednak rada obywatelska województwa kaliskiego, która rozwiązała komitet i utworzyła w jego miejsce nowy trzyosobowy komitet nie mający prawa ingerować w sprawy administracyjne miasta. 20 czerwca 1831 roku przeprowadzone zostały na nowych zasadach wybory do demokratycznej rady municypalnej, która działała do zajęcia miasta przez wojska rosyjskie, które przywróciły stary ustrój.

### Rozwój gospodarczy okresu międzypowstaniowego
W 1831, 1866 i 1873 roku w Nowej Częstochowie wybuchały epidemie cholery. W połowie XIX w. powstał w obecnej dzielnicy Kawodrza Górna cmentarz choleryczny.
W 1835 r. rozpoczęto trwającą trzy lata budowę szpitala miejskiego przy Alei 17, początkowo nazywanego imieniem św. Benedykta, a od 1854 r. imieniem Marii Panny. Autorem projektu był Henryk Marconi.

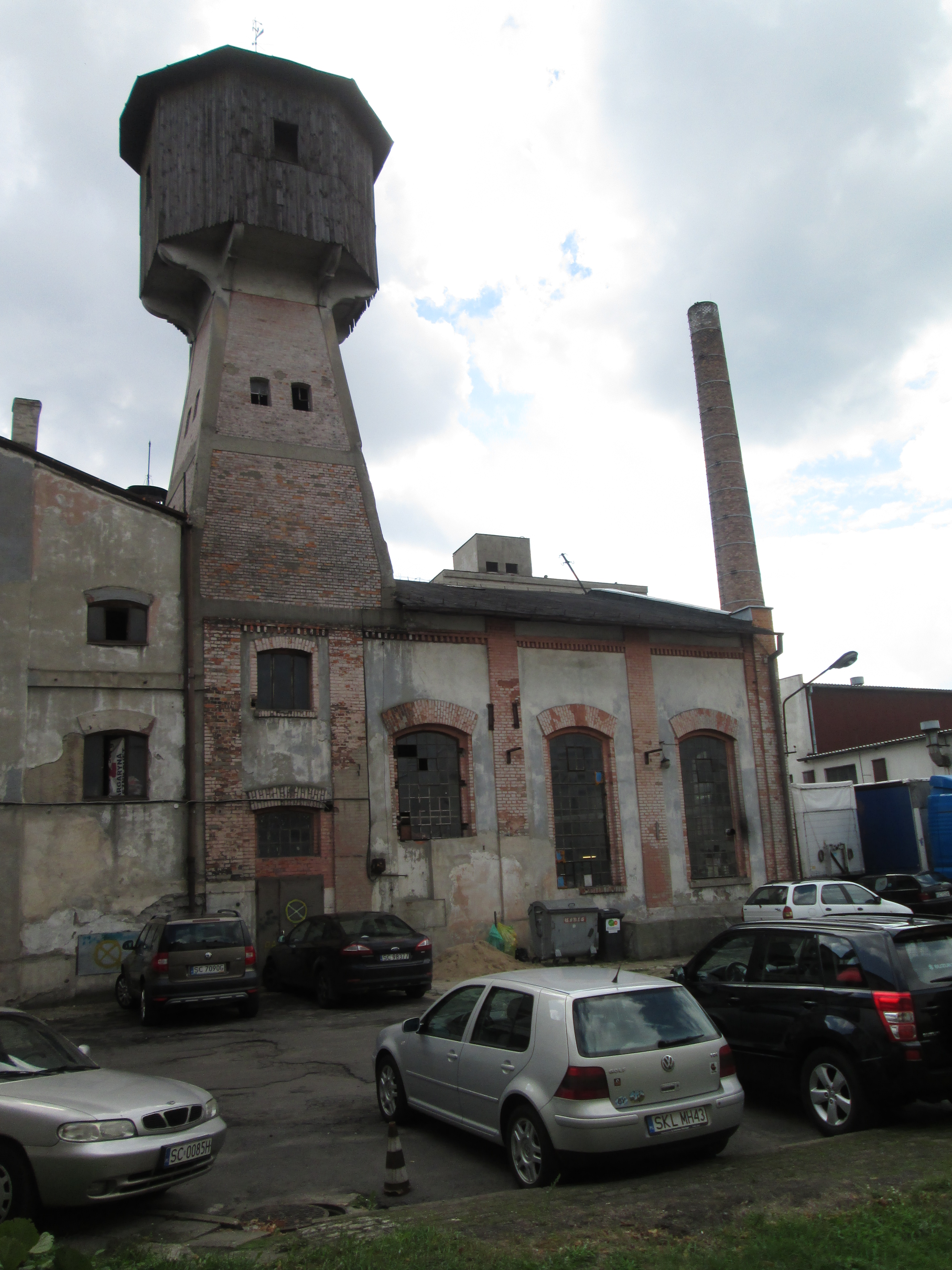
Częstochowski browar

Częstochowa w tym okresie nie miała rozwiniętego przemysłu, działalność gospodarczą prowadzili głównie kupcy, zakłady tkackie, ciesielskie, ślusarskie, kowalskie, krawieckie i złotnicze. Większymi przedsięwzięciami były zakłady drukarskie Pawła Szyszkowskiego i jasnogórskie. Dopiero w latach 20. XIX w. zaczęły rozwijać się pierwsze większe zakłady. W tym okresie powstała pierwsza manufaktura tkacka Dawida Kronenberga, oraz manufaktura wyrobów blaszanych Fryderyka Eperleina, jednak żaden z tych zakładów nie zatrudniał więcej niż kilkudziesięciu robotników. W 1840 r. E. Limprecht założył częstochowski browar.
W latach 40. XIX w. rozpoczął się w częstochowskim przemyśle tkackim kryzys w wyniku którego zamknięte zostały 52 z 83 manufaktur tkackich, nastąpiła też emigracja robotników, głównie do Łodzi, Tomaszowa Mazowieckiego i Żyrardowa.
W połowie XIX wieku terytorium miasta ogrodzono słupkami granicznymi z drewna dębowego, na których wyryto napis informujący o granicach administracyjnych miasta. W 1842 roku nastąpiła likwidacja powiatu częstochowskiego, który został odtworzony dopiero w 1866 roku, choć w 1853 roku władze guberni warszawskiej postulowały u władz centralnych o utworzenie powiatu w Częstochowie ze względu na jej rosnące znaczenie ekonomiczne.
24 kwietnia 1846 roku do miasta została doprowadzona linia kolejowa z Warszawy, która stała się najważniejszym impulsem do rozwoju gospodarczego. Doprowadzenie do Częstochowy linii kolejowej nie było na początku oczywiste. W trakcie projektowania przebiegu linii opracowano cztery warianty jej przebiegu, a ten uwzględniający Częstochowę był ostatnim i początkowo traktowanym jako najmniej prawdopodobny w realizacji z powodu konieczności budowy dwóch mostów na Warcie (pod Radomskiem i Porajem). W dwóch pierwszych wariantach linia miała przebiegać na wschód od miasta, przez Przyrów i Żarki – oba różniły się od siebie miejscem, w którym linia odbijała od dziś istniejącej. W pierwszym projekcie tym miejscem był Kamieńsk, w drugim Piotrków. Według trzeciego wariantu cała linia od Warszawy do granicy austriackiej miała zostać prowadzona bardziej na wschód – na wysokości Częstochowy przez okolice Koniecpola i Szczekocin.
Ostatecznie została wybrana dzięki interwencji władz miasta, które za darmo przekazały grunty pod tory oraz dworzec. W Częstochowie pierwsze prace ziemne rozpoczęły się w 1843 roku. Budowa dworca rozpoczęła się 3 lipca 1845 roku i zakończyła się w następnym roku, a 29 listopada 1846 roku odbył się inauguracyjny przejazd na trasie do Częstochowy, po którym namiestnika Iwana Paskiewicza uroczyście powitano w mieście i klasztorze. 13 grudnia tego samego roku na linii uruchomiony został rozkładowy ruch pasażerski, zaś 13 grudnia następnego roku oddano do użytku linię kolejową od Częstochowy do Ząbkowic. Na częstochowskim dworcu kolejowym zainstalowano też w 1852 roku pierwszy w mieście aparat telegraficzny.
W okresie Wiosny Ludów Częstochowa była objęta przez władze rosyjskie szczególnym nadzorem jako duże, nadgraniczne miasto i ważny węzeł komunikacyjny. W obawie o wybuch powstania wywołanego pod wpływem Polaków z innych zaborów zaostrzono przepisy meldunkowe w mieście i wzmocniono żandarmerię, wprowadzono kontrolę dokumentów na rogatkach.
W latach 1848–1850 w Alejach zbudowano utwardzoną nawierzchnię, 1 października 1851 roku uruchomiono latarnie uliczne, a 31 stycznia 1855 roku oddano do użytku miejską kanalizację. W 1862 roku powstała w mieście pierwsza szkoła średnia.
Pierwszy szpital w Częstochowie zaczął powstawać 1834 roku, gdy Rada Miasta przeznaczyła grunt pod jego budowę. Wkrótce potem został zbudowany szpital św. Benedykta, w 1854 r. przemianowany na szpital Najświętszej Maryi Panny. Przez lata zatrudniony był w nim jeden lekarz. W latach 1852, 1855, 1866, 1892–1903 i 1905–1908 miały w Częstochowie miejsce epidemie cholery.

### Życie społeczności żydowskiej
W 1840 roku w Częstochowie żyło 2.999 Żydów (59,9% populacji miasta). Częstochowskiej gminie żydowskiej podlegały miasta Częstochowa i Mstów oraz wsie Błeszno, Grabówka, Kamienica Polska, Kazimierz, Kiedrzyn, Konin, Kościelec, Lubojna, Lubojenka, Łojki, Łochynia, Nowa Wieś, Radostków, Rędziny, Wierzchowisko, Wikłów i Wyczerpy. Wielu Żydów częstochowskich było dobrze wykształconych i popierało idee asymilacyjne, w drugiej połowie XIX wieku stosunkowo duża była liczba konwersji na katolicyzm, a także emigracja biednych Żydów do Łodzi, w efekcie 1858 roku w mieście żyło ich 2976  (34,5% populacji miasta).

### Okres samorządności
W 1861 r. ukaz carski ustanowił w Polsce rady miejskie, powiatowe i gubernialne. Na podstawie tego prawa 2 kwietnia 1861 roku utworzona została w Częstochowie rada miejska złożona z ośmiu członków, przewodził jej prezydent. Początkowo był nim Walerian Grochowski, ale krytykowany za oportunizm wobec władzy, został zastąpiony w lipcu 1861 roku przez Stanisława Łąckiego. Sekretarzem rady został Julian Kalinka, a pozostałymi jej członkami byli Aleksander Ferencewicz, Leon Wodziński, Jan Stasiakowski, Władysław Bonasiewicz, Maciej Trojanowski i Berek Kohn.
Do ważnych decyzji ówczesnej rady miasta należała likwidacja ograniczeń w osiedlaniu się ludności żydowskiej. Częstochowa stała się w tej kwestii pionierem w skali kraju, a podobna decyzja na szczeblu centralnym została wydana dopiero rok później dekretem margrabiego Wielopolskiego.
Kompetencje rady były jednak ograniczone i sprowadzały się głównie do przedstawiania władzom powiatowym i gubernialnym postulatów, w związku z tym rada miejska zaczęła domagać się rozszerzenia swych kompetencji i podjęła krytykę Rady Administracyjnej Królestwa Polskiego oraz ogłosiła w związku z tym swoją dymisję uznając, że istnienie rad w takim kształcie za bezcelowe (6 grudnia 1862 r.). Było to jedyne tego typu wystąpienie w całej Polsce.

### Wrzenie przedpowstaniowe i powstanie styczniowe
8 września 1862 r. odbyła się w mieście patriotyczna manifestacja przed kościołem św. Zygmunta, na której zebrało się kilkuset Polaków i Żydów pod biało-czerwonymi sztandarami. Pochód przemaszerował ulicami Warszawską, Mostową i Nadrzeczną pod synagogę. W odwecie rosyjski pułkownik Olenicz wydał polecenie zniszczenia Częstochowy, rosyjskie wojsko przez kilka godzin dokonywało rabunków, gwałtów i pobić, plądrowało sklepy i podpalało budynki. W wyniku tych zajść zniszczeniu uległo 2/3 zabudowy Starego Miasta. Rosjanie tłumaczyli oficjalnie te zajścia jako pacyfikowanie rozruchów antysemickich. W proteście przeciw działaniom wojska zorganizowano w sali hotelu Polonia kolejną manifestację, która spowodowała wprowadzenie w Częstochowie stanu wojennego. Splądrowaną 8 września część Częstochowy dodatkowo dotknął 4 listopada pożar, po którym utworzył się komitet pomocy na rzecz ofiar.
W grudniu 1862 r. przygotowujący powstanie Komitet Centralny Narodowy zdecydował o podporządkowaniu Częstochowy z chwilą wybuchu powstania komendantowi wojskowemu województwa kaliskiego Józefowi Oxińskiemu, a naczelnikiem miasta mianował dr Juliana Kalinkę, któremu podporządkowały się władze miejskie.

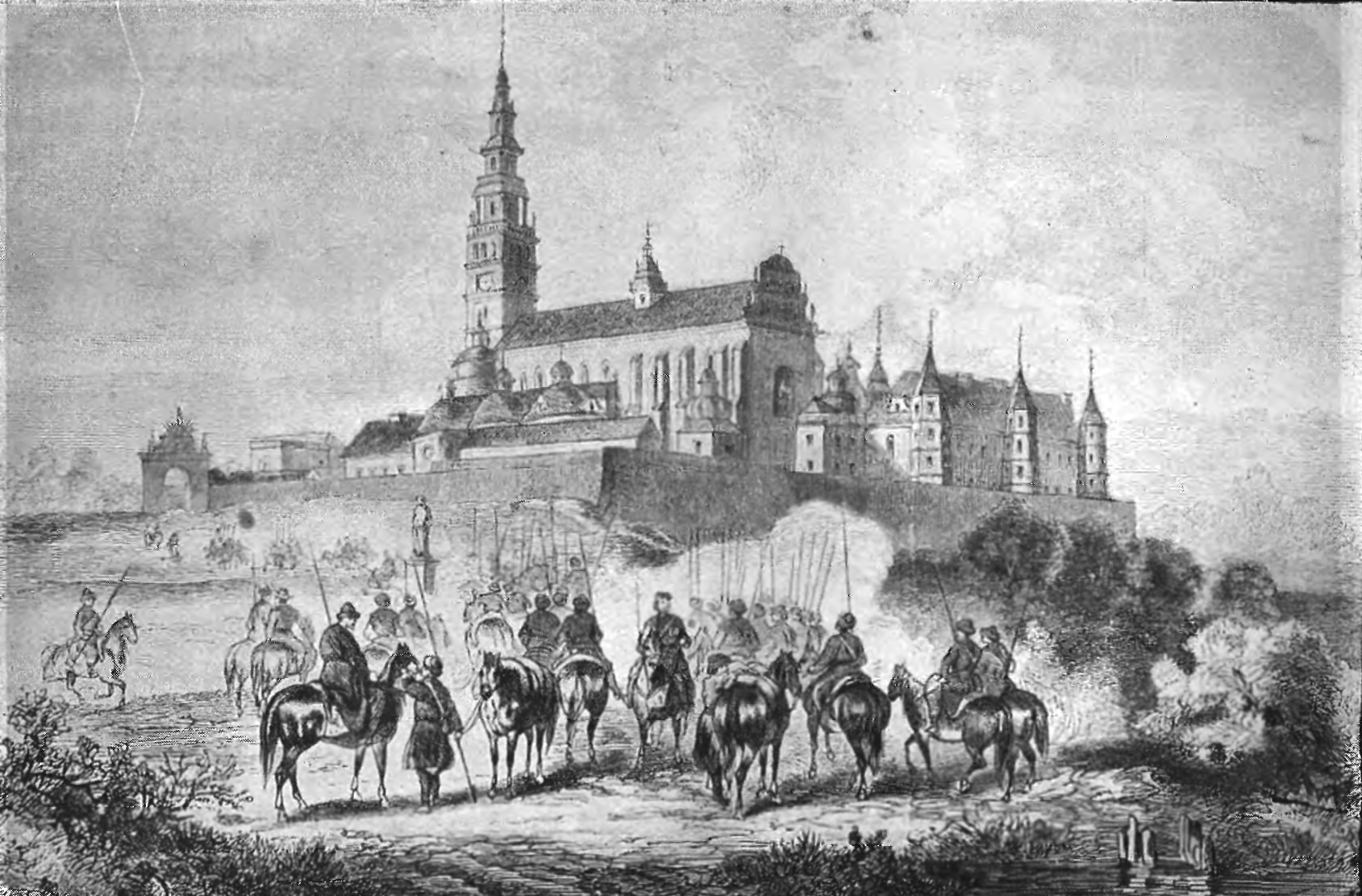
Oddział powstańców styczniowych pod Jasną Górą

W okresie powstania styczniowego w okolicach miasta dochodziło do licznych potyczek oddziałów powstańczych z wojskami rosyjskimi. W nocy z 22 na 23 stycznia 1863 r. z Częstochowy wyruszył pierwszy oddział pod dowództwem por. Józefa Grekowicza, a 24 stycznia pod dowództwem Teodora Cieszkowskiego. W rejonie Częstochowy działały także jednostki mjr. Józefa Oxińskiego, płk. Zygmunta Chmieleńskiego, gen. Edmunda Taczanowskiego, kpt. Anastazego Mossakowskiego. Szeregi powstańcze zasiliło także kilku polskich i rosyjskich dezerterów ze stacjonującego w mieście witebskiego pułku piechoty.
W Częstochowie miejscowy komitet obywatelski podjął przygotowania dostaw broni przez granicę, a w okolicach Herb zorganizowano największy na terenach Polski punkt przerzutu broni. W zakup broni zaangażowany był m.in. Józef Ignacy Kraszewski, a jego brat Krzysztof osobiście nadzorował jej szmugiel. W okresie powstania miejski szpital im. Najświętszej Maryi Panny w II Alei stał się lazaretem powstańczym, a namiestnik Królestwa Polskiego wydał zgodę na udzielenie w nim pomocy lekarskiej rannym powstańcom, a także o umorzeniu kosztów ich leczenia.
Największe starcia na ziemi częstochowskiej to potyczki pod Koniecpolem, Kruszyną, Janowem, Mełchowem, Mirowem, Ogrodzieńcem, Ostrowami, Prusickiem, Wąsoszem i Żarkami, a ostatnią stoczono pod Chorzenicami 4 lipca 1864 roku. Pomimo niekorzystnej sytuacji powstania, w Częstochowie powstawały kolejne oddziały ochotników.
Władze miejskie ściśle współpracowały z powstańczymi komitetami przez cały okres powstania. Efektem postawy częstochowian były represje rosyjskie. Na pl. Bohaterów Getta zostało przez Rosjan zorganizowane miejsce egzekucji, gdzie m.in. wieszano wziętych do niewoli powstańców. Represjami objęto także częstochowski klasztor, któremu odebrano położone w mieście kościoły oraz okoliczne dobra ziemskie, zlikwidowano także drukarnię i wydawnictwo oraz zakazano przyjmowania nowych zakonników.

## Okres industrializacji

### Rozwój przemysłu
Przemysł zaczął rozwijać się w Częstochowie na początku lat 70. XIX w. Jeszcze w 1865 r. w mieście znajdowały się jedynie 3 wapienniki, wytwórnia wyrobów blaszanych, wytwórnia mydła i świec, browar, cegielnia, wytwórnia wód gazowych i blich, które zatrudniały łącznie 24 robotników najemnych, oraz dwa młyny.
Pierwszym większym przedsiębiorcą w Częstochowie był Berek Kohn, który w 1869 r. uruchomił razem z Adolfem Oderfeldem drukarnię i zakład litograficzny. Następnie zaczęły powstawać manufaktura zapałczana Filipa Sperbera, manufaktura zapałczana Henryka Janklowicza i manufaktura wyrobów metalowych Józefa Weinberga (1870), manufaktura pończoch Rotszylda, fabryka papieru i młyny Karola Ginsberga i Berka Kohna (1872). W 1896 roku Bernard Hantke zaczął budować w podczęstochowskim Rakowie obecną Hutę Częstochowa, którą uruchomiono 18 stycznia 1899 roku.

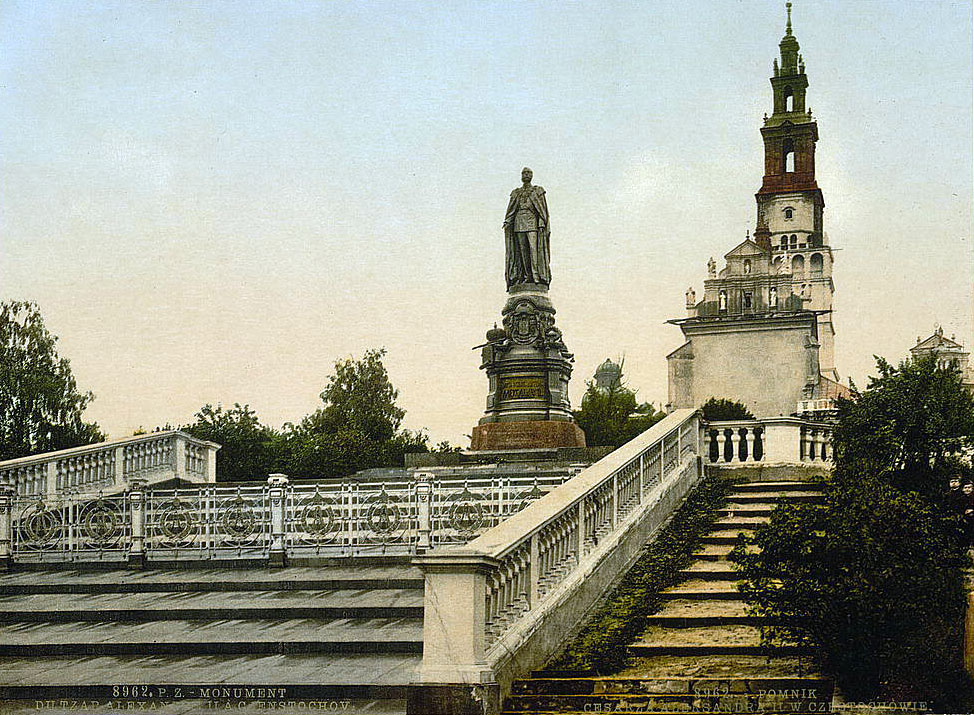
Pomnik cara Aleksandra II, który stał przed Jasną Górą w latach 1889–1917

W 1869 r. w przemyśle było zatrudnionych ok. 600 robotników. Pod koniec lat 70. XIX w. rozpoczął się rozwijać wielki przemysł, a w następnej dekadzie nastąpiła mechanizacja całości produkcji. W latach 80. i 90. XIX w. do miasta napłynął kapitał francuski, belgijski i niemiecki. Największą gałęzią przemysłu stało się włókiennictwo, intensywnie rozwijał się też przemysł metalowy, chemiczny i galanteryjny. Liczba zakładów przemysłowych wzrosła z 18 w 1892 roku, do ponad 70 w 1904, a zatrudnienie z 3238 do 7816 robotników. Wartość produkcji wzrosła z 5 mln rubli w 1894 r. do 10 mln w 1904.
Na rozwój przemysłu w Częstochowie wpłynęło głównie dogodne położenie nad rzeką Wartą i jej licznymi dopływami i odgałęzieniami (Kucelinka, Stradomka, Konopka), co zapewniało dostęp do wody jako środka produkcji i umożliwiało odprowadzanie ścieków, a także obecność złóż rud żelaza, gliny i wapienia, które stanowiły surowiec dla wielu zakładów. Wobec dużego znaczenia wody, większość zakładów przemysłowych zlokalizowała się w południowej części miasta, u zbiegu Stradomki i Warty. Było to też powodem lokowania fabryk tuż za południowymi granicami miasta i rozwój osad Ostatni Grosz, Raków czy Stradom, które w późniejszym okresie włączono w granice miasta. Przemysł rozwijał się także na obszarach śródmieścia, głównie w postaci małych i średnich zakładów z branży metalowej, drzewnej, chemicznej i galanteryjnej. W okresie rozwoju przemysłowego nastąpiło też rozszerzenie obszaru zabudowy mieszkaniowej. Początkowo domy robotnicze powstawały spontanicznie przy zakładach, następnie zaczęły być budowane osiedla robotnicze na Ostatnim Groszu, Rakowie i Zawodziu
Również sposób wytyczenia granic miasta w czasie łączenia Starej i Nowej Częstochowy, kiedy w obręb miasta włączono wiele niezabudowanych gruntów, sprawił, że cena gruntu inwestycyjnego w Częstochowie była dwukrotnie niższa niż w innych dużych ośrodkach przemysłowych (Łódź, Zagłębie Dąbrowskie). Istotny wkład miało także istnienie w mieście klasztoru jasnogórskiego, gdyż zmierzający do niego pielgrzymi stanowili istotną grupę konsumentów.

### Rozwój rzemiosła

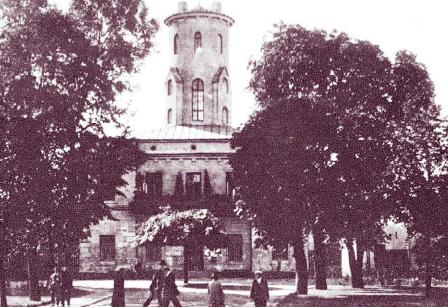
Ratusz w Częstochowie na początku XX wieku

Obok przemysłu rozwijała się działalność rzemieślnicza i handlowo-usługowa. Pomiędzy 1891 i 1904 rokiem ilość warsztatów wzrosła z 260 do 678, ilość robotników w nich pracujących z 611 do 1795, a wartość produkcji z 154 tys. do 1165 tys. rubli. W końcu XIX wieku nastąpił znaczący rozwój przemysłu drobnego, w tym dewocjonaliów, pamiątek, zabawek i wyrobów galanteryjnych – co dało miastu miano „polskiej Norymbergi” lub „żydowskiej Norymbergi”. Do głównych przedsiębiorstw tej branży należała m.in. powstała w 1886 roku pierwsza na ziemiach polskich fabryka wyrobów celuloidowych – wytwórnia grzebieni, która swoje wyroby rozprowadzała z powodzeniem na terenie całego Imperium Rosyjskiego. Popularne w całym państwie były także produkowane w Częstochowie zabawki, w tym głównie lalki. Również w Częstochowie powstała w 1909 pierwsza w Polsce fabryka wyrobów z aluminium.
W miarę rozwoju miasta i rozbudowy przemysłu napływało do niego wielu Żydów, którzy zajmowali się handlem finansami lub pracą w przemyśle; w 1900 roku było ich 12 000 (29% mieszkańców miasta).

### Rozwój infrastruktury
Częstochowa zbudowała w latach 1886–1887 pierwszą na ziemiach polskich i drugą w Europie miejską stację elektryczną zasilającą sieć 36 latarni łukowych ulicznego oświetlenia na placu podjasnogórskim i głównych ulicach miasta (Aleje, aleje Kościuszki i Wolności, ulice Katedralną, Krakowską, Piłsudskiego, Ogrodową, Śląską i część 7 Kamienic, Rynek Wieluński oraz ulice Starego Miasta). Elektrownię zasilającą sieć zbudowano w odwachu ratusza za 20 tysięcy rubli zebranych przez kasę miejską od anonimowych ofiarodawców. Uroczysta inauguracja nastąpiła 15 sierpnia 1887 roku o godzinie 20:00. Wprowadzone po kilku latach nowe słupy latarni w formie pastorału z secesyjnym dekorowaniem były potem kopiowane w wielu miastach. Inwestycję zrealizowano bez zgody i wiedzy władz gubernialnych, krajowych i państwowych, które domagały się w zamian za zgodę na budowę sieci wykonania analogicznej sieci najpierw w stołecznym Sankt Petersburgu. Inwestycja została zalegalizowana dopiero w późniejszym okresie. Wcześniejsza od częstochowskiej była o rok starsza sieć w pruskich Darkiejmach.
Wolno postępowała regulacja i brukowanie ulic. Al. Kościuszki i al. Wolności wytyczono i wybrukowano w 1897 roku, ul. Kilińskiego i ul. Dąbrowskiego w 1901, ul. Śląską i ul. Kopernika w 1904, a Rynek Wieluński wybrukowano w latach 1907–1908. Zagospodarowanie okolic wybudowanego wraz z Alejami ratusza nastąpiło dopiero w pierwszych latach XX wieku, wcześniej teren obecnego Skweru Solidarności stanowił rozlewisko wykorzystywane jako miejsce składowania zawartości szamb.
W 1902 r. uruchomione zostało połączenie kolejowe z granicą pruską w Herbach, a dziewięć lat później z Kielcami. Budowa obu linii kolejowych została wsparta przez interwencje wielkiego księcia. Dzięki uruchomieniu linii kolejowych ułatwiony został import surowców i eksport wytworów częstochowskiego przemysłu, co było kolejnym impulsem dla rozwoju przemysłu, ograniczonym jedynie w okresie rewolucji 1905 roku. Od 1911 do 1914 r. nastąpił natomiast kolejny okres przyśpieszonego rozwoju miasta.

### Życie żydowskie
Miasto było ważnym ośrodkiem chasydyzmu. W 1869 r. żyło w mieście 3360 Żydów, a na przełomie XIX i XX wieku 12 000 – skupiali się głównie w dawnej Starej Częstochowie, duży odsetek ludności żydowskiej miało także Zawodzie.
W 1900 r. powstało w Towarzystwo Dobroczynności dla Żydów, które prowadziło dwa sierocińce, dom starców, poradnię lekarską i szpital oraz organizowało kolonie dla biednych dzieci. Statut organizacji stał się wzorem dla innych tego typu instytucji w różnych miastach Królestwa.

### Życie kulturalne
Powstawanie zakładów przemysłowych w mieście było związane głównie z działalnością przemysłowców niemieckich, żydowskich i francuskich, w związku z czym w Częstochowie zaczęło przybywać ewangelików. Na przełomie 1851/2 r. przeniesiono do Częstochowy filię parafii wieluńskiej z Czarnego Lasu, jednak nabożeństwa odbywały się w prywatnych domach z powodu braku świątyni. W 1889 r. powstał w mieście dom modlitewny przy ul. Ogrodowej, a w 1901 r. miejscowi ewangelicy zaczęli starania o przeniesienie do Częstochowy parafii ewangelickiej. Ostatecznie parafia powstała w 1905 r., a w 1912 r. jej wieloletnim proboszczem został Leopold Wojak. W tym samym roku rozpoczęto trwającą rok budowę kościoła parafialnego. Od chwili powstania językiem urzędowym parafii był język polski, gdyż większość ewangelików częstochowskich uległa do tego czasu polonizacji.
W 1889 roku stanął w obecnej al. Sienkiewicza przed zespołem klasztornym Jasnej Góry pomnik cara Aleksandra II.

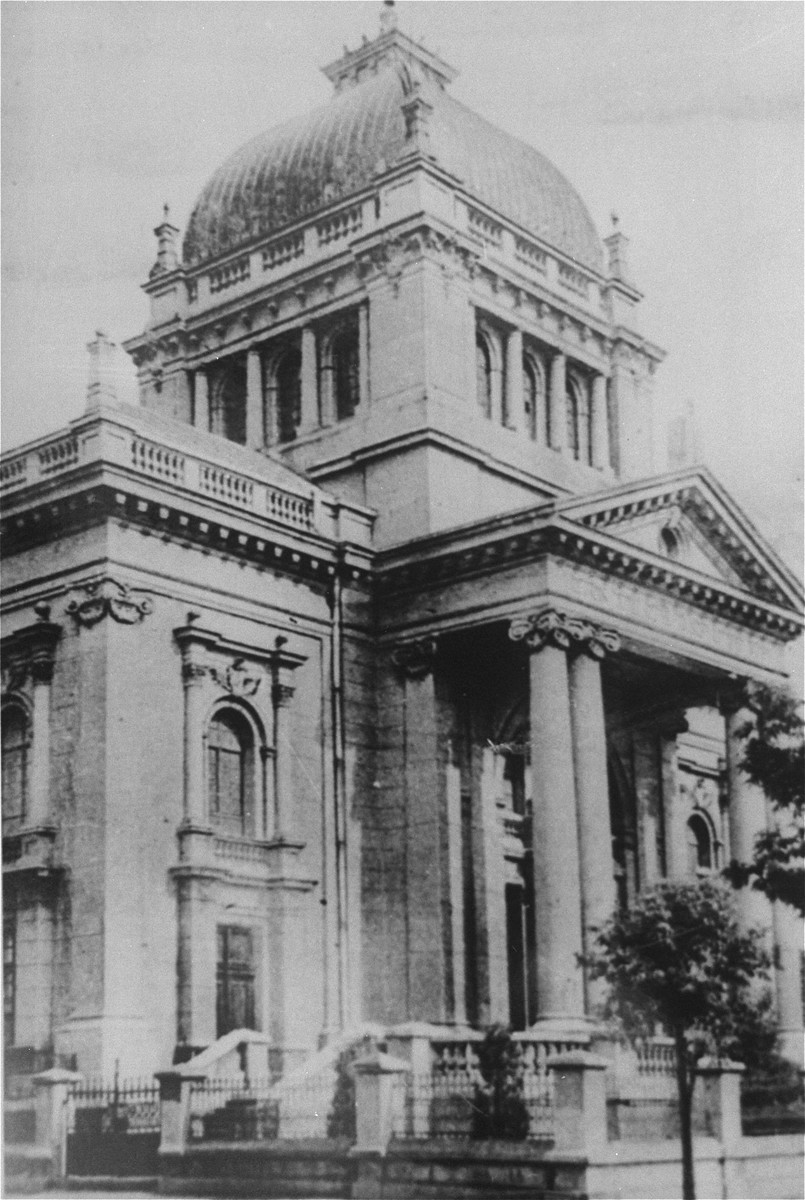
Nowa Synagoga w Częstochowie

4 kwietnia 1891 roku car Aleksander III zakupił od przemysłowca Guido Henckla von Donnersmarcka majątek ziemski w podczęstochowskich wsiach Gnaszynie i Szarlejce, wraz z ziemią car nabył prawo wydobycia rudy żelaza, hutę w Blachowni i pałac w kłobuckim Zagórzu. Po śmierci cara jego syn Mikołaj II przekazał majątki częstochowskie bratu Michałowi. Carski brat osiadłszy w Częstochowie dbał o miejscowy garnizon, na którego potrzeby wybudował obecny Dom Księcia, willę (tzw. willę generalską) i koszary pułku huzarów na Stradomiu, a dla jednostek artylerii wynajął koszary w obecnej dzielnicy Tysiąclecie.

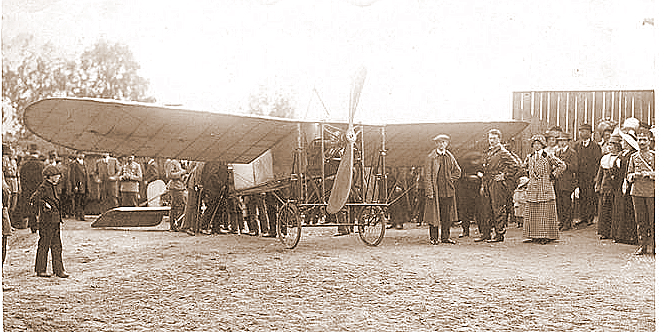
Pokaz lotnictwa w Częstochowie w 1912 roku

W 1902 roku miał miejsce w Częstochowie pogrom ludności żydowskiej. Zamieszki zaczęły się od zatargu na bazarze między żydowskim handlarzem i polską klientką. Tłum zdemolował stragany, wybijał okna w kamienicach i bił żydowskich mieszkańców na obszarze Starego Miasta, a z czasem do zamieszek włączyli się robotnicy wychodzący z okolicznych fabryk. Prezes żydowskiej gminy żydowskiej zwrócił się wówczas telegraficznie do władz gubernialnych o uspokojenie sytuacji, jednak przysłani do tłumienia zamieszek Kozacy dopuścili się rabunku, bicia mieszkańców i gwałtów, a samego prezesa gminy żydowskiej pobili.
Wielki książę Michał sponsorował Wielką Wystawę Rolniczo-Przemysłowa, która odbyła się w mieście w 1909 roku. Częstochowa przeżywała dynamiczny wzrost gospodarczy, powstawało ok. 60 dużych zakładów przemysłowych, 3-krotnie wzrosła liczba mieszkańców. Częstochowa miała monopol w przetwórstwie juty (90% produkcji krajowej), wyrobie galanterii (80% rynku), zabawek (70%).
Na przełomie XIX i XX wieku na ziemi częstochowskiej rozpowszechnił się sport. Pierwszą organizacją sportową było Częstochowskie Towarzystwo Cyklistów, które powstało w 1893 roku. W tym czasie zaczęła upowszechniać się także piłka nożna, sprowadzona prawdopodobnie z Łodzi, w której pracowali Anglicy. Początkowo drużyny piłkarskie powstawały przy fabrykach: Motte, Meillasoux et Caulliez (Elanex), La Czenstochovienne (Częstochowianka) i Peltzer et Fils, a w 1909 został założony pierwszy klub piłkarski: Towarzystwo Footballowe Częstochowianka.

### Ruch robotniczy i rewolucyjny w Częstochowie
1 maja 1891 roku strajk zatrzymał połowę fabryk w mieście, rok później powstały komórki PPS i SDKPiL.
W 1904 r. w Częstochowie zaczął tworzyć się ruch rewolucyjny; w maju tego roku miała miejsce pierwsza demonstracja, wznoszono na niej hasła socjalne i patriotyczne. 25 grudnia Wincenty Makowski usiłował natomiast wysadzić w powietrze pomnik cara Aleksandra II, który stał przed Jasną Górą. Po wybuchu rewolucji 24 stycznia 1905 r. stanęła praca we wszystkich fabryka w Częstochowie i okolicach (np. w hucie Hantkego). Ponadto robotnicy częstochowscy ogłosili w lutym strajk powszechny. Domagano się podwyżek i określenia pensji minimalnych. Po miesiącu strajk został zakończony, ale kolejny miał miejsce w maju, a w czerwcu wybuchły starcia uliczne z wojskiem, w których zginęło ok. 20 robotników. Ostatnim dużym strajkiem był ten przeprowadzony na przełomie października i listopada. W następnych latach zdarzały się nieliczne i nieskoordynowane wystąpienia, które od 1909 r. całkowicie ustały. Kolejne strajki wybuchły dopiero w maju i sierpniu 1912 r. Ruch strajkowy osłabł głównie z powodu poprawy koniunktury gospodarczej po 1909 roku, która trwała aż do wybuchu I wojny światowej.
W latach 1910–1913 działała natomiast anarchistyczno-komunistyczna Grupa Rewolucjonistów Mścicieli, która stosowała terror do walki politycznej i ekonomicznej. W Częstochowie organizacja ta działała od wiosny 1911 roku pod kierownictwem Wojciecha „Bitwy” Chlebnego i wykazywała dużą aktywność. Pomiędzy lipcem 1911 i sierpniem 1912 roku członkowie organizacji dokonali 11 napadów i zamachów. Wobec śmierci większości przywódców organizacji, na jej czele stanął Paweł Kozłowski, który zginął w walce w listopadzie tego samego roku. Miesiąc później ostatni członkowie grupy zginęli bądź zbiegli. W 1913 roku organizacja nie podejmowała już aktywności, a aresztowani jej członkowie zostali postawieni przed sądem.

## I wojna światowa
Wkrótce po wybuchu I wojny światowej Częstochowa została pośpiesznie opuszczona przez wojska rosyjskie, które przeprowadziły w regionie mobilizację rekrutów i zgodnie z rosyjskim planem wojny odeszły na wschód, na zaplanowane rubieże obronne, przy okazji wysadzając wiadukt kolei kielecko-herbskiej i blokując częstochowski węzeł kolejowy. Wojska rosyjskie pozostawiły w magazynach znaczną ilość broni i zaopatrzenia. 3 sierpnia 1914 roku do miasta wjechał rozpoznawczo podjazd złożony z 50 strzelców konnych z XI Pułku im. Cesarza Wilhelma II, a następnie wkroczyły bataliony rezerwowe z Korpusu Landwehry Woyrscha. Kiedy pod Jasną Górę podchodziły pierwsze niemieckie oddziały rozpoznawcze, ostatnie rosyjskie tabory opuszczały Nowy Rynek.

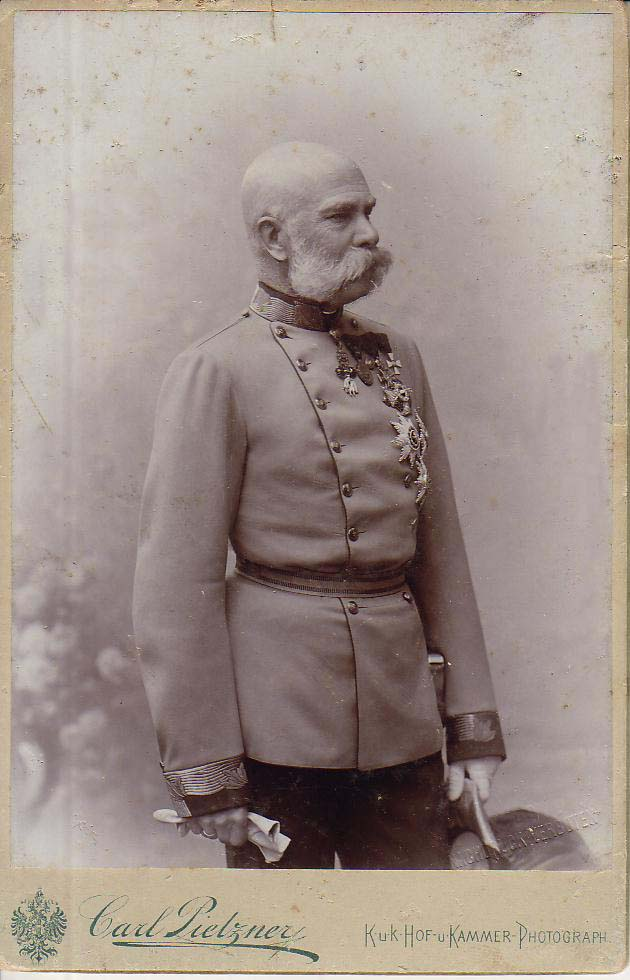
Cesarz Austrii i król Węgier Franciszek Józef I

Już 7 sierpnia dokonano mordów w dzielnicy podjasnogórskiej, gdy pijani żołnierze zabili kilku towarzyszy broni w wyniku paniki, którą spowodowała wieść o rzekomej rosyjskiej kontrofensywie. O śmierć żołnierzy oskarżono mieszkańców miasta i ostrzelano domy przy ul. Siedmiu Kamienic, a kilkanaście osób w całym mieście rozstrzelano. Następnego dnia nastąpiły masowe aresztowania; część więźniów rozstrzelano pod Jasną Górą, a część wywieziono do Niemiec. Na miasto nałożono także kontrybucję i zagrożono powtórzeniem represji w razie napadów na żołnierzy. 6 sierpnia 1914 r. Austro-Węgry wypowiedziały wojnę Rosji. Wkrótce potem pojawili się w mieście żołnierze Legionów Polskich, którzy podjęli akcję werbunkową, ale większość społeczeństwa zachowała się biernie.

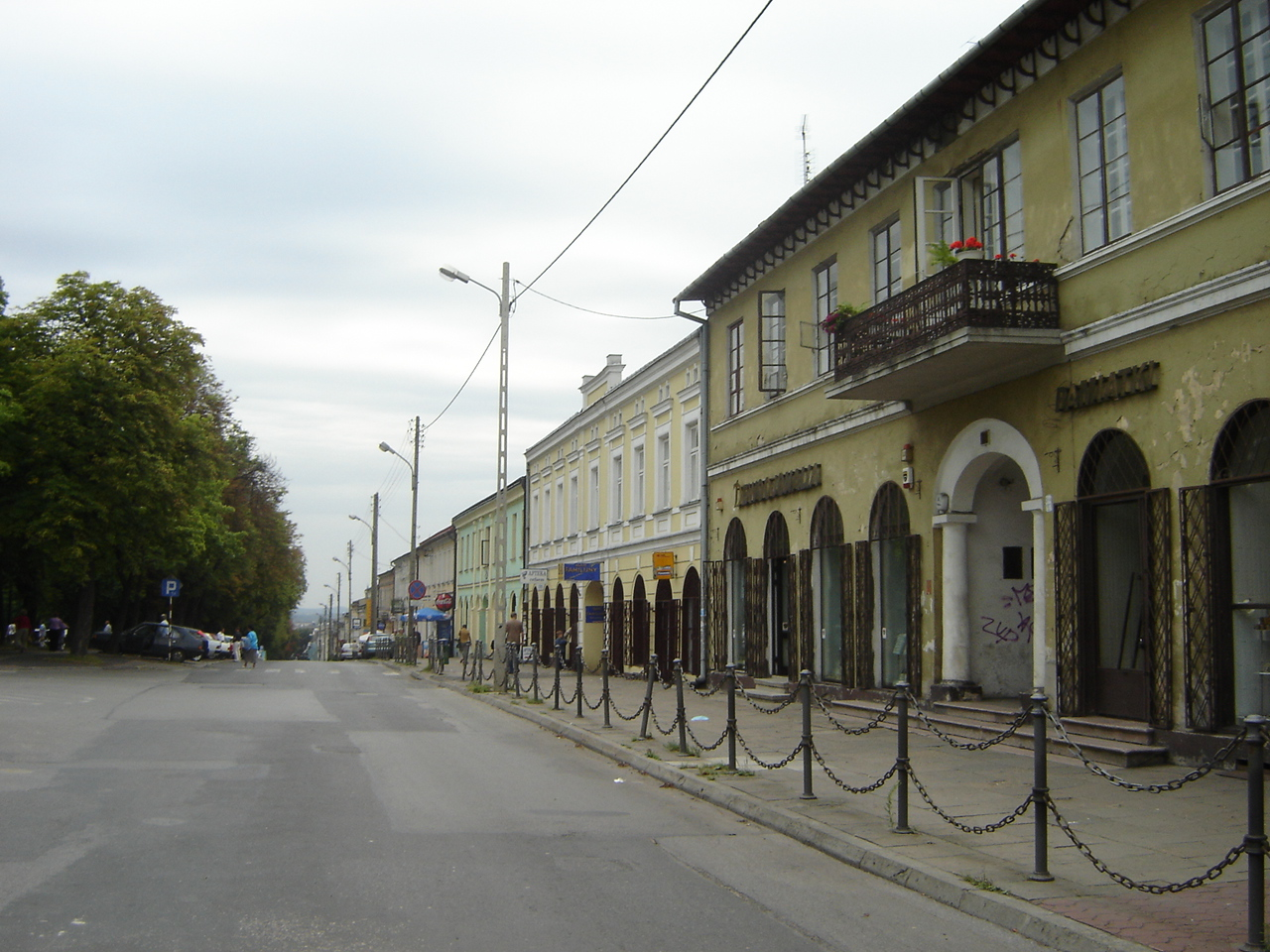
ul. Siedmiu Kamienic

Wobec rosyjskiej kontrofensywy z października i listopada 1914 roku, front ustabilizował się w zachodniej części Kongresówki, na wschód od Częstochowy, na Jurze. Wojna pozycyjna trwała tam do ofensywy niemieckiej latem 1915 r. Odcinek Jury od Żarek po Noworadomsk (Radomsko) został obsadzony przez niemiecką grupę operacyjna gen. Woyrscha, która otrzymała zadanie odciążenia oddziałów walczących pod Łodzią. Atak spowodował odrzucenie wojsk rosyjskich za Radostków do Mykanowa. Częstochowa znalazła się w pobliżu granicy stref okupacyjnych Austro-Węgier i Niemiec. Linia demarkacyjna przebiegała wzdłuż linii kolejowej Zawiercie–Poraj, następnie łukiem przez Olsztyn, Mstów i Wancerzów w stronę Rudnik i Rędzin, a dalej w stronę kolejno Białej i drogi Działoszyn-Częstochowa. 2 lutego 1915 r. miasto odwiedził następca tronu Austrii arcyksiążę Karol, 6 lutego cesarz Niemiec Wilhelm II Hohenzollern, a 17 maja król Saksonii Fryderyk August III Saski.
W odróżnieniu od miasta Jasna Góra znalazła się od 26 kwietnia 1915 r. pod okupacją katolickich Austro-Węgier. Wydzielenie terytorium wokół klasztoru było inicjatywą zaniepokojonego ekscesami w Częstochowie cesarza austriackiego Franciszka Józefa, który był gorliwym katolikiem i nastąpiło staraniem miejscowych środowisk katolickich. Klasztor został obsadzony przez żołnierzy z 10 regimentu pod dowództwem kpt. Josefa Klettlingera i pozostał pod władzą austriacką do 4 listopada 1918 roku.
7 maja 1915 roku płk Józef Haller, podróżując wraz z płk. Władysławem Sikorskim, uległ na przepustce w Libidzy pod Częstochową poważnemu wypadkowi samochodowemu, gdy samochód dachował próbując ominąć wyjeżdżający zza zakrętu drogi wóz konny. Noga Hallera została przygnieciona przez auto i złamana w kilku miejscach. Haller trafił na leczenie do administrowanego przez Niemców szpitala na Zawodziu w Częstochowie, w którym nogę złożono i nastawiono za pomocą nowatorskiej wówczas metody z użyciem drutów i szyn. Następne 10 miesięcy Haller przebywał w szpitalu na rehabilitacji, był wówczas często odwiedzany przez mieszkańców miasta, szczególnie przez kobiety.

### Życie polityczne pod okupacją
W czasie okupacji miasto uzyskało samorząd miejski. Rada miasta została utworzona z dniem 1 lipca 1915 roku, a w kwietniu 1917 r. odbyły się wybory do nowej rady miasta, która wybrała polskiego burmistrza miasta – dr. Józefa Marczewskiego. W październiku tego samego roku rada miejska zażądała od władz okupacyjnych zgody na likwidację pomnika cara Aleksandra II, na co zgodę wyraził generał-gubernator warszawski Hans Hartwig von Beseler.

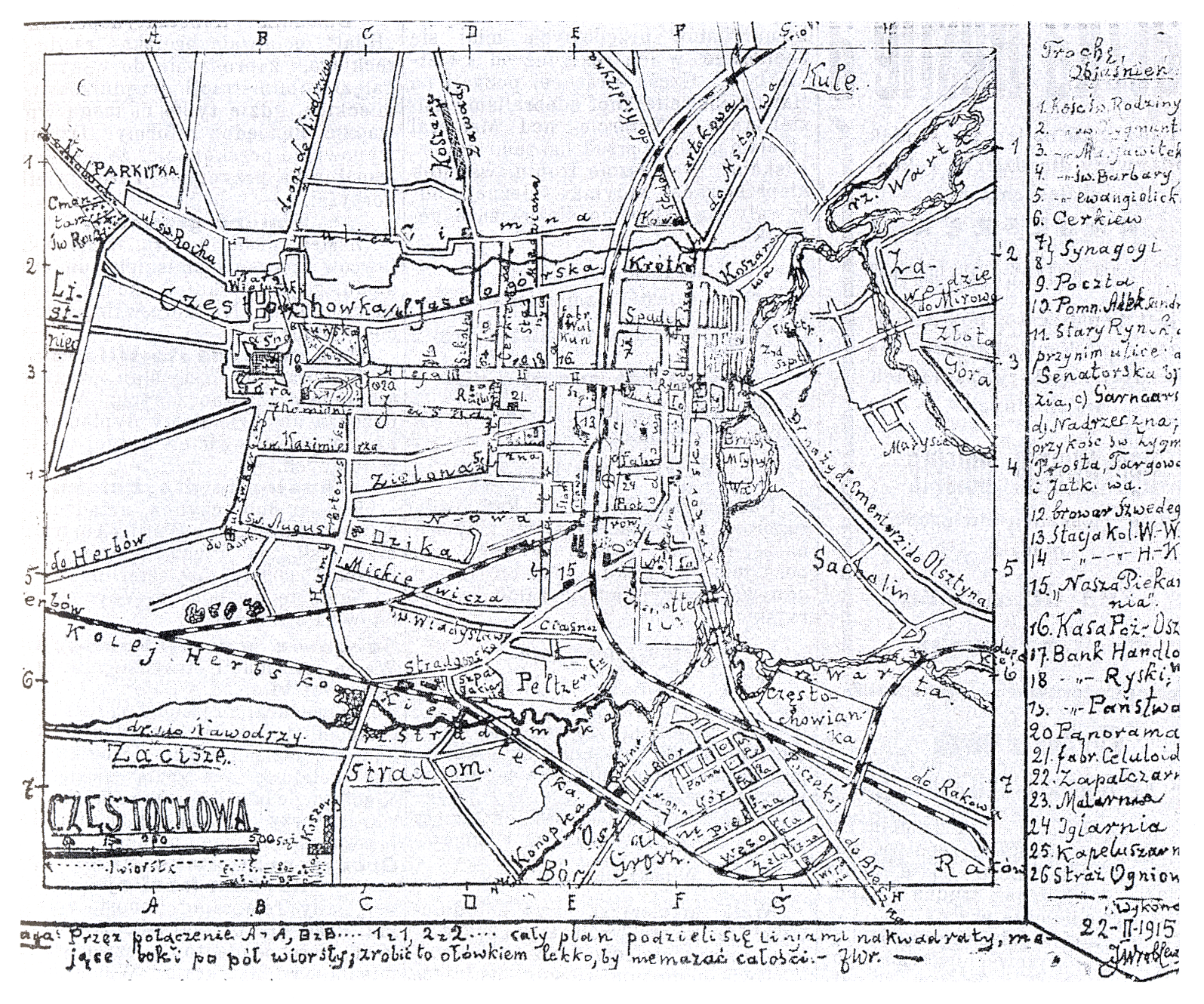
Mapa miasta z 1915 roku

W 1916 roku Niemcy zezwolili na manifestacje patriotyczne z okazji rocznicy Konstytucji 3 maja. Jednym z miast, w których doszło do uroczystych pochodów była Częstochowa. Po rewolucji lutowej w mieście miały miejsce liczne demonstracje polityczne, m.in. 17 lutego 1918 r. protesty przeciw traktatowi brzeskiemu.

### Gospodarcze skutki okupacji
Miasto zostało odcięte od reszty kraju, zakłady przemysłowe zostały przez Niemców unieruchomione, a częściowo zdewastowane. Z powodu tych zdarzeń sytuacja ludności miasta uległa gwałtownemu pogorszeniu. Unieruchomienie zakładów przemysłowych miało na celu zmuszenie robotników do migracji na Górny Śląsk i zastąpienie nimi w tamtejszych zakładach robotników powołanych do armii. Ogólnie do Niemiec wyjechało ponad 20 000 robotników. Dopiero w 1916 r. uruchomione zostały drobne zakłady przemysłowe i częściowo huta na Rakowie.
W 1915 r. wstrzymano zaopatrywanie miasta w żywność, ale wobec obaw o strajki i zamieszki, Niemcy przerzucili ten obowiązek na częstochowskich przemysłowców.
Władze niemieckie zakazały urządzania pielgrzymek do klasztoru jasnogórskiego, co utrzymującą się z pielgrzymów ludność dzielnic okołoklasztornych wpędziło w nędzę i zmusiło do przekwalifikowania lub emigracji.

### Schyłek okupacji
Ostatnie miesiące okupacji niemieckiej były okresem niemal jawnej agitacji za wstąpieniem do polskiego wojska i organizowania patriotycznych zbiórek. Pod koniec października utworzono oddziały Obrony Narodowej, których zadaniem miała być ochrona miasta przed zniszczeniem podczas spodziewanej ewakuacji wojsk niemieckich. 3 listopada w Częstochowie zaczęły być tworzone listy mężczyzn urodzonych w 1897 r. w ramach przygotowania do poboru do polskiej armii.
4 listopada komendant wojskowy Jasnej Góry przekazał władzę wojskową nad tym administrowanym przez Austrię terytorium Wojsku Polskiemu. O godzinie 9:15, na podstawie rozkazu szefa Sztabu Generalnego Wojska Polskiego, gen. Rozwadowskiego, pododdział żołnierzy podporucznika Artura Wiśniewskiego z 2 Pułku Piechoty przybył na Jasną Górę w celu objęcia wojskowej administracji klasztoru. 6 listopada w mieście powstała straż obywatelska, złożona głównie ze strażaków. Tego samego dnia powstała przy Alejach 56 wojskowa komenda Głównego Urzędu Zaciągu Wojska Polskiego pod dowództwem płk. Antoniego Jastrzębskiego, zajmująca się werbunkiem w powiatach częstochowskim, wieluńskim, będzińskim oraz w Dąbrowie Górniczej do planowanego pułku piechoty. 8 listopada ogłoszono formowanie częstochowskiej brygady piechoty. Jednocześnie garnizon niemiecki nie opuścił miasta, ale służbę porządkową na terenie Częstochowy pełnili Polacy.  
9 listopada utworzona została Częstochowska Rada Robotnicza, złożona głównie z przedstawicieli PPS. Przemianowana później na Częstochowską Radę Delegatów Robotniczych, współrządziła miastem do wyborów samorządowych z marca 1919 roku. Radzie podlegała Milicja Ludowa.
Rankiem 11 listopada rano dwustuosobowy oddział Obrony Narodowej przemaszerował przez miasto, zajmując ratusz, więzienie, remizę, szpital w Domu Księcia i dworzec kolejowy, na którym przejęto 46 parowozów. Z powodu braku broni część ludzi była wyposażona w atrapy karabinów, stąd też za pierwszy cel postawiono zdobycie broni na rozbrajanych małych posterunkach niemieckich. Mimo że załogi większych posterunków skapitulowały zazwyczaj bez walki, gdy ich załogi zauważyły, że Polacy mają już broń, w trakcie rozbrajania Niemców byli ranni i ofiary śmiertelne. Dłuższe walki trwały natomiast o zakłady Pelzery, gdzie niemieccy żołnierze bronili się całą noc. W rozbrajaniu Niemców brali udział członkowie częstochowskiego harcerstwa, Polskiej Organizacji Wojskowej, Milicji Ludowej PPS i straży obywatelskiej.
18 listopada odkryto niemiecki niewybuch w gmachu sądu okręgowego. 21 listopada polskie wojska okręgu częstochowskiego na granicy pruskiej rozstawiły posterunki żandarmerii. 23 listopada na miasto spadły ulotki agitacyjne niemieckiego rządu skierowane do niemieckich żołnierzy, przekonujące o sprawnym funkcjonowaniu państwa niemieckiego pod rządami ludowymi.
W 1918 r. populacja miasta wynosiła 69 525 osób.

## Dwudziestolecie międzywojenne

### Walki o granice państwowe (1918–1921)
12 listopada miała miejsce w mieście komunistyczna manifestacja, którą rozpędzili narodowcy, cztery dni później w mieście odbyło się spotkanie Tomasza Arciszewskiego, ministra pracy w rządzie Ignacego Daszyńskiego, z lokalną komendą POW. 18 listopada 1918 roku przemaszerowały częstochowskimi Alejami trzy kompanie Wojska Polskiego pod dowództwem kpt. Ludwikowskiego. Częstochowa w tym czasie stała się częścią województwa kieleckiego jako siedziba powiatu częstochowskiego.
24 listopada 1918 roku z Częstochowy został wysłany do obrony Lwowa oddział ochotników. W okresie powstań śląskich Częstochowa była głównym ośrodkiem pomocy dla powstańców. W mieście organizowano zbiórki pieniędzy i lekarstw, punkty werbunku ochotników, wiece poparcia oraz tymczasowe szpitale i mieszkania dla uchodźców ze Śląska, a także wycieczki na Jasną Górę dla Ślązaków. Pierwsze działania podjęto już trzy dni po wybuchu I powstania śląskiego, 20 sierpnia 1919 r., gdy przedstawiciele organizacji społecznych i politycznych powołali Komitet Niesienia Pomocy dla Górnego Śląska, jeszcze w tym samym roku przekształcony w Komitet Obrony Śląska.
W chwili wybuchu III powstania śląskiego 3 maja 1921 roku z Częstochowy wyruszyła na Śląsk pierwsza grupa ochotników pod dowództwem por. Franciszka Czarneckiego. Później dotarła na Śląsk kolumna sanitarna, powstała też częstochowska kompania dowodzona przez Czarneckiego, która walczyła w rejonie Olesna i Dobrodzienia. Po zakończeniu walk Częstochowa stała się miejscem zamieszkania licznych Ślązaków, którzy pochodzili z terenów pozostałych w Niemczech. W mieście prężnie działały struktury Związku Powstańców Śląskich, skupiające także rodzimych częstochowian zaangażowanych w powstania śląskie. Prezesem organizacji do 1939 roku był przedsiębiorca Henryk Stalens. Po przyłączeniu do Polski części Górnego Śląska przemianowano ul. Centralną na ul. Powstańców Śląskich, ale nazwa wkrótce uległa przekształceniu w ul. Śląską.
W kwietniu 1919 roku wprowadzono w mieście stan wyjątkowy, który trwał do połowy 1921 roku.
Po załamaniu się polskiej ofensywy na Kijów w 1920 roku Częstochowa musiała od 4 grudnia 1920 r. zakwaterować i wyżywić rząd ukraiński Semena Petlury wraz z dwoma z dwudziestu tysięcy ukraińskich uchodźców. Na potrzeby atamana i jego adiutanta zajęto kilka pokoi w hotelu Polonia, a w innych hotelach na potrzeby innych Ukraińców. Uchodźcy mieszkali także w pokojach prywatnych użyczonych przez mieszkańców miasta. Ze względu na zły stan aprowizacji miasta i brak lokali władze miejskie starały się uzyskać od rządu polskiego decyzję o przeniesieniu Ukraińców. Przeciwko obecności uchodźców w mieście protestowali także mieszkańcy, argumentujący niechęć dewastacją lokali przez Ukraińców oraz ich odpowiedzialnością za akcje wymierzono przeciwko polskiej ludności na Ukrainie. W 1921 roku większość z nich wyjechała z miasta, mała część osiadła w nim na stałe.
W tym samym okresie prowadzono zbiórkę broni dla i urządzano kwesty na rzecz armii, a ochotnicy wstępowali do wojska – pierwszy oddział ok. 500 ludzi wyjechał do Kielc 6 sierpnia. 30 czerwca 1920 r. utworzone zostało częstochowskie koło Ligi Antybolszewickiej, której celem było zwalczanie komunistycznej propagandy. Na potrzeby wojska rada miasta w lipcu 1920 r. uchwaliła jednorazowy podatek od każdego okna. 11 lipca 1920 r. z inicjatywy starosty powiatowego Kazimierza Kühna i dowódcy garnizonu częstochowskiego powołano częstochowską komórkę Ligę Obrony Narodowej, a wkrótce także oddział Obywatelskiego Komitetu Obrony Państwa pod kierownictwem Józefa Marczewskiego. W mieście funkcjonowała także Ochotnicza Legia Kobiet werbująca do kobiecej pomocniczej służby wojskowej. 6 sierpnia urząd miasta wezwał do powszechnego zaciągu mężczyzn urodzonych w wieku 31-40 lat.
18 lipca zorganizowano za zgodą Piłsudskiego i zezwoleniem ministra spraw wojskowych w Częstochowie Święto Armii Ochotniczej.Piłsudski nalegał na przeniesienie rządu i naczelnego dowództwa wojsk do Częstochowy, co miało poprawić morale społeczeństwa. Rząd Obrony Narodowej nie poparł jednak tego pomysłu, gdyż premier Wincenty Witos uważał, że rząd powinien wyjechać z Warszawy jako ostatni.

### Życie polityczne
Tymczasowe władze miejskie istniały do wyborów samorządowych z marca 1919 roku. W wyborach tych na trzyletnią kadencję wybrano władze zdominowane przez prawicę i centrum. W 1922 roku kadencja samorządu została przez Sejm przedłużona o kolejne trzy lata, co spowodowało w mieście strajki. Po przeprowadzonych w 1925 roku wyborach zwycięski Chrześcijański Komitet Wyborczy musiał liczyć się z mającą tyle samo miejsc w radzie koalicją lewicową. Efektem pata było kompromisowe podzielenie władzy. Prezydentem został przedstawiciel prawicy, a jego zastępcą reprezentant lewicy. Skonfliktowane władze miejskie zostały po niecałych dwóch latach zawieszone przez MSW, które wprowadziło rządy komisaryczne. W wyborach z października 1927 roku wygrała zdecydowanie lewica skupiona wokół PPS i wspierające ją komitety żydowskie. Zdominowany przez lewicę Zarząd Miasta był niewygodny dla władz państwowych, został więc zawieszony w 1930 roku i zastąpiony przez rządy komisaryczne, które trwały do 1936 roku.
W 1923 roku miał miejsce proces por. Walerego Bagińskiego i ppor. Antoniego Wieczorkiewicza, którzy mieli zlecić Józefowi Cechnowskiemu podłożenie bomby w Powiatowej Komendzie Uzupełnień w Częstochowie. Później akt oskarżenia poszerzono o inspirację zamachu w Cytadeli Warszawskiej. Obaj aresztowani zostali skazani, a w późniejszych latach udowodniono, że proces był policyjną prowokacją, główny świadek policyjnym konfidentem, a akta sprawy zostały sfałszowane.

Herb Częstochowy używany w okresie międzywojennym

Przewrót majowy Piłsudskiego spotkał się w Częstochowie z protestami i demonstracjami. Odpowiedzią władz było wprowadzenie 13 maja przez dowódcę 7 Dywizji Piechoty gen. Stanisława Wróblewskiego stanu wyjątkowego i sądów doraźnych, zawieszenie praw obywatelskich i przyznanie żołnierzom prawa użycia broni celem tłumienia demonstracji. Stan wyjątkowy odwołano 18 maja. Dowódca częstochowskiej dywizji opowiedział się po stronie zamachowców. Przez Częstochowę kierowały się na Warszawę wierne legalnemu rządowi siły 21. Dywizji Piechoty Górskiej gen. Andrzeja Galicy, które opanowały 14 maja rano dworzec Stradom. Mimo to w mieście nie doszło do walk, wojska rządowe pozostały w rejonie dworca, a na ulice wprowadzono jedynie patrole, zaś z pozostałych żołnierzy sformowano grupę pod dowództwem płk. Franciszka Stutzmanna, która dostała rozkaz dalszego przebijania się w kierunku Warszawy. Oddziały te dwukrotnie musiały naprawiać zerwane przez zamachowców tory i ostatecznie dotarły do Skierniewic, gdzie zastała ich wiadomość o kapitulacji rządu.
W 1930 roku Częstochowa stała się areną starcia pomiędzy opozycjonistami i zwolennikami dyktatury Piłsudskiego. Po aresztowaniu posłów opozycyjnych w kraju narastał nastrój napięcia. 14 października 1930 roku na placu przed ratuszem zorganizowany został wiec piłsudczyków, który przeobraził się w demonstrację. Demonstranci ruszyli Alejami, a następnie al. Kościuszki pod lokal częstochowskiego PPS przy Kościuszki 62. W drodze demonstranci usiłowali pobić urzędnika miejskiego i jednocześnie działacza PPS, ale udało mu się ukryć w bramie najbliższej kamienicy. Piłsudczycy wyważyli bramę do kamienicy mieszczącej lokal PPS i wdarli się do samego lokalu partyjnego, wybili szyby, zniszczyli wyposażenie i zrabowali drzewce sztandarów partyjnych z rewolucji 1905 roku. Następnie próbowali jeszcze napaść na lokal Obozu Wielkiej Polski i drukarnię wydającą tygodnik PPS, a także usiłowali pobić wiceprezydenta Stanisława Nowaka. Drzewce oraz sztandar RKS Skra Częstochowa spalili na pl. Biegańskiego – wszystko przy biernej postawie władz i służb porządkowych.
W ramach zemsty za zajścia działacz PPS Jan Kostrzewski dokonał zamachu na przywódcę miejscowego BBWR i radnego miasta oraz inspektora Kasy Chorych, Antoniego Furmańczyka. Dwa dni po zamieszkach Kostrzewski wdarł się do siedziby Kasy Chorych, gdzie zastrzelił Furmańczyka i czterech kolejnych ludzi (w tym prezesa Związku Pracy Mołdę), a ranił dwóch. Ostatecznie zamachowiec także zginął w trakcie walki. Zamach dokonany przez Kostrzewskiego spowodował nagonkę władz na PPS i powiązane z nim organizacje.
W 1935 roku strajkowano w mieście przeciw piłsudczykowskiej konstytucji oraz nowej ordynacji wyborczej.
Jesienią 1936 roku przedstawiciele lokalnych struktur reżimowego BBWR porozumieli się z PPS i wybrali koalicyjne władze miejskie. Po wyborach z maja 1939 roku Zarząd Miasta nie uległ zmianie, gdyż jego kadencja została przez Sejm wydłużona do 10 lat.
Dzięki działalności Władysława Głuchowskiego Częstochowa stała się jednym z ważniejszych ośrodków anarchosyndykalizmu w Polsce.
W 1930 r. Częstochowę odwiedził prezydent Ignacy Mościcki.
Z Częstochowy pochodziło ponad 1000 ochotników do korpusu tworzonego do walki z Czechami o Zaolzie.

#### Piłsudski w Częstochowie
Józef Piłsudski był w Częstochowie kilkukrotnie, po raz pierwszy w lipcu 1902 r. Drugi przyjazd miał miejsce jesienią 1905 r., jednak o tym wydarzeniu wiedziała z wyprzedzeniem carska policja, która usiłowała go aresztować. Piłsudski został ukryty przez częstochowskich kolejarzy w wieży ciśnień na dworcu, unikając pościgu. Podczas tej wizyty Piłsudski był w mieście incognito, nawet ukrywający go kolejarze nie znali jego tożsamości. Kolejny raz gościł w Częstochowie w 1906 roku, by mobilizować na Rakowie niepodległościowe skrzydło PPS przed planowanym VIII zjazdem partii w Wiedniu. Również ta wizyta odbywała się w głębokiej konspiracji, a tożsamości Piłsudskiego nie znali nawet jego ówcześni ochroniarze.
Jako naczelnik państwa Piłsudski przyjechał do Częstochowy raz, 20 października 1921 r., witany przez dowódcę 7. Dywizji Piechoty, starostę powiatowego i prezydenta miasta. Bezpośrednio po tej wizycie prowadzącą do dworca kolejowego ul. Dojazd przemianowano na ul. Piłsudskiego. Wcześniejsza wizyta, planowana na 12 września 1920 r., nie odbyła się z nieznanych przyczyn.
Piłsudski przejeżdżał pociągiem przez miasto w sierpniu 1922 i w grudniu 1930 r. Po jego śmierci częstochowianie, przekonani że pociąg z trumną będzie jechał przez Częstochowę, zabiegali o krótki postój i złożenie jej na Jasnej Górze. Ostatecznie pociąg skierowano przez Kielce z pominięciem Częstochowy, a uroczystości żałobne odbyły się bez przedstawicieli władz centralnych. Już 13 maja odbyło się żałobne posiedzenie rady miejskiej, wieczorem manifestacja patriotyczna pod ratuszem, zaś 16 maja msza żałobna na Jasnej Górze prowadzona przez częstochowskiego biskupa.

### Zagadnienia gospodarcze

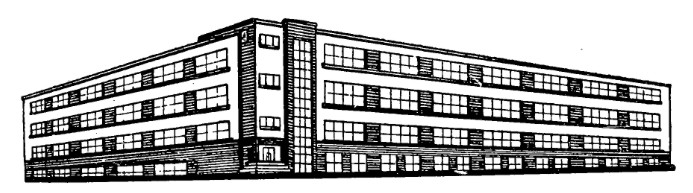
Szkoła Towarzystwa Żydowskich Szkół wzniesiona w okresie międzywojennym

W okresie dwudziestolecia międzywojennego trwał dalszy rozwój miasta, jednak lokalny przemysł podupadł i rozwijał się w znacznie wolniejszym tempie, co było skutkiem zniszczeń wojennych i załamania koniunktury. Efektem tego było niedobór środków publicznych i zahamowanie inwestycji publicznych w infrastrukturę, kulturę i komunikację. W pierwszych latach po wojnie utrzymywało się w regionie duże bezrobocie, ale byłoby ono wyższe gdyby nie powszechny wówczas proces zmniejszania wymiaru pracy robotnika do 2–3 dni w tygodniu stosowany zamiast redukcji etatów. W 1921 r. ok. 3.500 robotników wyemigrowało za pracą do Francji.
Niezadowolenie społeczne związane z inflacją, niskimi zarobkami i wysokimi cenami towarów doprowadziło do licznych manifestacji i strajków. Jedną z większych akcji strajkowych było przeprowadzone 8 lipca 1921 roku zatrzymanie pracy we wszystkich częstochowskich zakładach włókienniczych. Natomiast 14 października stanęły zakłady przemysłowe wszystkich branż, była to część ogólnopolskiego strajku przeciwko rządowym planom wydłużenia dnia pracy do 10 godzin. Duża była także manifestacja pierwszomajowa w 1922 roku, która zgromadziła 10 000 robotników. W lipcu 1923 roku wybuchł w Częstochowie masowy strajk włókniarzy, którzy domagali się podwyżek. Doszło do krwawych starć między strajkującymi robotnikami i policją. Po reformach Grabskiego nastroje uległy uspokojeniu.
W związku z poprawą koniunktury po 1926 r. nastąpiło zmniejszenie bezrobocia, zaczęły także powstawać nowe przedsiębiorstwa, m.in. zakłady ceramiczne w Gnaszynie i odlewnia stali. W tym okresie nastąpił także rozwój i mechanizacja górnictwa rud żelaza, które prymitywnymi metodami prowadzone było od średniowiecza. Jeszcze w 1912 roku uruchomiono pierwszą maszynę parową do odwodnienia wyrobisk, w 1921 roku pierwszy wyciąg mechaniczny do wydobywania spod ziemi urobku, a od 1932 roku niemal całkowicie zmechanizowano proces produkcyjny, zaś w 1934 roku w znacznej części zelektryfikowano wyrobiska i zastąpiono ręczne świdry młotami pneumatycznymi.
W 1928 roku populacja robotników w mieście i okolicy wynosiła ok. 37 000 osób, z czego ok. 50% w przemyśle włókienniczym. Na podstawie liczby zatrudnionych w przemyśle można szacować, że ⅔ ludności utrzymywało się z pracy w tej gałęzi gospodarki. Częstochowa była znaczącym ośrodkiem przemysłu włókienniczego, m.in. była producentem 80% krajowej juty. Kolejnymi pod względem wielkości działami przemysłu były przemysł wełniany i bawełniany. Około 28% robotników pracowało w przemyśle hutniczym, metalowym i górnictwie (huty, odlewnie, fabryki narzędzi, kopalnie), a ok. 8% w ceramicznym (zakłady ceramiczne, fabryki szkła).
Ponadto w regionie Częstochowy istniał przemysł chemiczny i zakłady produkcji zapałek, zakłady przemysłu papierowego (fabryka papieru, młyny), spożywczego (fabryka cukru, młyny), zabawkarskiego i celuloidowego. Ze względu na rozwój fabryk wyrobów drobnych (sztućce, oprawy do okularów, guziki, papierośnice) miasto było nazywane „polską Norymbergą”, podobnie jak w okresie przedwojennym. Międzywojenna Częstochowa była producentem 80–90% wyrobów tego typu w skali kraju.
W okresie kryzysu, który wybuchł w 1929 roku, gwałtownie spadło zatrudnienie, wiele osób pozostawało bez pracy, wybuchały masowe strajki, podczas manifestacji pierwszomajowej w 1936 roku były ofiary śmiertelne i ranni. W 1932 roku było w mieście 10 000 zarejestrowanych bezrobotnych, co stanowiło ponad 8% mieszkańców. Jednocześnie zatrudnienie w przemyśle wyniosło 20 000 ludzi wobec 37 000 w chwili wybuchu kryzysu. Sytuację materialną wielu rodzin ratowały wyjazdy do pracy dorywczej w Niemczech. W 1933 roku miały miejsce strajki w części zakładów w Częstochowie, m.in. w zakładach „Częstochowianka” doszło do strajku okupacyjnego, podobna sytuacja miała miejsce w „Pelcerach” we wrześniu tego samego roku. We wrześniu 1933 roku otwarto wystawę promującą miasto i lokalny przemysł. Wzrost koniunktury nastąpił ponownie od 1934 r. W tym okresie rozwijał się głównie przemysł ciężki przy jednoczesnym kryzysie przemysłu włókienniczego. Aż do wybuchu wojny wzrost zatrudnienia był powolny, ale stały. Jednocześnie wciąż zdarzały się strajki, 28 marca 1936 roku 500 bezrobotnych napadło na Państwowy Urząd Pośrednictwa Pracy, w zajściach zginął jeden demonstrant. Do wzrostu gospodarczego przyczyniła się także linia kolejowa łącząca miasto z magistralą węglową, dzięki której częstochowski przemysł rozpoczął eksport.

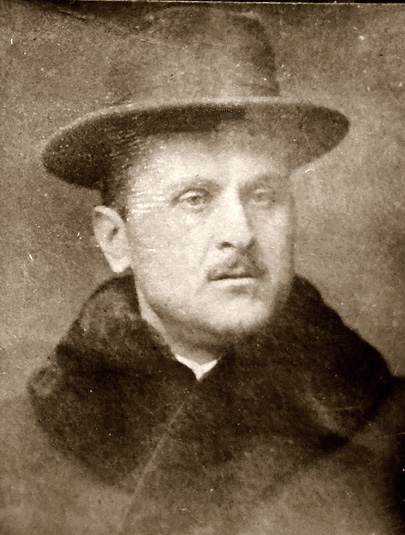
Stanisław Cichocki „Szpicbródka”

W 1930 roku Policja Państwowa udaremniła organizowany przez Szpicbródkę napad na Bank Polski w Częstochowie, który mógłby być największym napadem bankowym w Europie.
W dzielnicy Zacisze znaleziono w 1938 roku skarb składający się z XVII-wiecznych szelągów Jana Kazimierza, ale odkrycie upubliczniono i przekazano monety państwu dopiero latach 1961 i 1963.

### Zagadnienia społeczne
Nadgraniczne położenie miasta sprawiało, że było ono ośrodkiem przemytu. Rozwojowi nielegalnego handlu i przerzutu towarów przez granicę sprzyjały także kryzys gospodarczy, inflacja oraz słabość instytucji państwa w początkowych latach niepodległości. W przemyt zaangażowani bywali często pogranicznicy, celnicy i policjanci. Do Polski przemycano tańsze niemieckie wyroby przemysłowe, a nawet żywność. Pomimo wysiłków państwowych instytucji przemyt wciąż był łatwy i opłacalny. W mieście działała także wytwórnia fałszywych pięciogroszówek, a w 1933 roku we Francji aresztowano częstochowską szajkę handlującą fałszywym carskim złotem.
W mieście żyło niewielu dziennikarzy, a ich środowisko nie było zorganizowane. Większość wychodzących w Częstochowie gazet redagowały niewielkie zespoły redaktorskie, najczęściej pracujące w pomieszczeniach drukarni. Łącznie w mieście ukazywało się na przestrzeni całego dwudziestolecia 130 tytułów prasowych, w tym 28 dzienników, z których 12 było lokalnymi mutacjami innych pism, oraz 48 tygodników. 46 czasopism ukazywało się od roku do pięciu lat, a jedynie 6 było wydawanych dłużej niż 10 lat. Dominującą pozycję miał Goniec Częstochowski Franciszka Dionizego Wilkoszewskiego ukazujący się w latach 1906–1939, a drugim pod względem ważności był tygodnik Niedziela wydawany od 1926 roku. Największym dziennikiem częstochowskim był żydowski Czenstochower Cajtung, również wychodzący przez cały okres dwudziestolecia. Oprócz niego w mieście w okresie dwudziestolecia wydawanych było co najmniej kilkanaście dzienników i tygodników żydowskich w języku jidysz lub polskojęzycznych. Społeczność żydowska w 1929 posiadała dwie synagogi, działał Szpital Żydowski.
6 maja 1921 r. urząd miasta Częstochowy zwrócił się odezwą do biskupa diecezji kujawsko-kaliskiej o nałożenie na pielgrzymów opłaty w wysokości 1 marki celem pokrycia wydatków miasta związanych z obsługą ruchu pielgrzymkowego, co biskup Stanisław Zdzitowiecki poparł wydając zalecenie duchowieństwu. Od 1925 roku w Częstochowie mieściła się siedziba biskupstwa (od 1992 arcybiskupstwa), przy którym działał sąd biskupi.
W Częstochowie od 1929 roku działały sąd grodzki i sąd pracy, natomiast sąd okręgowy był jedynie wydziałem zamiejscowym sądu okręgowego z Piotrkowa Trybunalskiego. W okresie międzywojennym na były zabór rosyjski rozciągnięto także obowiązujący w zaborze austriackim system ubezpieczeń od wypadków w pracy. W miarę rozbudowy systemu w Częstochowie powstało biuro terenowe Zakładu Ubezpieczenia od Wypadków we Lwowie.
W maju 1931 roku oddano do użytku nowy gmach nowoczesnego wówczas więzienia, położonego nad Wartą. Wówczas stare więzienie w przyratuszowym odwachu zamknięto.

#### Konflikty polsko-żydowskie
W maju 1919 roku doszło w Częstochowie do drugiego w jej historii pogromu ludności żydowskiej. 27 maja nieznana osoba postrzeliła w głowę żołnierza, a według świadków sprawcą był Żyd. Wezwana policja nie znalazła jednak sprawcy, a wzburzony tłum wywlókł z mieszkania żydowskiego felczera, który pomimo interwencji Policji Państwowej został zabity. Tłum ruszył wówczas do dzielnicy żydowskiej, gdzie splądrowano kilka mieszkań żydowskich i bito Żydów. Łącznie w wyniku zajść zginęły jeszcze dwie osoby, a ciężko ranne zostało 11 kolejnych, z których dwie zmarły. Dzień później doszło do pogromu z udziałem żołnierzy armii gen. Hallera. W zamieszkach zginęło siedmiu Żydów, a rannych zostało 32.
19 czerwca 1937 roku doszło do kolejnych zamieszek, gdy Polak usiłował okraść żydowski sklep. Świadkiem zdarzenia był uzbrojony członek żydowskiej bojówki związkowej, który interweniując postrzelił przypadkowego przechodnia, chrześcijanina. Sprawcę pochwycił tłum i przekazał Policji Państwowej. Kilka godzin później zebrał się w centrum miasta wzburzony tłum, zorganizowany przez działaczy narodowych. Rozpoczęły się trwające dwa dni zajścia antysemickie, w wyniku których pobito kilkudziesięciu ludzi, zniszczono liczne sklepy i mieszkania prywatne.

### Inwestycje
W 1924 roku miasto zawarło z firmą Ulen & Company umowę o budowie wodociągów i kanalizacji za kwotę ponad 2,5 mln dolarów. Budowa systemów wodociągowych była inicjatywą premiera i ministra skarbu Władysława Grabskiego, a umowy na budowę wodociągów podpisały z tym przedsiębiorstwem także Dąbrowa Górnicza, Kielce, Lublin, Ostrów Wielkopolski, Otwock, Piotrków Trybunalski, Radom, Sosnowiec i Zgierz. Ujęć wody zaczęto szukać w sierpniu 1925 roku na zielonych terenach przy ul. św. Barbary. Prace w tym miejscu zarzucono, gdyż na trzech kolejno badanych głębokościach woda była kolejno zanieczyszczona żelazem lub siarczanami, a wydajność ujęcia była zbyt mała. Również poszukiwanie ujęcia na Kucelinie nie zakończyło się sukcesem, gdyż odkryte tam złoże było zanieczyszczone bakteriami coli. Badane następnie źródła na Mirowie były dobrej jakości, jednak znajdowały się za nisko i istniało poważne ryzyko zalania ich przez wzburzone wody Warty. Ostatnim miejscem badań były w 1927 roku źródła w Wierzchowisku. W latach 1925–1928 w ramach budowanej na kredyt inwestycji powstała stacja pomp, przepompownia ścieków i nowoczesna oczyszczalnia ścieków. Z czasem ujęcie okazało się zbyt mało wydajnie, z tego powodu wybudowano w 1934 roku kolejne ujęcie we wsi Wola Hankowska, a w 1935 roku w Czarnym Lesie. Woda ze wszystkich ujęć tłoczona była do zbudowanych we wzgórzu Jasna Góra zbiorników, skąd grawitacyjnie płynęła do sieci miejskiej. Powstało 62,7 km wodociągów, 51 km sieci kanalizacyjnej, a także kanalizacja burzowa o długości 6,5 km. Pod koniec okresu międzywojennego z wodociągów korzystało około połowy mieszkańców, a z sieci sanitarnej korzystano głównie za pomocą toalet obsługujących wiele mieszkań. Przy okazji budowy powstała w mieście nowoczesna betoniarnia. Do 1938 roku miasto sukcesywnie rozbudowywało sieć wodociągową o kolejne 23 km. Budowana w 100-tysięcznym mieście sieć miała wydajność pozwalającą na obsługę miasta 170-tysięcznego.

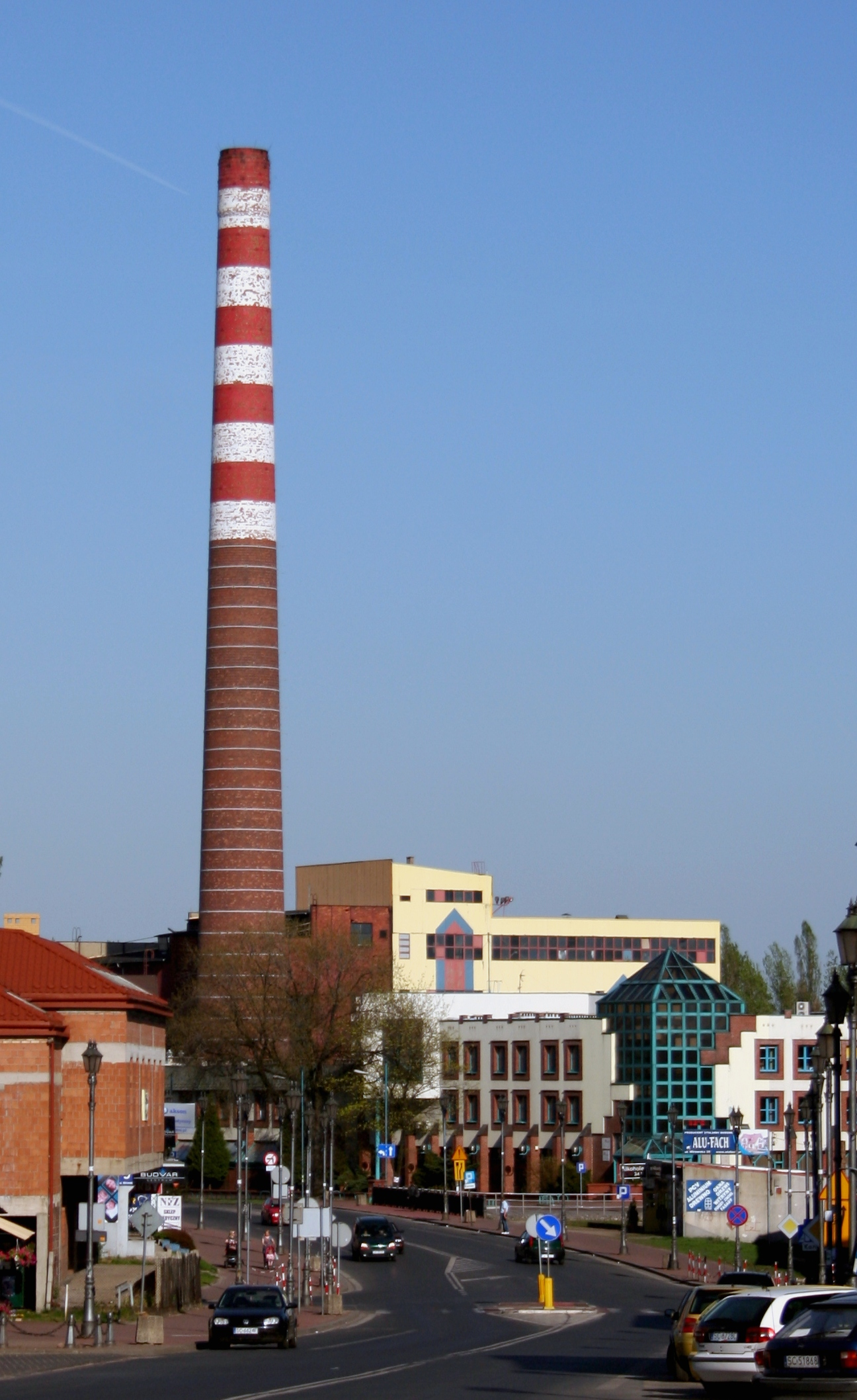
Elektrownia, widok od strony centrum

Pierwsze elektrownie powstały w mieście przy zakładach przemysłowych, a te produkujące prąd dla miasta na początku XX wieku. W 1923 roku wszystkie małe elektrownie miejskie połączone zostały w jedną spółkę. Operator elektrowni narzucił wysokie ceny energii elektrycznej, w efekcie czego zainteresowanie jego usługami było małe, a nawet bojkotowano elektrownię. Jedynym efektem działania elektrowni było oświetlenie ulic. W latach 1926–29 zbudowano elektrownię przy ul. Mirowskiej, którą planowano jeszcze przed I wojną światową, ponieważ elektrownia za ratuszem stała się niewystarczająca. Ostateczny kształt inwestycji oburzył władze miasta, gdyż obejmowała ona komin będący zwieńczeniem osi Alej od strony wschodniej, którego powstania wydający pozwolenie na budowę Urząd Wojewódzki nie skonsultował z Urzędem Miejskim. Elektrownia działała do początku lat 1960., po przebudowie na elektrociepłownię do 1986 r., a do 2004 r. jako ciepłownia.

Niezrealizowana sieć tramwajowa (1926)

Autobusowa komunikacja miejska w Częstochowie powstała w 1929 roku, ale była niepopularna ze względu na wysokie ceny. Operator kilkukrotnie zmieniał się, ale żaden z nich nie był w stanie uzyskać ze swojej działalności zysków. Miała także miejsce przeprowadzana przez żydowskich furmanów akcja zastraszania pasażerów próbujących dojeżdżać autobusem na żydowski cmentarz. Ostatecznie operator wycofał się kursowania w ten rejon miasta. W 1926 roku pojawił się niezrealizowany projekt budowy sieci tramwajowej. Większość mieszkańców poruszała się pieszo, a część rowerami. Najzamożniejsi korzystali z dorożek, a na przełomie lat 20. i 30. XX wieku pojawiły się w mieście taksówki. Transport towarowy realizowano za pomocą bocznic kolejowych oraz furmanek. Na przełomie lat 20. i 30. XX wieku zaczęła rozwijać się motoryzacja, w mieście było wówczas 113 samochodów, 19 motocykli i dziewięć stacji benzynowych, a ich liczba rosła powoli z każdym rokiem.
W październiku 1928 roku otwarto na Kucelinie, przy drodze wylotowej na Olsztyn i Janów, lotnisko publiczne drugiej klasy, zbudowane z inicjatywy i przy dofinansowaniu Ligi Obrony Powietrznej i Przeciwgazowej. Na lotnisku powstały stacja paliw, budynek administracyjny i drewniany hangar. W następnych latach planowano przeniesienie 2. Pułku Lotniczego z Krakowa do Częstochowy, ale projekt ten nie został zrealizowany. Na lotnisku Wojsko Polskie odebrało tylko jeden samolot typu RWD ufundowany przez pracowników koncernu Modrzejów-Hantke, do którego należała Huta Częstochowa. Pomimo że do wybuchu II wojny światowej nie udało się też powołać w mieście aeroklubu, częstochowskie lotnisko kilkanaście razy stanowiło etap dla rajdów powietrznych.

### Przemiany administracyjne

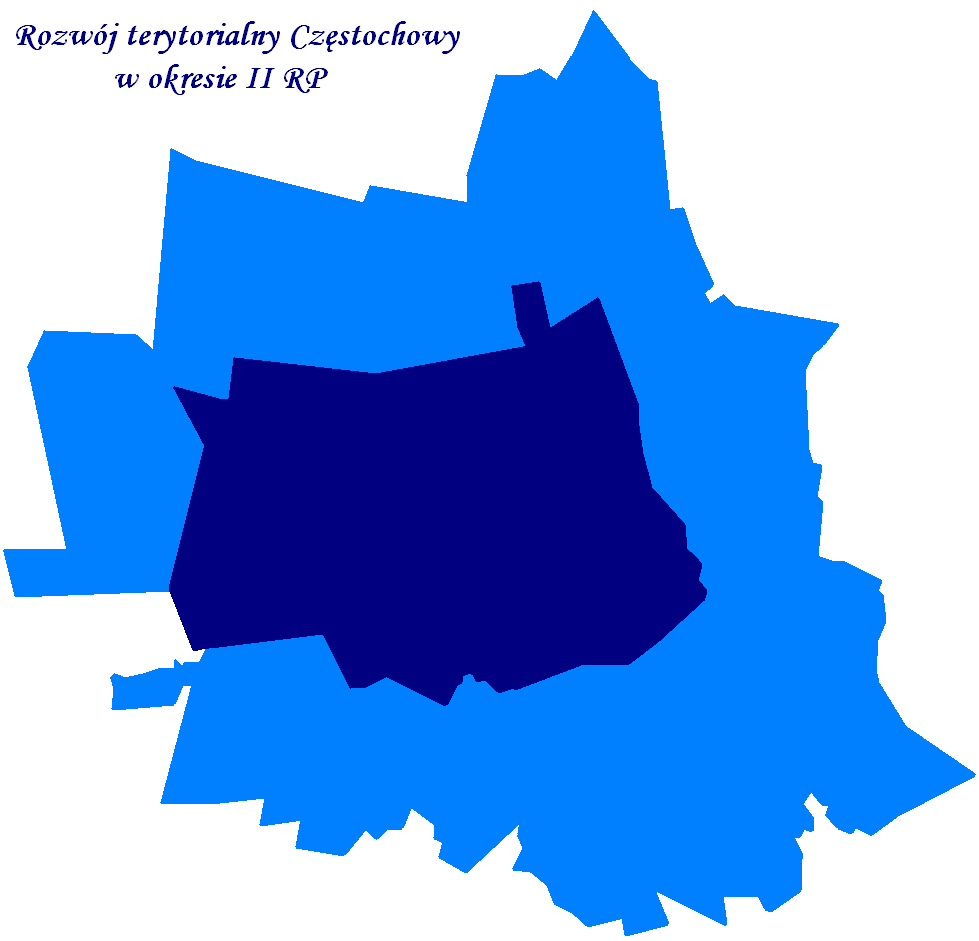
Rozwój terytorialny miasta w okresie II RP

W latach 1928, 1930 i 1934 przyłączono do miasta m.in. Ostatni Grosz, Raków, Lisiniec, Stradom, Mirów, Kamień i część Błeszna. W 1939 roku Częstochowa liczyła już 138 tys. mieszkańców, co plasowało ją na 8. miejscu pod względem największych miast Polski.
W 1924 roku miasto przyporządkowano do Okręgu III Policji Państwowej w Kielcach. W 1936 roku Częstochowa została jednym z trzech miast, w których utworzono kompanię Rezerwy Policji, rok później koszary tej formacji przeniesiono do Herb Starych.
W 1938 roku rozważane było wyłączenie Częstochowy z województwa kieleckiego i włączenie do innej jednostki administracyjnej. W związku z powstaniem COP-u, rząd planował zlikwidować woj. kieleckie, a Częstochowę włączyć do województwa łódzkiego. W styczniu 1938 r. Rada Miasta przeprowadziła szerokie konsultacje społeczne, w wyniku których ustalono, że władze i społeczeństwo miasta nie sprzeciwiają się wyłączeniu z woj. kieleckiego, ale opowiadają się za przyłączeniem do tego samego województwa co Zagłębie Dąbrowskie. Kilka dni później wyrażono chęć przyłączenia wraz z Zagłębiem do woj. śląskiego. Ostatecznie jednak rząd nie wziął pod uwagę propozycji miejskich i przygotował projekt włączenia Częstochowy i otaczającego ją powiatu do woj. łódzkiego.

## II wojna światowa

### Początek okupacji

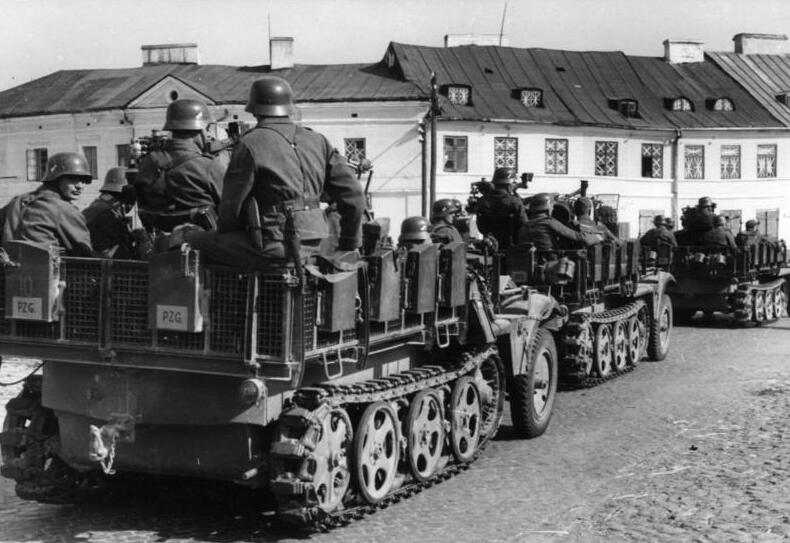
Żołnierze niemieccy na ziemi częstochowskiej w czasie kampanii wrześniowej

Przed wybuchem II wojny światowej rejon Częstochowy został umocniony i obsadzony przez 7 Dywizję Piechoty. Po niemieckim ataku jednostka ta stawiła Niemcom zdecydowany opór najpierw na wysuniętych pozycjach, a następnie na głównej linii obronnej pod miastem. W wyniku walk Niemcy stracili kilkadziesiąt czołgów i kilka samolotów. W związku z rozbiciem innych oddziałów dywizja zmuszona była wycofać się z miasta nocą z 2 na 3 września, zaś Niemcy wkroczyli do miasta 3 września.
Częstochowa już w pierwszych dniach okupacji dotkliwie doświadczyła niemieckiego terroru. 4 września, dzień po wkroczeniu do miasta oddziałów Wehrmachtu, w kilku punktach Częstochowy wybuchły chaotyczne strzelaniny, spowodowane najprawdopodobniej niedoświadczeniem i nerwowością niemieckich rekrutów. Winą za te wypadki Niemcy obarczyli jednak ludność Częstochowy i przystąpili do zakrojonej na szeroką skalę akcji represyjnej, w wyniku której poniosło śmierć od 227 do 500 Polaków i Żydów.
Zarządzeniem władz okupacyjnych tereny leżące na zachód i południe od Częstochowy zostały włączone do Rzeszy, natomiast samo miasto stało się miastem wydzielonym (Stadkreis Tschenstochau) w dystrykcie radomskim Generalnego Gubernatorstwa i nosiło nazwę Tschenstochau. 30 maja 1940 roku starosta miejski Eberhard Franke wydał zarządzenie o zmianie nazw wszystkich ulic na niemieckie, w Częstochowie jako jednym z nielicznych miast zmienione zostały wszystkie nazwy ulic. Wszystkie zmiany opisywała urzędowa broszura Neue Strassenbeichungen der Stadt Tschenstochau (pol. Nowe nazwy ulic miasta Częstochowy).
Podobnie jak w reszcie kraju, zlikwidowano instytucje kulturalne, oświatowe i biznesowe, czego zamiarem było przekształcenie Polaków w społeczeństwo niewykształconych robotników. Przedsiębiorstwa częstochowskie objęto komisarycznym nadzorem, który powierzono Niemcom. W 1942 r. utworzona została dla coraz liczniej napływającej społeczności niemieckiej wydzielona dzielnica, a Polaków w niej mieszkających wysiedlono do zlikwidowanego już wówczas getta.

### Prześladowania i eksterminacja inteligencji

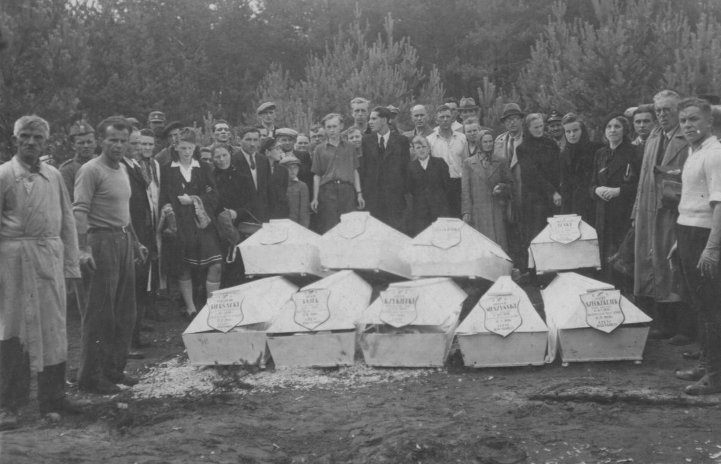
Ekshumacja na miejscu straceń pod Apolonką. Czerwiec 1946

9 listopada 1939 roku Niemcy przystąpili do zakrojonej na szeroką skalę akcji represyjnej, wymierzonej w elitę polityczną i społeczną Częstochowy. Aresztowano wówczas ok. 60 osób – w tym prezydenta Jana Szczodrowskiego, wiceprezydenta Józefa Dziubę, a także licznych nauczycieli i urzędników. Celem obławy było zapobieżenie ewentualnym zamieszkom lub demonstracjom w dniu polskiego Święta Niepodległości. Była ona także elementem większej akcji represyjnej, przeprowadzonej na obszarze całej III Rzeszy oraz w okupowanej Polsce w związku z nieudanym zamachem na Hitlera (tzw. Sonderaktion Bürgerbräukeller). Po pewnym czasie wszyscy więźniowie zostali zwolnieni do domów. Uzyskane w czasie przesłuchań informacje pomogły jednak Niemcom spenetrować polskie środowiska w Częstochowie.
Kolejne uderzenie w miejscową inteligencję i tzw. warstwę przywódczą miało miejsce w marcu i czerwcu 1940 roku. Był to element szerszej akcji eksterminacyjnej przeprowadzanej na terenie całego Generalnego Gubernatorstwa, znanej pod kryptonimem Akcja AB. W samej Częstochowie aresztowano wówczas ok. 120 osób. W więzieniu na Zawodziu osadzono także Polaków aresztowanych w Radomsku i okolicznych miejscowościach. Większość osób zatrzymanych w ramach Akcji AB została zamordowana lub deportowana do obozów koncentracyjnych. Z obliczeń Jana Pietrzykowskiego wynika, że liczba mieszkańców Ziemi Częstochowskiej i Radomszczańskiej rozstrzelanych podczas Akcji AB sięgnęła 92 osób (większość z nich rozstrzelano w potajemnych egzekucjach w pobliżu miejscowości Olsztyn i Apolonka nieopodal Częstochowy). 227 osób zostało wywiezionych do obozów koncentracyjnych.

### Prześladowania i eksterminacja Żydów

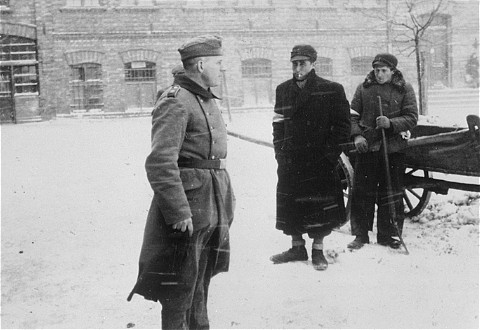
Niemiecki żołnierz i dwaj Żydzi odśnieżający ulicę w częstochowskim getcie

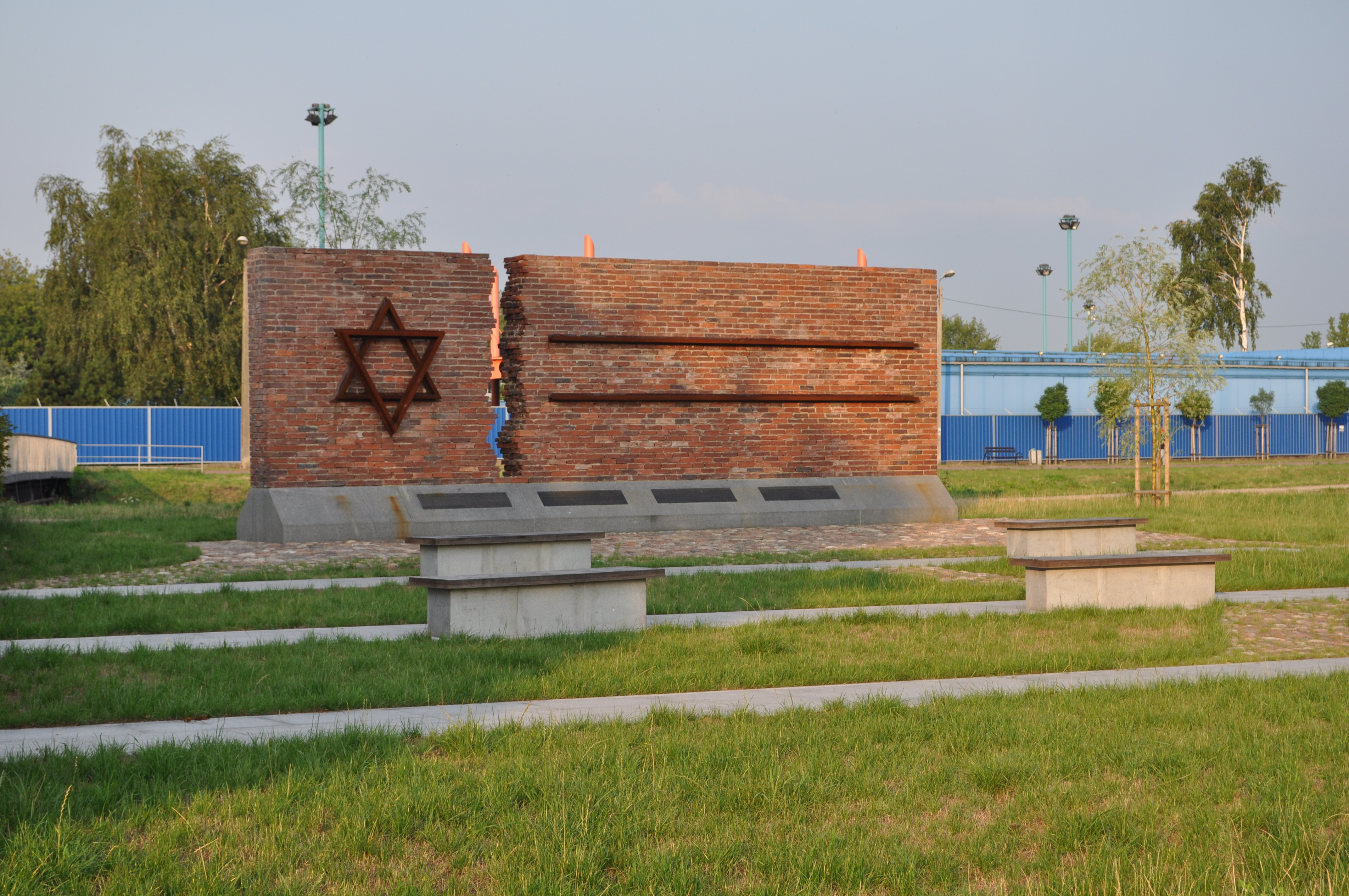
Pomnik pamięci Żydów wywiezionych do Treblinki przy stacji Częstochowa Warta

W 1939 roku dokonano podziału terytorialnego ziem okupowanej Polski. Dwa największe skupiska Żydów w powiecie częstochowskim – Krzepice i Kłobuck – zostały włączone do Rzeszy, spowodowało to na początku 1940 roku napływ Żydów do Częstochowy. W marcu 1941 roku zostało wydane zarządzenie starosty częstochowskiego o utworzeniu dzielnicy żydowskiej w Częstochowie, obejmującej głównie Stare Miasto wraz z przyległymi terenami (granice wyznaczały ul. Wilsona, ul. Krótka, pl. Trzech Krzyży, ul. Jaskrowska, Warta, ul. Katedralna i ul. Strażacka). Zgodnie z nim dzielnica powstała 9 kwietnia 1941 roku, a do 17 kwietnia nakazywała osiedlenie się w nim wszystkim Żydom zamieszkałym poza jego granicami oraz opuszczenie jego terenu przez Polaków. Getto było kolejnym etapem procesu dyskryminacji, eksploatacji i eksterminacji Żydów, na jego terenie w szczytowym okresie zapełnienia mieszkało ok. 50 000 Żydów z Częstochowy i okolic.
W getcie prowadzono także druk i kolportaż podziemnej prasy żydowskiej, znane są jednak jedynie dwa tytuły: Rasta i Hołd Żydowski powiązane z osobą dr Adama Wolberga.
Rozkazem Heinricha Himmlera z 19 lipca 1942 r. nakazana została eksterminacja ludności żydowskiej w GG, do której w Częstochowie rozpoczęto przygotowania w czerwcu 1942 roku. Rada Żydowska otrzymała wówczas polecenie sporządzenia dokładnego planu getta z oznaczeniem wszystkich budynków. Latem wysiedlono ludność żydowską z ul. Kawiej i Garibaldiego, przygotowując teren pod cmentarz oraz magazyny łupu. 22 września rozpoczęto akcję wywozu ludności do obozu zagłady w Treblince, która trwała do 6 października i skutkowała zamordowaniem lub wywiezieniem do obozu zagłady 40 000 ludzi oraz śmiercią 2000 osób na miejscu. W następnych tygodniach rabowano opustoszałą dzielnicę i wyłapywano osoby ukrywające się w różnorodnych skrytkach.
Zgodnie z zarządzeniem Himmlera w GG wyznaczono Częstochowę, Kraków, Lublin, Radom i Warszawę jako miasta, w których mieli żyć Żydzi pracujący na potrzeby przemysłu zbrojeniowego. W Częstochowie pozostało wówczas ok. 5200 żydowskich robotników przemysłu zbrojeniowego z rodzinami, których umieszczono na zmniejszonym obszarze obozu pracy przymusowej (tzw. małego getta), tj. na ulicach Garncarskiej Koziej, Mostowej, Nadrzecznej i Spadek. Ludność małego getta terroryzowano i mordowano w kilku akcjach, m.in. 4 stycznia (550 ofiar), 20 marca (130 ofiar), 23 kwietnia (25 ofiar) oraz 25 czerwca 1943 r. Ta ostatnia data wiąże się ze zbrojnym oporem ludności żydowskiej. 27 czerwca teren byłego getta ostrzeliwano długotrwale z granatników, celem wypłoszenia ukrywających się, a 20 lipca całe getto zaminowano i wysadzono.
Ocalałych 4000 Żydów umieszczono w obozach przy fabryce Hasag, gdzie ostatnim okresie okupacji wprowadzono regulaminy wzorowane na obozach koncentracyjnych. W chwili wyparcia Niemców z miasta w tym obozie znajdowało się ok. 5000 Żydów, z czego ok. 1500 Żydów częstochowskich.
Po likwidacji getta Niemcy w 1943 roku przesiedlili do tej dzielnicy ludność polską z południowego śródmieścia, tworząc na południe od Alej dzielnicę „tylko dla Niemców”. W końcu następnego roku w Częstochowie ulokowano siedzibę policji i administracji dystryktu radomskiego, co wynikało ze zbliżania się frontu. Z tego samego powodu do miasta trafiło kilka tysięcy żołnierzy i cywilów z pomocniczych formacji ukraińskich i rosyjskich, na potrzeby których zarekwirowano polskie domy i budynki publiczne. Liczbę Niemców i ich sojuszników oszacować można w tym okresie na 10 000 osób.

### Częstochowa jako ośrodek imigracji
W Częstochowie przez całą okupację osiedlani byli, lub przybywali do niej samodzielnie, uciekinierzy i przesiedleńcy z różnych rejonów kraju. W grudniu 1939 roku niemieckie okupacyjne władze wysiedliły część mieszkańców Pomorza i Wielkopolski, w tym czasie Społeczny Komitet Pomocy w Częstochowie objął opieką 5622 osoby przesiedlone, z czego 32% stanowili urzędnicy państwowi i samorządowi. W okresie powstania warszawskiego i bezpośrednio po nim miasto przyjmowało przesiedleńców z Warszawy. Pierwszy transport 7 tys. warszawskich cywilów dotarł do Częstochowy 13 sierpnia 1944 r., a kolejne docierały do października. Burmistrz Częstochowy Stanisław Rybicki zdecydował uruchomić dla rannych warszawiaków dwa szpitale. Ludność wysiedloną z Warszawy kierowano także do okolicznych miejscowości. Łącznie liczbę mieszkańców Warszawy osiedlonych w Częstochowie oszacowano na ok. 15 000–20 000 ludzi.

Herb miasta opracowany w okresie okupacji

Częstochowa udzieliła także po powstaniu warszawskim schronienia tamtejszym naukowcom. Stosowne porozumienie zawarli burmistrz Rybicki oraz prof. Jan Chodorowski z SGGW i rektor Uniwersytetu Warszawskiego, prof. Włodzimierz Antoniewicz. W efekcie porozumienia do Częstochowy przybyło 109 osób i 44 rodziny pracowników naukowych UW, PW, SGGW i SGH, a w grudniu 1944 roku uruchomiono tajne nauczanie na poziomie akademickim w obrębie 9 wydziałów, na których uczyło się 692 słuchaczy. Nauka trwała do czerwca 1945 roku.
W mieście istniały obozy jenieckie w koszarach dawnego 27 Pułku Piechoty oraz na polach w dzielnicy Mirów, które wraz z obozami w Kielcach i Piotrkowie Trybunalskim tworzyły stalag 367. Obozy przeznaczone były dla jeńców radzieckich, a warunki w nich porównywalne były z obozami zagłady. Pod koniec 1944 roku przebywało w obozie częstochowskim ok. 5000 żołnierzy radzieckich, a badania prowadzone w latach 40. XX w. wykazały, że w zbiorowych grobach pochowane zostało ok. 15 000 jeńców z tego kraju. Po kapitulacji Włoch w 1943 r. do obozu przywożono także transporty włoskich jeńców, w 1944 roku przetrzymywano ich ok. 2000.

### Działalność organizacji konspiracyjnych

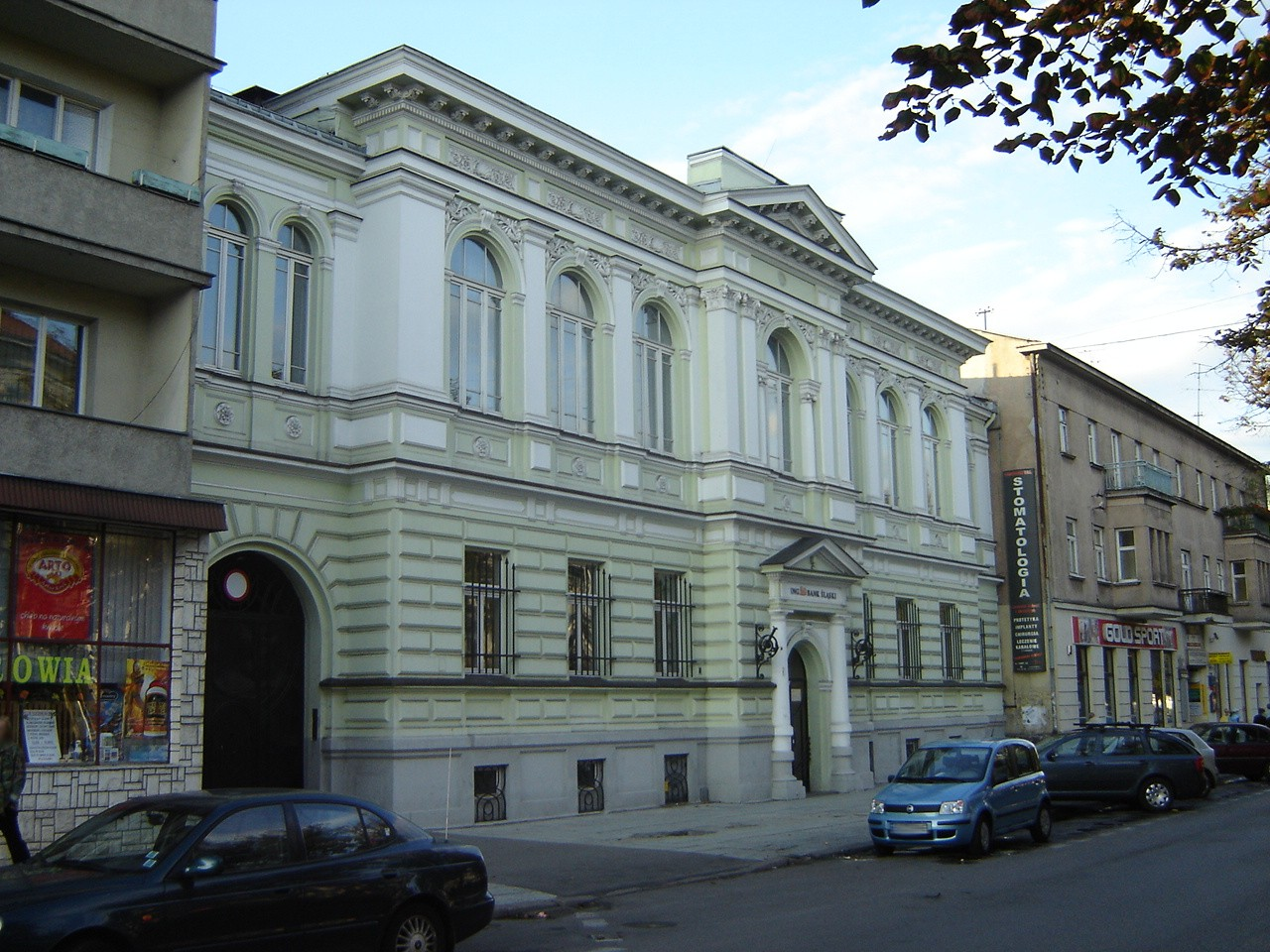
Dawna siedziba Banku Emisyjnego, widok współczesny

W czasie wojny i bezpośrednio po niej w rejonie Częstochowy działały silne oddziały partyzanckie niepodległościowego podziemia. Do najsłynniejszych akcji z tego okresu należy przeprowadzone 20 kwietnia 1943 roku uderzenie na Bank Emisyjny w Częstochowie (obecnie siedziba Banku Śląskiego w Alejach) dokonane przez grupę Feliksa Kowalika „Zagłoby” złożoną z partyzantów Narodowych Sił Zbrojnych, NOW, OW WP i OBOO.
W różnych okresach okupacji w Częstochowie wydawano z różnym natężeniem co najmniej 20 rozmaitych pism konspiracyjnych. Pierwszy Biuletyn powstał już w październiku 1939 r. za sprawą płk. Brzechwy, a najdłużej wydawany (1940–1945) był dziennik (później tygodnik) Za Wolność. Dopiero w styczniu 1944 r. został założony komunistyczny dwutygodnik Głos Częstochowy.
10 marca 1944 roku hitlerowcy rozstrzelali przy ul. św. Barbary 10 więźniów politycznych, działaczy PPR i partyzantów Armii Ludowej więzionych na Zawodziu.
Kilkudziesięciu częstochowian z różnych powodów brało udział w walkach powstania warszawskiego, m.in. Wojciech Omyła, Eugeniusz Stasiecki i Samuel Willenberg. Po upadku powstania Częstochowa była stolicą Polskiego Państwa Podziemnego. W mieście znalazł się m.in. dowódca Kedywu AK Okręgu Warszawa Józef Rybicki, brat burmistrza Częstochowy Stanisława Rybickiego, który ranny uciekł z transportu i dotarł do domu brata. Rybicki opiekował się także Janem Mazurkiewiczem ps. „Radosław”, dowódcą Centralnego Obszaru Delegatury Sił Zbrojnych. Mazurkiewicz koordynował organizację w Częstochowie Komendy Głównej AK. Komendant AK, gen. Leopold Okulicki ps. „Niedźwiadek”, otrzymał pokój w mieszkaniu przy ul. 7 Kamienic. W Częstochowie przebywał także Kazimierz Moczarski i kierowane przez niego Biuro Informacji i Propagandy AK. To w Częstochowie wydano rozkaz o samorozwiązaniu AK.
W Częstochowie znajdowała się ostatnia komenda Narodowych Sił Zbrojnych. Jedna z frakcji NSZ,dowodzona przez Herberta Jurę, za wiedzą Niemców i korzystając z dostarczonych przez nich mundurów Gestapo, likwidowała członków PPR i Armii Ludowej oraz członków innych frakcji NSZ.

### Walki niemiecko-radzieckie o Częstochowę
Od jesieni 1944 roku miasto było fortyfikowane przez Niemców w celu uporczywej obrony. 16 stycznia 1945 roku, po całodziennych walkach, Częstochowę opuścił garnizon niemiecki, a miasto zostało zajęte przez sowieckie oddziały mjra Siemiona Chochriakowa. W walkach Niemcy ponieśli duże straty materialne, zginęło 28 sowieckich żołnierzy, 42 zostało rannych.
Miesiąc po zajęciu miasta, 17 lutego, w Alejach odbyła się uroczysta defilada żołnierzy częstochowskiego garnizonu Wojska Polskiego.

## Okres powojenny

województwo częstochowskie

W latach 1946–1950 Częstochowa wchodziła (podobnie jak w okresie międzywojennym) w skład województwa kieleckiego, w latach 1950–1975 województwa katowickiego, a W latach 1975–1998 była stolicą województwa częstochowskiego.
Od września do listopada 1945 roku w mieście stacjonował 5 Pułk Piechoty 2 Dywizji Piechoty, w którym porucznikiem był Wojciech Jaruzelski (mieszkał przy ul. Kilińskiego 37).

### Gospodarka
Po zakończeniu wojny i okupacji częstochowski przemysł był w znacznym stopniu zniszczony, w czasie okupacji działała bowiem jedynie część zakładów, a prowadzono w nich głównie produkcję wojenną. Bezpośrednio po zakończeniu walk problemem stało się wywożenie maszyn przez wojska radzieckie oraz brak surowców. Z tych powodów jeszcze w późną wiosną 1945 roku częstochowski przemysł nie mógł podjąć pracy, a 11 czerwca tego samego roku z powodu braku węgla wygaszono wielki piec w Hucie Raków. W pierwszych miesiącach po wyzwoleniu trudności pokonywano głównie za sprawą wytężonej pracy załogi, która po okresie okupacji chciała jak najszybciej wrócić do normalnej pracy. Już wiosną 1946 r. w mieście działało wiele zakładów przemysłowych (50 państwowych, 13 spółdzielczych i 175 prywatnych), zatrudniających blisko 16 000 pracowników. Okres odbudowy i naprawy zniszczeń wojennych trwał blisko trzy lata.

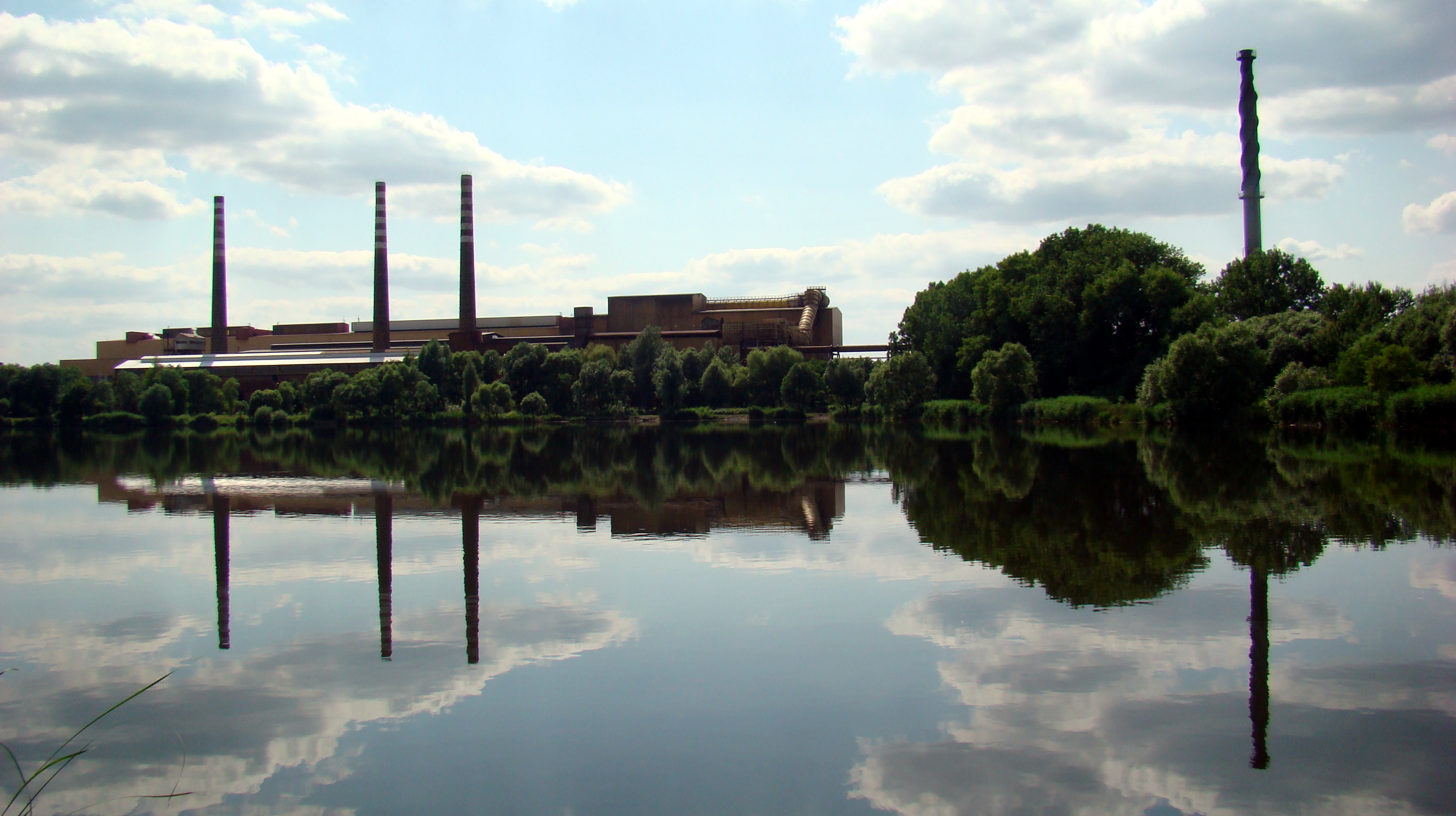
Huta Częstochowa

W czasie okupacji Niemcy szybko wznowili wydobycie w częstochowskich kopalniach. Początkowo okupanci zaczęli modernizować kopalnie, jednak z czasem ich eksploatacja miała coraz bardziej rabunkowy charakter, a brak inwestycji w wyrobiska spowodował zawalenie chodników w części kopalni. Dodatkowo w ostatnich dniach wojny Niemcy zniszczyli część urządzeń naziemnych. Po wojnie wydobycie szybko wznowiono, dalej usprawniając proces wydobycia – m.in. wprowadzając do eksploatacji lokomotywy spalinowe i akumulatorowe, łącząc obiekty siecią kolei wąskotorowych i szkoląc kadry. W 1964 r. działało w regionie 21 kopalń, w tym obiekty zmodernizowane lub wybudowane od podstaw po wojnie, w których pracowało ok. 20 000 ludzi. Każda z kopalń dysponowała w pełni zmechanizowanym ciągiem produkcyjnym. W 1945 roku zlokalizowano w Częstochowie Zjednoczenie Górnictwa Rud Żelaza i Topników, które zarządzało ogólnopolskim górnictwem rud, w 1951 roku powołano Technikum Górnictwa Rud, w okresie powojennym wznoszono także osiedla mieszkaniowe (Dźbów, Huta Stara B) oraz pojedyncze bloki mieszkalne w mieście. W końcu lat 1970. rudy ze złóż częstochowskich stanowiły ok. 30% wsadu hutniczego. Ze względu na niską zawartość żelaza (28–30%) i kosztowne wydobycie zostały zastąpione surowcem z importu. Ostatnia kopalnia w 1982 roku została zaaranżowana na muzeum, ale w 1984 roku zalano ją, a szyb zasypano.
W 1949 roku władze zdecydowały o szybkiej rozbudowie huty do poziomu drugiego co do wielkości kombinatu hutniczego w kraju. Rozbudowa huty spowodowała dynamiczny rozwój miasta i stała się najważniejszym czynnikiem miastotwórczym, który w połowie lat 1950. dawał zatrudnienie blisko 13 000 ludzi. Drugim obok hutnictwa filarem rozwoju miasta pozostał przemysł włókienniczy, zatrudniający ponad 15 000 ludzi.
Na bazie znacjonalizowanej w 1949 roku Fabryki Wiecznych Piór „Omega” stworzono Częstochowskie Zakłady Materiałów Biurowych, które w 1965 roku rozpoczęły produkcję znanych w całym kraju długopisów „Zenith”.
Łącznie w przemyśle pracowało 34 000 robotników. W kolejnych latach trwała dalsza budowa lub modernizacja zakładów przemysłowych. W 1962 roku w mieście pracowało 80 000 ludzi, z czego w przemyśle pracowało 42 000 osób.
Dzień po wkroczeniu Armii Czerwonej do Częstochowy, 17 stycznia 1945 r., w mieście powstała Poznańska Izba Przemysłowo-Handlowa, założona przez poznaniaków, wysiedlonych w czasie okupacji do Częstochowy. Izba szybko została przeniesiona do Poznania, a częstochowskie Stowarzyszenie Kupców i Przemysłowców podjęło starania o powołanie częstochowskiej Izby Przemysłowo-Handlowej, a w maju 1945 r. zaczęto starać się o przeniesienie do miasta Izby z Sosnowca, która zaprzestała działalności po włączeniu tego miasta do województwa śląskiego. W staraniach o przejęcie IP-H Częstochowa pokonała ostatecznie wojewódzkie Kielce, a Izba podjęła działalność w Częstochowie 1 lipca 1945 r. Izba popierała prywatnych przedsiębiorców, broniąc ich przed szykanami administracyjnymi. Pierwszym jej prezesem został Klemens Kanczewski, a dyrektorem Juliusz Braun – obu aresztowano w 1948 r. pod zarzutem działalności wywrotowej. Po utworzeniu Polskiej Izby Handlu Zagranicznego, regionalne izby postawiono w stan likwidacji. Izba zakończyła działalność 7 marca 1950 r. Po przemianach ustrojowych samorząd przedsiębiorców został odtworzony 13 grudnia 1991 r., gdy powołano Regionalną Izbę Przemysłowo-Handlową.
W Częstochowie rozwijało się także rzemiosło, w połowie lat 1970. funkcjonowało ponad 1900 zakładów rzemieślniczych, zatrudniających ponad 4000 pracowników, a w mieście miały siedzibę kierownictwa Cechu Rzemiosł Różnych i Cechu Rzemiosł Metalowych.

### Nauka, kultura, sztuka, sport
Po zakończeniu II wojny światowej w Częstochowie znajdowało się ponad 5000 Żydów, w większości więźniów wyzwolonych z okolicznych obozów pracy. Dość szybko zaczęło odradzać się w mieście życie żydowskiej społeczności, utworzono szkołę żydowską, sierocińce, instytucje religijne, komitety partii żydowskich i spółdzielnie pracy, licznie powstały też prywatne warsztaty. Rok po zakończeniu wojny w mieście żyło około 2 000 Żydów, jednak po pogromie w Kielcach większość zdecydowała się na emigrację. Na przełomie 1949 i 1950 roku większość instytucji żydowskich została zlikwidowana lub upaństwowiona. Po kampanii antysyjonistycznej z 1967 roku nastąpiła kolejna fala emigracji, w efekcie której na początku lat 1970. społeczność żydowska w Częstochowie zanikła. Odbudowa życia żydowskiego na niewielką skalę miała miejsce dopiero po 1989 roku.
10 listopada 1948 r. rozpoczął się w mieście proces redaktorów niemieckiego tygodnika Kurier Częstochowski. Oskarżonych uznano za winnych współpracy z okupantem i wymierzył kary od 2 lat więzienia do dożywocia.

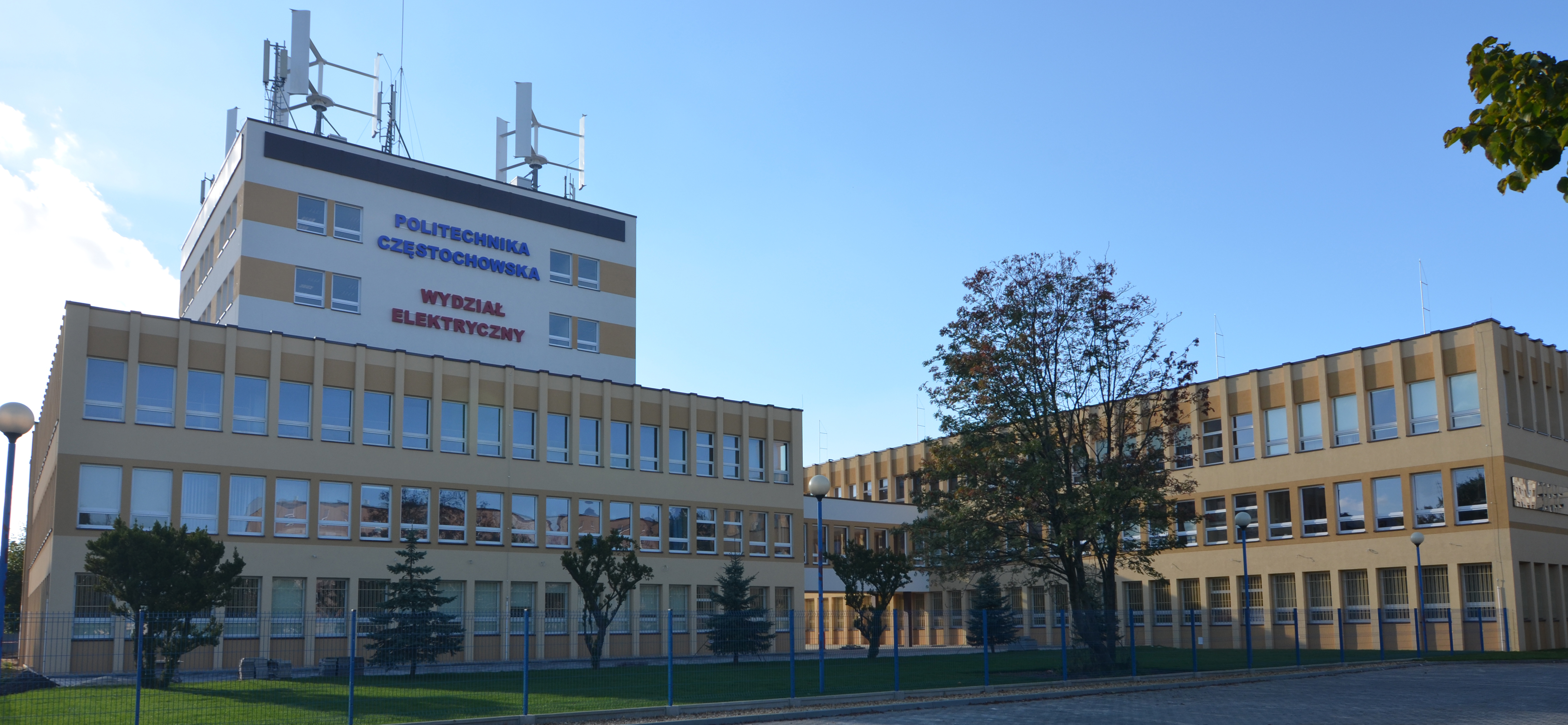
Politechnika Częstochowska

W 1949 roku z inicjatywy prof. Jerzego Kołakowskiego powołana została Wyższa Szkoła Inżynierska w Częstochowie, która prowadziła wydział mechaniczny. Od roku 1955/56 szkoła działała jako Politechnika Częstochowska. Drugą uczelnią wyższą w mieście była powstała w 1971 roku Wyższa Szkoła Nauczycielska, którą w 1974 roku przekształcono w Wyższą Szkołę Pedagogiczną, a w 2004 r. w Akademię im. Jana Długosza. Od chwili powstania AJD dążyła też do przekształcenia w uniwersytet przymiotnikowy, co nastąpiło 1 czerwca 2018 roku.

Herb Częstochowy w latach 1992-2020

Miasto rozwijało się także kulturalnie, w 1956 roku zaczęła ukazywać się Gazeta Częstochowska, w 1961 roku na Tysiącleciu otwarto nowy szpital miejski, w 1965 rok otwarto Filharmonię Częstochowską i rezerwat archeologiczny na Rakowie, a trzy lata później Muzeum Górnictwa Rud Żelaza w parkach podjasnogórskich. W 1991 roku rozpoczęto organizować Międzynarodowy Festiwal Muzyki Sakralnej Gaude Mater.
10 listopada 1945 r. w gabinecie prezydenta miasta Tadeusza Wolańskiego powołano Aeroklub Częstochowski, którego Wolański został pierwszym prezesem. Oprócz lotniska na Kucelinie, Aeroklub działał także na Górze Ossona, gdzie powstała szkoła szybowcowa. Rozbudowa Huty Bieruta spowodowała w 1953 r. likwidację lotniska na Kucelinie, a aeroklubowi przekazano zbudowane przez Niemców podczas okupacji lotnisko w Rudnikach, które jednak było równolegle wykorzystywane przez Wojsko Polskie, zatem Aeroklub Częstochowski mógł wznowić działalność dopiero 4 lata później. Najwybitniejszymi lotnikami ACz byli Janusz Darocha i Włodzimierz Skalik, a wśród szybowników Tadeusz Jacniacki i Patrycja Pacak. W częstochowskim ośrodku powstał pierwszy w Polsce ośrodek lotniarstwa.
Częstochowa była kilkukrotnie odwiedzana przez katolickich papieży. W 1966 r. przyjazd planował Paweł VI, ale nie doszedł on do skutku z powodu sprzeciwu władz państwowych. Jan Paweł II odwiedził Częstochowę sześciokrotnie: w latach 1979, 1983, 1987, 1991, 1997 i 1999. 15 sierpnia 1991 odprawiona z jego udziałem msza św. (kończąca VI Światowe Dni Młodzieży) zgromadziła 1,5 mln wiernych, a papież od władz miasta otrzymał klucz do jego bram oraz tytuł Honorowego Obywatela – Częstochowa stała się pierwszym miastem na świecie, od którego przyjął takie wyróżnienie. W 2006 roku z wizytą w mieście był Benedykt XVI, a w 2016 r. miasto odwiedził Franciszek.
9 maja 1980 roku w Częstochowie odbył się mecz finałowy piłkarskiego Pucharu Polski między Lechem Poznań i Legią Warszawa, który rozegrano na Stadionie Miejskim. Do miasta przybyło blisko 15 tysięcy kibiców Lecha oraz niemal 10 tysięcy kibiców Legii, a także kibice klubów sprzymierzonych z oboma finalistami. Było to największe zgromadzenie kibiców w historii miasta, które pod względem przepustowości korytarzy transportowych, wejść do obiektów, zabezpieczenia medycznego i porządkowego było całkowicie nieprzygotowane. Bójki i starcia rozpoczęły się już w godzinach przedpołudniowych na dworcu, który spotkali się tam kibice obu drużyn. W wyniku starcia kibiców Lecha, ŁKS-u Zawiszy Bydgoszcz oraz Milicji Obywatelskiej jeden z kibiców doznał poważnych obrażeń. W odwecie za to zdarzenie grupa kibiców Legii zdemolowała pobliski komisariat MO. Do zamieszek doszło także na samym stadionie, gdzie wyważona została brama wjazdowa, a walki trwały w jego okolicach blisko dwie godziny. W trakcie samego meczu przeciwstawne grupy usiłowali rozdzielać żołnierze służby zasadniczej. Wobec niemożności opanowania zamieszek przez miejscowe siły porządkowe zdecydowano o ściągnięciu posiłków, które dotarły jednak do miasta dopiero po kilku godzinach. Informacje o zamieszkach były w ówczesnych mediach tuszowane, jedynie w niektórych podawano lakoniczne notki, a Sztandar Młodych podał informację o jednej ofierze śmiertelnej. Akta dotyczące zajść zniknęły z archiwów Komendy Wojewódzkiej MO w Częstochowie w niewyjaśnionych okolicznościach jeszcze przed 1989 rokiem, wobec czego nie jest możliwe ustalenie liczby poszkodowanych ani zdementowanie lub potwierdzenie plotek o rzekomych ofiarach śmiertelnych.
Jako pierwsze miasto w Europie Wschodniej Częstochowa otrzymała Honorową Flagę Zgromadzenia Parlamentarnego Rady Europy (1993), Honorową Tablicę Rady Europy (1995) oraz nagrodę Prix de l’Europe (1998) – za działania na rzecz integracji europejskiej i rozwój współpracy z samorządami miast europejskich.
8 lipca 2018 r. po raz pierwszy przez centrum Częstochowy przeszedł Marsz Równości liczący ok. 600 osób.

### Rozwój przestrzenny

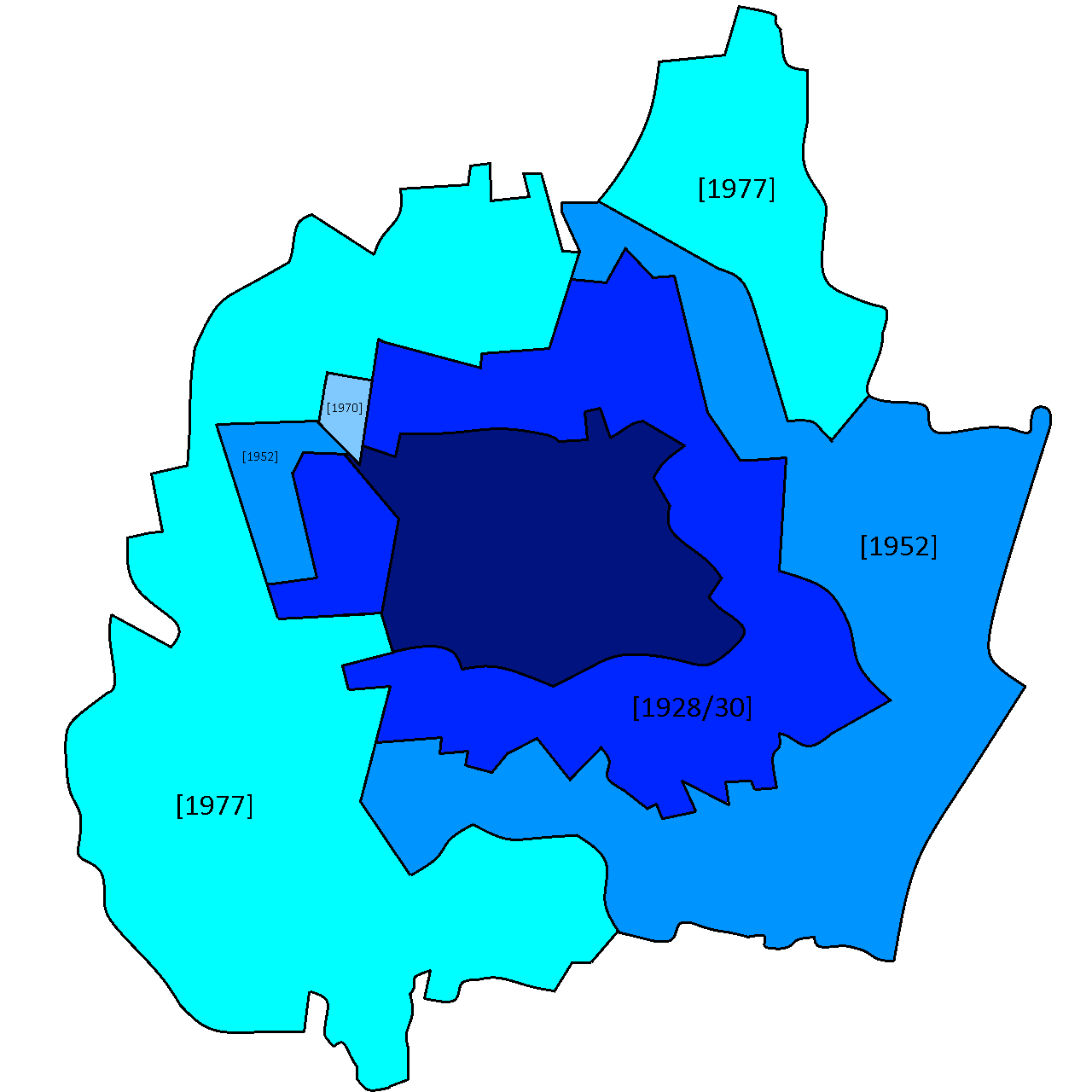
Rozwój terytorialny Częstochowy w XX wieku

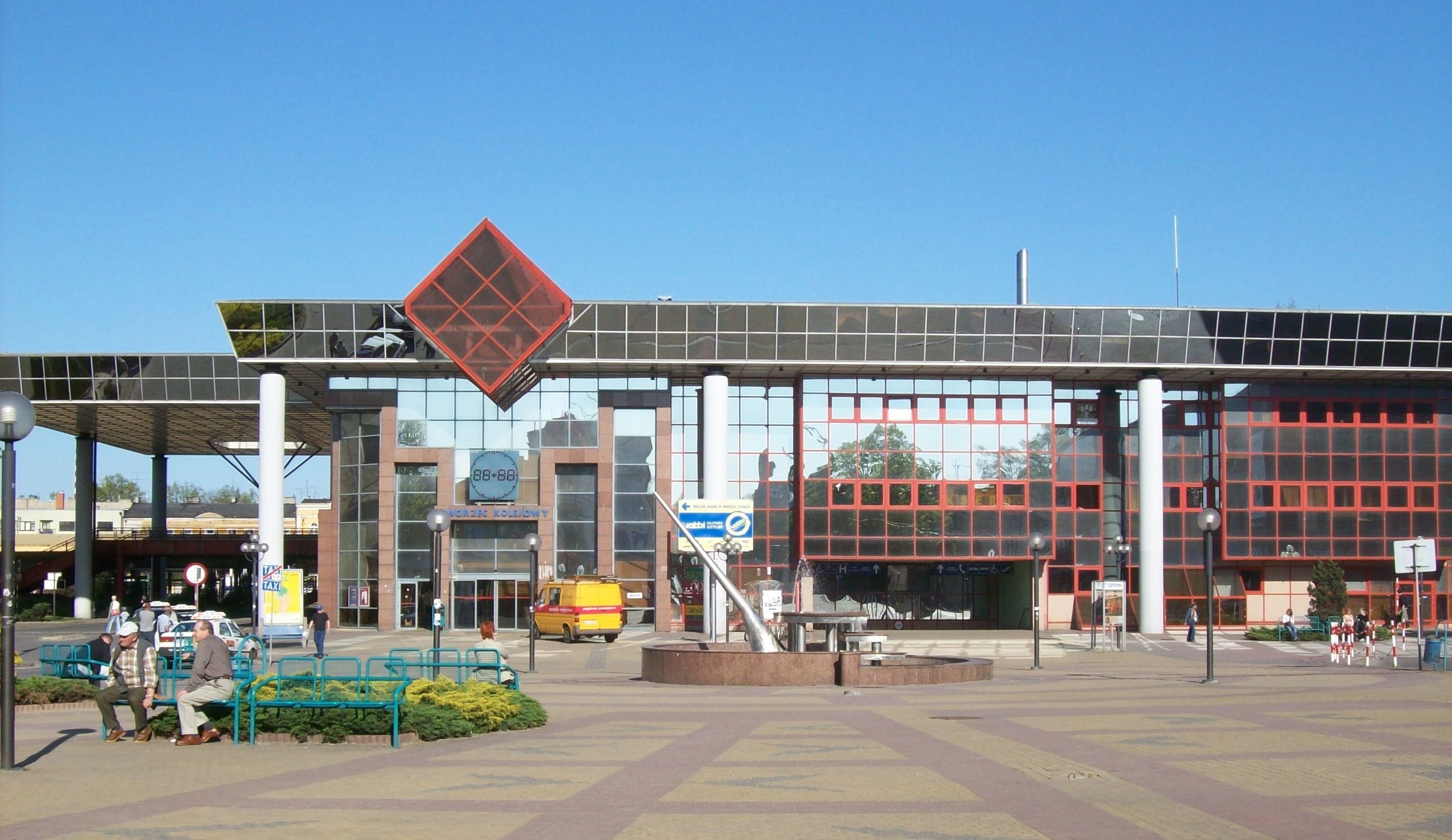
Nowy dworzec główny

W okresie powojennym nastąpiła szybka rozbudowa miasta o kolejne osiedla stawiane na potrzeby rozwijanego przemysłu. W 1949 roku powstało osiedle Raków I, w latach 1950–1955 osiedle Raków II, w 1952 roku rozpoczęto budowę osiedla Śródmieście. W 1959 roku uruchomiono w mieście sieć gazową dla lokali mieszkalnych. W 1965 roku sporządzono plan zagospodarowania przestrzennego miasta, w którym pod budownictwo wielorodzinne przeznaczono tereny wokół dzielnicy Tysiąclecie, w dzielnicy Raków-Błeszno i w nowej dzielnicy położonej na północ od Tysiąclecia (obecnej dzielnicy Północ). W 1977 r. przystąpiono do pierwszych prac przygotowawczych pod przyszłą budowę dzielnicy Północ, rok później rozpoczęto stawianie pierwszego budynku, a oficjalnie budowę zakończono w 1987 roku.
W 1959 roku uruchomiono w mieście sieć tramwajową, rozbudowywaną następnie w latach 1959, 1971, 1984 i 2012. W 1974 roku rozpoczęto rozbiórkę zabytkowego dworca przy ul. Piłsudskiego, w jego miejscu w 1996 roku powstał nowy dworzec.

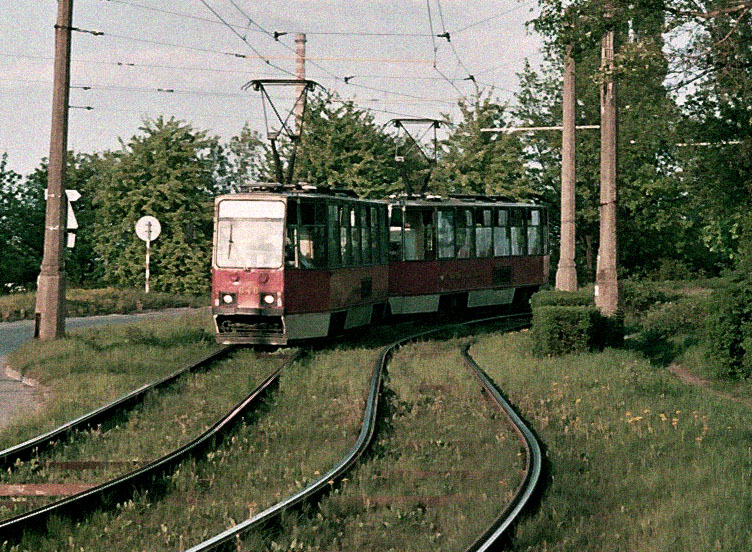
Tramwaj w al. Pokoju

W latach 1960. rozpoczęto planowanie transeuropejskiej autostrady E75, łączącej Skandynawię z Grecją. W Polsce droga miała przebiegać m.in. od Piotrkowa Trybunalskiego przez Częstochowę na Górny Śląsk, jednak przebieg drogi długo był jedynie orientacyjny, a jej budowę odkładano z braku środków. Na terenie miasta droga miała przebiegać od jego północnych granic do skrzyżowania z ul. Krakowską, skąd miała kierować się na wschód do zbiegu al. Pokoju i ul. Korfantego, skąd wzdłuż rzeki Kucelinki miała biec do Poczesnej, gdzie miała przeciąć starą drogę Częstochowa–Katowice i skierować się do lotniska Katowice–Pyrzowice. Dopiero w połowie lat 1970. zbudowano fragment Piotrków–Częstochowa przyszłej autostrady w ramach budowy tzw. gierkówki, łączącej Warszawę i Katowice, i w odróżnieniu od pozostałych fragmentów nadano mu autostradowe parametry (budowa w nowym śladzie, łagodniejsze zakręty, szersze pasy), odkładając na później jedynie budowę bezkolizyjnych skrzyżowań. Doprowadzona w 1976 roku do miasta droga została jednak w ramach oszczędności wprowadzona w środek południowych dzielnic Częstochowy, a dalej śladem starej drogi do Katowic. Wówczas zaczęto planować budowę autostradowej obwodnicy miasta na północ i zachód od Częstochowy. Przetarg na budowę odcinka z Łodzi do Pyrzowic rozpisano w 2005 roku w formule partnerstwa publiczno-prywatnego z zastrzeżeniem darmowego dostępu do obwodnicy Częstochowy, jednak w 2007 roku wycofano się z tej ostatniej zapowiedzi. W 2008 r. rząd podpisał umowę z polsko-hiszpańskim konsorcjum Autostrada Południe, obejmującą koncesję na eksploatację drogi przez 35 lat. Termin oddania inwestycji do użytku zaplanowano na 2010 rok, dwa lata później zapowiadano ją na rok 2014. Z powodu błędów projektowych i opóźnień ze strony koncesjonariusza kolejne terminy uruchomienia drogi były przekładane, m.in. w 2012 roku planowano jej oddanie do ruchu w 2016 roku. Finansowanie inwestycji zapewniono dopiero w 2014 roku, gdy rozpisano przetarg na budowę odcinka Pyrzowice–Częstochowa, a termin ukończenia zaplanowano na 2018 rok.
W latach 1953–1956 przeprowadzono elektryfikację linii z Warszawy do Częstochowy, była to pierwsza zelektryfikowana po wojnie linia dalekobieżna w Polsce. 21 stycznia 1956 roku odbyła się uroczystość przybycia do miasta pierwszego pociągu elektrycznego. Następnie kontynuowano prace elektryfikacyjne węzła częstochowskiego. W 1957 roku ukończono elektryfikację linii Częstochowa–Gliwice, w 1965 r. zelektryfikowano linię do Herbów, w 1973 roku linię do Koniecpola, a w 1974 roku linię do Chorzewa Siemkowic.
1 stycznia 1977 roku włączono do Częstochowy okoliczne miejscowości, stanowiące obecne dzielnice Gnaszyn-Kawodrza, Grabówka, Wielki Bór, Dźbów, Kuźnicę, Kiedrzyn, Brzeziny Małe, Brzeziny Wielkie, Rząsawę, Wyczerpy Górne i Zagajnik. Powierzchnia miasta zwiększyła się z 90 do obecnych 160 km², a liczba ludności z 200 do ponad 220 tysięcy.

### Kwestie polityczne
W ramach walki z prywatnym handlem, w 1961 roku w mieście wybuchła tzw. afera w MHD, w której oskarżono kierownictwo MHD w Częstochowie (dyrektor naczelny, kierowniczka komórki kontroli obiegu dokumentów, główny księgowy, kierownik działu zaopatrzenia towarowego) i kierownicy trzech sklepów. Według sfabrykowanych zarzutów członkowie grupy przez siedem lat mieli niepostrzeżenie – mimo urzędowych kontroli – zdefraudować blisko 6 mln zł, głównie w deficytowych towarach. Pomimo trwającego rok śledztwa, służby nie odnalazły ani śladu zdefraudowanych pieniędzy, a oskarżeni nigdy nie wskazali miejsca ich ukrycia. Proces rozpoczął się 19 kwietnia 1961 roku, a toczył się w trybie doraźnym przez 12 tygodni. Na dożywotnie więzienie skazano dwie osoby, dwie na kary 15 lat więzienia, jedną na 10 lat, jedną na 7 lat i jedną na 6 lat. Ponadto zasądzono grzywny, przepadek mienia i pozbawienie praw obywatelskich i honorowych.
W sierpniu 1980 roku w województwie częstochowskim nie dochodziło do strajków, dopiero 29 sierpnia częstochowscy hutnicy wyrazili poparcie dla robotników z Wybrzeża, a pierwszy strajk w regionie zaczął się 1 września w Miejskim Przedsiębiorstwie Komunikacyjnym w Częstochowie, zaś w kilku innych zakładach miały one miejsce dopiero w pierwszych dniach września. Strajkujący domagali się głównie podwyżki płac i objęcia regionu umowami podpisanymi na Wybrzeżu. Dopiero 28 września powstał Regionalny Komitet Założycielski NSZZ „Solidarność” dla regionu częstochowskiego, 27 września powstało Niezależne Zrzeszenie Studentów w Wyższej Szkole Pedagogicznej, a trzy dni później na Politechnice Częstochowskiej. 10 listopada wojewoda częstochowski Mirosław Wierzbicki zabronił działania „Solidarności”, która w odpowiedzi zorganizowała międzyzakładowy protest w klubie „Ikar” przy MPK, w czasie którego przedstawiciele 155 zakładów przez dziewięć dni okupowali klub, czekając na rządową komisję. W ten sposób wymuszono zmianę wojewody i
prezydenta Częstochowy.
W czasie przygotowań do wprowadzenia reformy administracyjnej Częstochowa starała się o zachowanie statusu wojewódzkiego w ramach tzw. województwa staropolskiego. Zgodnie z umową przedstawicieli Kielc, Częstochowy oraz Sandomierza, w Częstochowie miałaby się znajdować siedziba wojewody, a siedziba sejmiku wojewódzkiego miałaby znaleźć się w Kielcach. Ostatecznie miasto weszło w skład województwa śląskiego jako miasto na prawach powiatu i siedziba powiatu.
Powstały w mieście Obywatelski Komitet Referendalny złożył w dniu 27 sierpnia 2009 u komisarza wyborczego wniosek o przeprowadzenie referendum w sprawie odwołania prezydenta poparty przez ponad 30 tys. mieszkańców miasta. Inicjatorami referendum byli właściciele kamienic zlokalizowanych przy Al. NMP zaniepokojeni planami ich zamknięcia dla ruchu. Organizatorzy akcji zarzucali prezydentowi przedkładanie interesu klasztoru ponad miejski i nietrafione inwestycje. Referendum odbyło się 15 listopada, wzięły w nim udział 41 892 osoby, co oznaczało frekwencję 21,32% i ważność referendum. Prezydent został odwołany 39 284 głosami.
19 grudnia 2015 roku Komitet Obrony Demokracji zorganizował w Częstochowie manifestację, w której wzięło udział około 2,5 tysiąca osób. To największa manifestacja w Częstochowie po 1989 roku.

## Status i przynależność Częstochowy
| Okres     |                                                                 | Państwo                                    | Zwierzchność                  | Jednostka administracyjna                                    | Status miasta                                | Status miasta                                                    |
| --------- | --------------------------------------------------------------- | ------------------------------------------ | ----------------------------- | ------------------------------------------------------------ | -------------------------------------------- | ---------------------------------------------------------------- |
| ?-1220    | Polska                                                          | Królestwo Polskie                          | Królestwo Polskie             | województwo krakowskie                                       | Wieś Częstochowa (istnienie niepotwierdzone) | –                                                                |
| 1220-1356 | Polska                                                          | Królestwo Polskie                          | Królestwo Polskie             | województwo krakowskie                                       | Wieś Częstochowa nad Wartą                   | Wieś Częstochowa                                                 |
| 1356-1569 | Polska                                                          | Królestwo Polskie                          | Królestwo Polskie             | województwo krakowskie                                       | Miasto Częstochowa                           | Wieś Częstochówka                                                |
| 1569–1717 | Polska                                                          | Rzeczpospolita Obojga Narodów              | Rzeczpospolita Obojga Narodów | województwo krakowskie, powiat lelowski                      | Miasto Częstochowa                           | Wieś Częstochówka                                                |
| 1717–1793 | Polska                                                          | Rzeczpospolita Obojga Narodów              | Imperium Rosyjskie            | województwo krakowskie, powiat lelowski                      | Miasto Częstochowa                           | Miasto Nowa Częstochowa                                          |
| 1793      |                                                                 | Królestwo Prus                             | Królestwo Prus                | Prusy Południowe, departament łęczycki, powiat częstochowski | Miasto Częstochowa                           | Miasto Nowa Częstochowa                                          |
| 1793–1798 | Prusy Południowe, departament piotrkowski, powiat częstochowski | Królestwo Prus                             | Królestwo Prus                |                                                              | Miasto Częstochowa                           | Miasto Nowa Częstochowa                                          |
| 1798–1807 | Prusy Południowe, departament kaliski, powiat częstochowski     | Królestwo Prus                             | Królestwo Prus                |                                                              | Miasto Częstochowa                           | Miasto Nowa Częstochowa                                          |
| 1807–1815 | Polska                                                          | Księstwo Warszawskie                       | Cesarstwo Francuskie          | departament kaliski, powiat częstochowski                    | Miasto Częstochowa                           | Miasto Nowa Częstochowa                                          |
| 1815–1816 |                                                                 | Królestwo Polskie                          | Imperium Rosyjskie            | departament kaliski, powiat częstochowski                    | Miasto Częstochowa                           | Miasto Nowa Częstochowa                                          |
| 1816–1826 | województwo kaliskie, obwód wieluński, powiat częstochowski     | Królestwo Polskie                          | Imperium Rosyjskie            |                                                              | Miasto Częstochowa                           | Miasto Nowa Częstochowa                                          |
| 1826–1837 | województwo kaliskie, obwód wieluński, powiat częstochowski     | Królestwo Polskie                          | Imperium Rosyjskie            | Miasto Częstochowa (połączone)                               | Miasto Częstochowa (połączone)               |                                                                  |
| 1837–1842 | gubernia kaliska, obwód wieluński, powiat częstochowski         | Królestwo Polskie                          | Imperium Rosyjskie            | Miasto Częstochowa (połączone)                               | Miasto Częstochowa (połączone)               |                                                                  |
| 1842–1844 | gubernia kaliska, powiat wieluński                              | Królestwo Polskie                          | Imperium Rosyjskie            | Miasto Częstochowa (połączone)                               | Miasto Częstochowa (połączone)               |                                                                  |
| 1845–1867 | gubernia kaliska, powiat wieluński                              | Królestwo Polskie                          | Imperium Rosyjskie            | Miasto Częstochowa (połączone)                               | Miasto Częstochowa (połączone)               |                                                                  |
| 1867–1916 | Kraj Przywiślański                                              | gubernia piotrkowska, powiat częstochowski | Imperium Rosyjskie            | Miasto Częstochowa (połączone)                               | Miasto Częstochowa (połączone)               |                                                                  |
| 1916–1918 | Polska                                                          | gubernia piotrkowska, powiat częstochowski | Królestwo Polskie             | Miasto Częstochowa (połączone)                               | Miasto Częstochowa (połączone)               | Rzesza Niemiecka, Austro-Węgry                                   |
| 1918      | Polska                                                          | gubernia piotrkowska, powiat częstochowski | Królestwo Polskie             | Królestwo Polskie                                            | Miasto Częstochowa (połączone)               |                                                                  |
| 1918–1939 | Polska                                                          | Rzeczpospolita Polska                      | Rzeczpospolita Polska         | Miasto Częstochowa (połączone)                               | Miasto Częstochowa (połączone)               | województwo kieleckie, powiat częstochowski                      |
| 1939–1945 | III Rzesza                                                      | Generalne Gubernatorstwo                   | Generalne Gubernatorstwo      | Miasto Częstochowa (połączone)                               | Miasto Częstochowa (połączone)               | dystrykt radomski, miasto wydzielone Częstochowa                 |
| 1939–1945 |                                                                 | Polskie Państwo Podziemne                  | Polskie Państwo Podziemne     | Miasto Częstochowa (połączone)                               | Miasto Częstochowa (połączone)               | Okręg Radom-Kielce, Inspektorat E Częstochowa, Obwód Częstochowa |
| 1945–1950 | Polska                                                          | Rzeczpospolita Polska                      | Rzeczpospolita Polska         | Miasto Częstochowa (połączone)                               | Miasto Częstochowa (połączone)               | województwo kieleckie, powiat częstochowski                      |
| 1950–1952 | Polska                                                          | Rzeczpospolita Polska                      | Rzeczpospolita Polska         | Miasto Częstochowa (połączone)                               | Miasto Częstochowa (połączone)               | województwo katowickie, powiat częstochowski                     |
| 1952–1975 | Polska                                                          | Polska Rzeczpospolita Ludowa               | Polska Rzeczpospolita Ludowa  | Miasto Częstochowa (połączone)                               | Miasto Częstochowa (połączone)               | województwo katowickie, powiat częstochowski                     |
| 1975–1989 | Polska                                                          | Polska Rzeczpospolita Ludowa               | Polska Rzeczpospolita Ludowa  | Miasto Częstochowa (połączone)                               | Miasto Częstochowa (połączone)               | województwo częstochowskie, gmina miejska Częstochowa            |
| 1989–1998 | Polska                                                          | Rzeczpospolita Polska                      | Rzeczpospolita Polska         | Miasto Częstochowa (połączone)                               | Miasto Częstochowa (połączone)               | województwo częstochowskie, gmina miejska Częstochowa            |
| od 1999   | Polska                                                          | Rzeczpospolita Polska                      | Rzeczpospolita Polska         | Miasto Częstochowa (połączone)                               | Miasto Częstochowa (połączone)               | województwo śląskie, miasto na prawach powiatu Częstochowa       |